# 福山市
福山市（ふくやまし）は、広島県の最東部、備後地域にある市。県内では広島市に次ぐ人口となっている。1998年に中四国地方で2番目の中核市に指定された。備後圏域連携中枢都市圏の構成自治体の一つで、同都市圏の連携中枢都市となっている（福山都市圏も参照）。

## 概要
広島市と岡山市の中間に位置している。中国地方では、岡山都市圏、広島都市圏に次ぎ、県庁所在地以外の都市圏としては、全国で5番目の規模の福山都市圏の中心都市である。
単一事業所として世界で初めて累計粗鉄生産量が4億トンに達した世界最大級の銑鋼一貫製鉄所（JFEスチール）を抱える重工業都市であり、瀬戸内工業地域を構成している。また、高い国内シェアを持つ鉄工・金属加工関連産業、繊維、機械製造企業が集積する。市内の工業生産高は約2兆円、工業事業所数は1200と山陰地方を超え、高知県の4倍と日本有数の規模を誇る。
沼隈半島の先端に位置する鞆の浦は、古代より「潮待ちの港」として知られる。戦国時代末期室町幕府第15代将軍の足利義昭が、京都を追われた1576年から1587年までの11年間を、征夷大将軍として地位を持ちながら拠点を構えた（鞆幕府）。江戸時代には福山藩の初代藩主・水野勝成によって綿花栽培が奨励され、その後の備後絣やデニムの生産へと発展した。市制施行は尾道市（1898年）、呉市（1902年）に遅れる1916年と戦前までは軽工業中心の小都市に過ぎなかったが、瀬戸内海の主要都市の一つとなった。都市圏は県境を跨ぎ、地理的・歴史的にも関係の深い岡山県井笠地方（井原市、笠岡市）にまで広がる。
市域は、中国山地（神石高原）、福山平野、芸予諸島（備後群島）などからなる。中心市街は、芦田川のデルタ地帯と福山藩が行った新田開発に基づく干拓平野に広がる。山陽新幹線、山陽道、国道2号、山陽線と西日本の重要幹線が市内を横断し、国際港湾である福山港を擁するなど交通の要衝となっている。中心駅の福山駅は現在、山陽新幹線走行する全種別が停車(のぞみ、みずほは一部）するほか、福塩線および多数の路線バス路線の起点であり、県庁所在地ながら10路線を超える高速バスが発着する広島県東部から岡山県西部の玄関口である。
歴史的な経緯から、広島市や岡山県とも異なる独自の気質を持つとされる。県庁所在地ではないにもかかわらず都市圏規模から、陸運局が設置されたり（福山ナンバー）、電話番号の市外局番084・郵便番号の720など（地方部は通常4桁なのが3桁）、県庁所在地並みの扱いを受けることがある。世界規模の鉄鋼、造船企業をはじめ、人口に比して多くの大手企業を擁しており、中小企業や大企業の研究開発拠点も集積している。かつては、市内に大きな商業集積を誇っていたが福山そごうが撤退するなど、中心市街地の著しい衰退が問題となっていたが、山陽新幹線のぞみ停車駅として至便な点や全国的な都心回帰現象もあり、福山駅周辺にはマンションも増えて活気が蘇りつつある。

## 地理

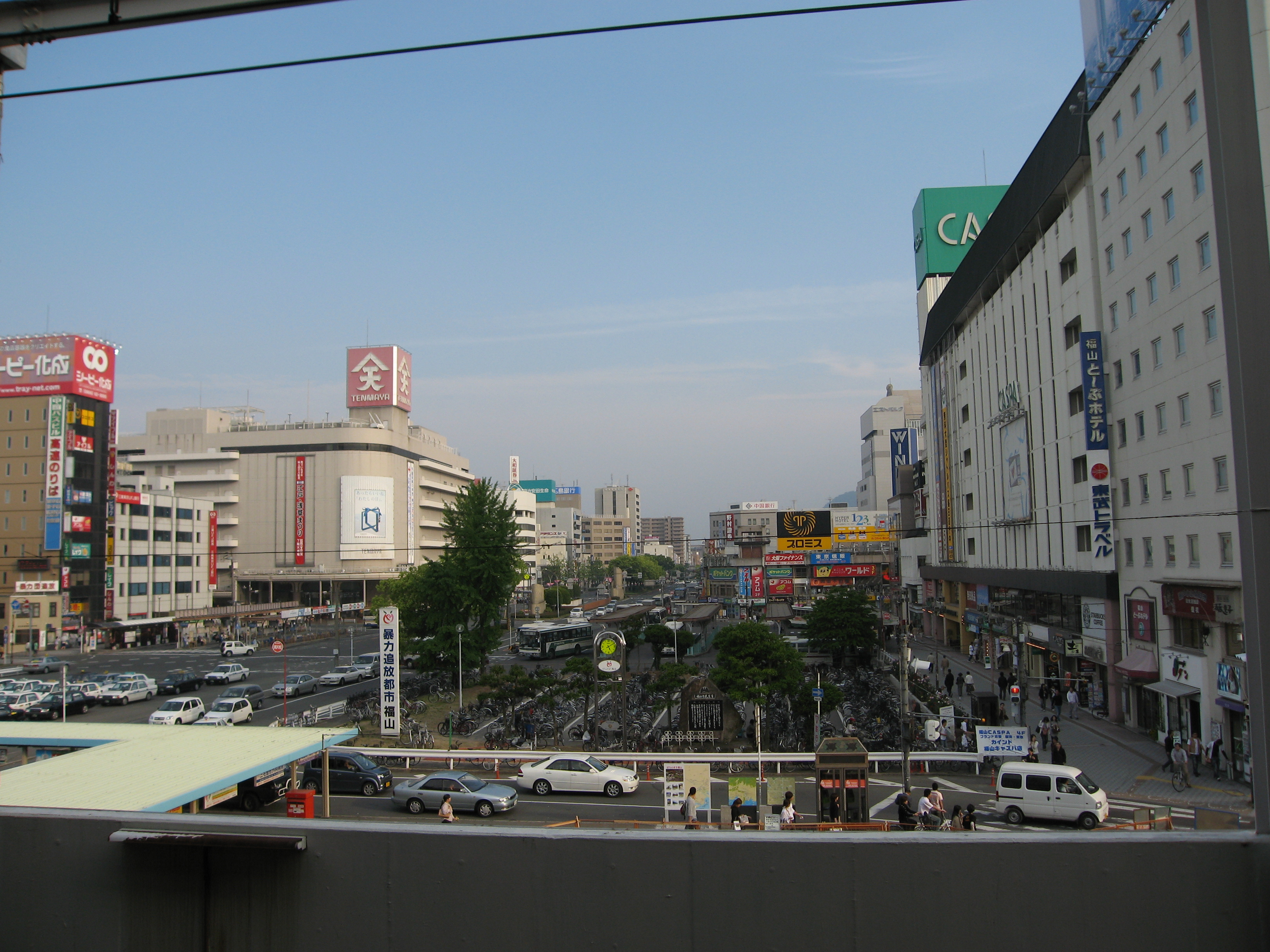
JR福山駅南口

福山市は、瀬戸内海の中央部で広島県の南東端に位置する。

福山市中心部周辺の空中写真。
2018年7月16日撮影の30枚を合成作成。。

三原市北部の大和町を源とする芦田川の河口に広がるデルタ地帯及び江戸時代以降干拓事業により築かれた福山平野に市の中心地がある。市の南端は瀬戸内海に面し、北部山岳地帯は概ね標高400 - 500メートルの吉備高原西南端部にある通称「神石高原」南端から形成される。ここは岡山県倉敷市へ注ぐ高梁川支流小田川流域である。
市街地は概ね、旧福山市街・東部（蔵王、春日）地区・南部（鞆、沼隈）地区・松永（旧松永市）地区・北部（神辺、駅家、加茂）地区に大別され市民性も地域により若干異なる。旧福山市は周辺の自治体を次々と編入したが東部は県境に、南部は海に阻まれているため市域は北部、西部へと拡大することとなった。結果として福山市の中心部は市域の南東に偏っている。一方で中心部から岡山県井原市、笠岡市までの距離は福山市の西端、北端より小さい。また福山都市圏の広がる井原市、笠岡市にかけては市街地の連続性が高く県境を越えた連携が政経民間で幅広く見られる。

### 地理
- 福山市は瀬戸内海式気候に属し、広島県内でも降水量が少なく（年間約1200mm）河川の流量が少ないのが特徴である。そのため市街化の進んだ地域を中心に河川の汚濁が顕著で、下水道事業などによって改善された地域もあるものの、多くの場所で水質汚濁が問題となっている。流水量の少なさや河口堰による汽水の消滅等の影響で、市内を南北に流れる芦田川は中下流の汚濁が激しく、水質は中国地方の一級河川の中で平成24年まで38年間連続ワースト1を記録してきた[12]。
- 市域の北半分および芦田川より西部は、中国山地に連なる山地となっている。植生は平野部に近いほどアカマツが多く、単調な傾向にある。山並みは風化・侵食を受けやすい花崗岩が多いため起伏が激しく、川沿いを中心に多くの谷が形成されている。市内最高峰は吉備高原南端の京ノ上山で海抜611m、2位は駅家町北部の蛇円山で546m、3位は加茂町北部の笠木山で513mとなっている。北部の山野町付近には部分的に石灰岩質の地質もあり、特に高梁川支流の小田川渓谷を作り上げている猿鳴峡があり、近くには県天然記念物の“矢川のクリッペ”や“上原谷石灰岩巨大礫”という石灰岩に纏わる名勝も存在する。また隣接する井原市には石灰岩の採石場（芳井鉱業所）もある。
- 南側は瀬戸内海（備後灘）が広がり多くの島が点在しているが福山市に属する島は少数である。福山市沖は瀬戸内海のほぼ中央に位置しており、満干差は非常に大きく平均で2mを超え、海流の速度は部分的に非常に速い。波は穏やかで波高は通常で50cm未満、荒れても2m程度である。津波の被害を受けた記録は存在しない。ただし、明治17年（1884年）の台風による高波では大きな被害が発生している。市で最大の島は田島で本土（沼隈半島）とは橋が架けられている。海底面は起伏があまりなく水深は深くとも30m程度である。かつての福山市沖は干潟が多く存在し、ニホンアシカも分布していたり[13]、尾道水道の例から判断するとクジラも回遊していた可能性がある[14]など豊かな自然に恵まれていたが、その大半は江戸時代からの干拓や日本鋼管福山製鉄所（現JFEスチール）建設の埋め立てなどにより消滅している。現在は家庭・工業廃水などの影響により福山港周辺の汚濁が深刻で特に夏期には海水が茶色あるいは乳白色に染まることもある。しかし、鞆の浦など湾岸沿いの大部分も透明度は高くないが陸から5km程度沖合に出れば（瀬戸内海としては）非常に綺麗である。
- 地震は少なく、歴史上では地震により大きな被害を受けた記録は見つかっていない。このため、近年までは地震空白域とされていたが、2000年の鳥取県西部地震で震度5弱、2001年の芸予地震でも震度5弱を記録した。ただし、いずれも人的被害はない。活断層も近年まで確認されていなかったが、2002年に北部の加茂・御幸地区から西部の松永地区にかけて活動度B級の「長者原断層」の存在が明らかになり[15]、少なくとも3世紀以降に活動した痕跡が見つかっている。

#### 主要な山岳・河川・島嶼部
- 主な山岳 : 京ノ上山（611 m・市内最高峰・福山市新市町藤尾）、蛇円山（546 m・福山市駅家町）、熊ヶ峰（438 m・福山市熊野町）、蔵王山（226m・福山市千田町）
- 主な河川 : 一級河川芦田川、芦田川支流瀬戸川、神谷川、加茂川、高屋川、一級河川高梁川支流小田川、二級河川藤井川、本郷川
- 主な島嶼 : 走島、宇治島、田島、横島、仙酔島、弁天島、皇后島（※箕島は戦前までは島であった）
- 主な池 : 春日池、服部大池、権現池、枠田池、千塚池、本谷池、他多数

### 気候

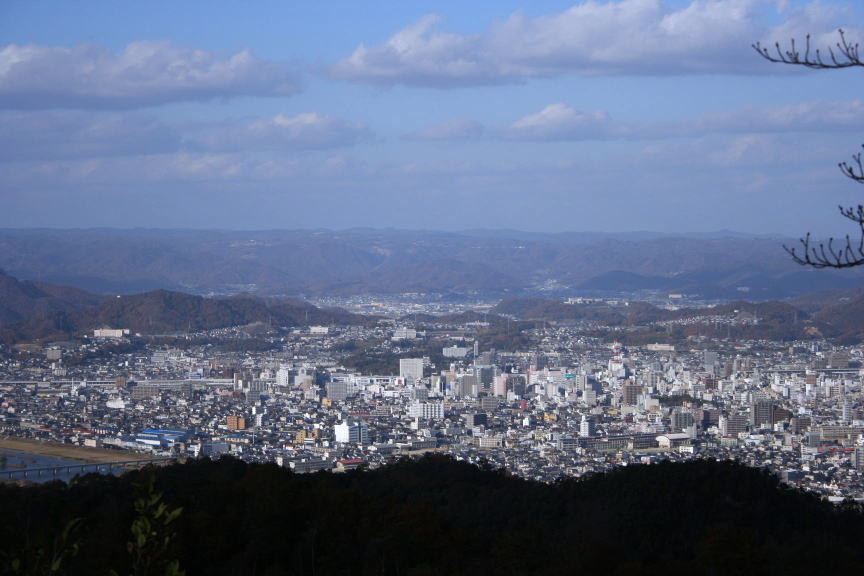
熊ヶ峰からの福山市街

福山市は地形と立地場所による影響により、典型的な瀬戸内海式気候である。夏の季節風は四国山地に、冬の季節風は中国山地によって各々遮られる。このため年間を通じて天気や湿度が安定しており、降水月が5、6、7月（梅雨時）と9月（秋雨・台風時）の二峰性となっており、二峰の間の8月（盛夏）の降水量が著しく少なく、雨温図上大きく凹む。
冬から春にかけて、中国大陸から流入する黄砂が観測されることも多い。また、冬には氷点下まで下がる日もある。太平洋高気圧に覆われる夏季には瀬戸内海沿岸特有の「凪」が発生し、日中の気温は35℃を超える猛暑・酷暑となる日もある。降雪は少なく、平地部の積雪は稀である。
| 福山特別地域気象観測所（福山市松永町、標高2m）の気候    | 福山特別地域気象観測所（福山市松永町、標高2m）の気候 | 福山特別地域気象観測所（福山市松永町、標高2m）の気候 | 福山特別地域気象観測所（福山市松永町、標高2m）の気候 | 福山特別地域気象観測所（福山市松永町、標高2m）の気候 | 福山特別地域気象観測所（福山市松永町、標高2m）の気候 | 福山特別地域気象観測所（福山市松永町、標高2m）の気候 | 福山特別地域気象観測所（福山市松永町、標高2m）の気候 | 福山特別地域気象観測所（福山市松永町、標高2m）の気候 | 福山特別地域気象観測所（福山市松永町、標高2m）の気候 | 福山特別地域気象観測所（福山市松永町、標高2m）の気候 | 福山特別地域気象観測所（福山市松永町、標高2m）の気候 | 福山特別地域気象観測所（福山市松永町、標高2m）の気候 | 福山特別地域気象観測所（福山市松永町、標高2m）の気候 |
| 月                                                      | 1月                                                  | 2月                                                  | 3月                                                  | 4月                                                  | 5月                                                  | 6月                                                  | 7月                                                  | 8月                                                  | 9月                                                  | 10月                                                 | 11月                                                 | 12月                                                 | 年                                                   |
| ------------------------------------------------------- | ---------------------------------------------------- | ---------------------------------------------------- | ---------------------------------------------------- | ---------------------------------------------------- | ---------------------------------------------------- | ---------------------------------------------------- | ---------------------------------------------------- | ---------------------------------------------------- | ---------------------------------------------------- | ---------------------------------------------------- | ---------------------------------------------------- | ---------------------------------------------------- | ---------------------------------------------------- |
| 最高気温記録 °C （°F）                                  | 17.4 (63.3)                                          | 23.6 (74.5)                                          | 24.7 (76.5)                                          | 28.6 (83.5)                                          | 32.4 (90.3)                                          | 34.7 (94.5)                                          | 38.2 (100.8)                                         | 38.5 (101.3)                                         | 36.7 (98.1)                                          | 32.2 (90)                                            | 27.1 (80.8)                                          | 21.4 (70.5)                                          | 38.5 (101.3)                                         |
| 平均最高気温 °C （°F）                                  | 9.8 (49.6)                                           | 10.5 (50.9)                                          | 13.9 (57)                                            | 19.2 (66.6)                                          | 24.0 (75.2)                                          | 27.0 (80.6)                                          | 30.9 (87.6)                                          | 32.8 (91)                                            | 28.8 (83.8)                                          | 23.3 (73.9)                                          | 17.5 (63.5)                                          | 12.1 (53.8)                                          | 20.8 (69.4)                                          |
| 日平均気温 °C （°F）                                    | 4.6 (40.3)                                           | 5.2 (41.4)                                           | 8.5 (47.3)                                           | 13.7 (56.7)                                          | 18.7 (65.7)                                          | 22.5 (72.5)                                          | 26.6 (79.9)                                          | 27.9 (82.2)                                          | 24.0 (75.2)                                          | 18.0 (64.4)                                          | 12.0 (53.6)                                          | 6.8 (44.2)                                           | 15.7 (60.3)                                          |
| 平均最低気温 °C （°F）                                  | 0.0 (32)                                             | 0.4 (32.7)                                           | 3.2 (37.8)                                           | 8.1 (46.6)                                           | 13.3 (55.9)                                          | 18.5 (65.3)                                          | 22.9 (73.2)                                          | 23.9 (75)                                            | 19.9 (67.8)                                          | 13.3 (55.9)                                          | 7.1 (44.8)                                           | 2.1 (35.8)                                           | 11.1 (52)                                            |
| 最低気温記録 °C （°F）                                  | −8.1 (17.4)                                          | −9.2 (15.4)                                          | −5.9 (21.4)                                          | −1.8 (28.8)                                          | 2.8 (37)                                             | 8.0 (46.4)                                           | 13.2 (55.8)                                          | 15.8 (60.4)                                          | 8.0 (46.4)                                           | 1.5 (34.7)                                           | −2.4 (27.7)                                          | −6.7 (19.9)                                          | −9.2 (15.4)                                          |
| 降水量 mm （inch）                                      | 38.5 (1.516)                                         | 47.0 (1.85)                                          | 83.7 (3.295)                                         | 91.6 (3.606)                                         | 117.7 (4.634)                                        | 174.5 (6.87)                                         | 198.0 (7.795)                                        | 95.2 (3.748)                                         | 136.0 (5.354)                                        | 91.1 (3.587)                                         | 55.1 (2.169)                                         | 43.3 (1.705)                                         | 1,171.7 (46.13)                                      |
| 平均降水日数 （≥0.5 mm）                                | 5.7                                                  | 7.6                                                  | 10.3                                                 | 9.9                                                  | 9.6                                                  | 11.6                                                 | 10.7                                                 | 7.2                                                  | 9.3                                                  | 7.8                                                  | 6.5                                                  | 6.5                                                  | 102.8                                                |
| % 湿度                                                  | 69                                                   | 68                                                   | 67                                                   | 66                                                   | 68                                                   | 75                                                   | 76                                                   | 73                                                   | 73                                                   | 72                                                   | 73                                                   | 72                                                   | 71                                                   |
| 平均月間日照時間                                        | 139.8                                                | 138.6                                                | 174.8                                                | 191.4                                                | 211.5                                                | 162.4                                                | 193.5                                                | 221.8                                                | 165.6                                                | 174.3                                                | 150.7                                                | 145.6                                                | 2,069.8                                              |
| 出典：気象庁 (平均値：1991年-2020年、極値：1942年-現在) |                                                      |                                                      |                                                      |                                                      |                                                      |                                                      |                                                      |                                                      |                                                      |                                                      |                                                      |                                                      |                                                      |

### 隣接する自治体
- 広島県尾道市、府中市、神石郡神石高原町
- 岡山県笠岡市、井原市
- 香川県三豊市、観音寺市、仲多度郡多度津町、愛媛県今治市、新居浜市、四国中央市、西条市、越智郡上島町（いずれの地域も瀬戸内海を隔てて隣接）

### 人口
以前より中国・四国地方では広島市・岡山市・松山市・倉敷市に次ぐ5番目の人口規模である。平成の大合併で隣接のベッドタウン4町を編入した結果、人口は約46万人（推計人口）となった。
合計特殊出生率はこの規模の都市としては非常に高い。2012年は全1742自治体中208位の1.71であった。人口30万人以上の都市としては、1.63の沖縄県那覇市や愛知県岡崎市を大幅に上回って1位である。
| |                                        |  |
| 福山市と全国の年齢別人口分布（2005年） | 福山市の年齢・男女別人口分布（2005年） |  |
| ■紫色 ― 福山市 ■緑色 ― 日本全国 | ■青色 ― 男性 ■赤色 ― 女性              |  |
| 福山市（に相当する地域）の人口の推移 \| 1970年（昭和45年） \| 355,264人 \| \| \| 1975年（昭和50年） \| 405,677人 \| \| \| 1980年（昭和55年） \| 425,675人 \| \| \| 1985年（昭和60年） \| 441,502人 \| \| \| 1990年（平成2年） \| 445,403人 \| \| \| 1995年（平成7年） \| 453,791人 \| \| \| 2000年（平成12年） \| 456,908人 \| \| \| 2005年（平成17年） \| 459,087人 \| \| \| 2010年（平成22年） \| 461,357人 \| \| \| 2015年（平成27年） \| 464,811人 \| \| \| 2020年（令和2年） \| 460,930人 \| \| |                                        |  |
| 総務省統計局 国勢調査より |                                        |  |
| 1970年（昭和45年） | 355,264人                              |  |
| 1975年（昭和50年） | 405,677人                              |  |
| 1980年（昭和55年） | 425,675人                              |  |
| 1985年（昭和60年） | 441,502人                              |  |
| 1990年（平成2年） | 445,403人                              |  |
| 1995年（平成7年） | 453,791人                              |  |
| 2000年（平成12年） | 456,908人                              |  |
| 2005年（平成17年） | 459,087人                              |  |
| 2010年（平成22年） | 461,357人                              |  |
| 2015年（平成27年） | 464,811人                              |  |
| 2020年（令和2年） | 460,930人                              |  |

## 地域

### 町名一覧
- 青葉台
- 赤坂町赤坂
- 赤坂町早戸
- 曙町
- 旭町
- 芦田町上有地
- 芦田町向陽台
- 芦田町下有地
- 芦田町柞磨
- 芦田町福田
- 伊勢丘
- 一文字町
- 今町
- 今津町
- 入船町
- 内海町
- 駅家町雨木
- 駅家町今岡
- 駅家町江良
- 駅家町大橋
- 駅家町上山守
- 駅家町倉光
- 駅家町下山守
- 駅家町助元
- 駅家町近田
- 駅家町中島
- 駅家町新山
- 駅家町服部永谷
- 駅家町服部本郷
- 駅家町坊寺
- 駅家町法成寺
- 駅家町万能倉
- 駅家町向永谷
- 駅家町弥生ヶ丘
- 胡町
- 王子町
- 大谷台
- 沖野上町
- 卸町
- 笠岡町
- 神島町
- 春日池
- 春日台
- 春日町
- 春日町宇山
- 春日町浦上
- 春日町吉田
- 霞町
- 金江町
- 神村町
- 加茂町葦原
- 加茂町粟根
- 加茂町上加茂
- 加茂町北山
- 加茂町下加茂
- 加茂町中野
- 加茂町百谷
- 加茂町八軒屋
- 川口町
- 神辺町旭丘
- 神辺町上御領
- 神辺町上竹田
- 神辺町川北
- 神辺町川南
- 神辺町下御領
- 神辺町下竹田
- 神辺町十九軒屋
- 神辺町十三軒屋
- 神辺町新徳田
- 神辺町新湯野
- 神辺町新道上
- 神辺町新十九
- 神辺町徳田
- 神辺町西中条
- 神辺町箱田
- 神辺町東中条
- 神辺町平野
- 神辺町三谷
- 神辺町道上
- 神辺町八尋
- 神辺町湯野
- 北本庄
- 北美台
- 北吉津町
- 木之庄町
- 草戸町
- 熊野町
- 鋼管町
- 光南町
- 向陽町
- 郷分町
- 蔵王町
- 桜馬場町
- 佐波町
- 三之丸町
- 地吹町
- 清水ヶ丘
- 昭和町
- 城見町
- 新市町常
- 新市町金丸
- 新市町上安井
- 新市町相方
- 新市町下安井
- 新市町新市
- 新市町戸手
- 新市町藤尾
- 新市町宮内
- 新涯町
- 新浜町
- 城興ヶ丘
- 住吉町
- 瀬戸町山北
- 瀬戸町地頭分
- 瀬戸町長和
- 千田町
- 千田町坂田
- 千田町坂田北
- 千田町千田
- 千田町薮路
- 大黒町
- 大門町
- 大門町日之出丘
- 大門町大門
- 大門町津之下
- 大門町野々浜
- 大門町旭
- 高西町
- 高西町川尻
- 高西町真田
- 高西町南
- 高美台
- 宝町
- 多治米町
- 田尻町
- 長者町
- 千代田町
- 津之郷町
- 坪生町
- 坪生町南
- 手城町
- 寺町
- 道三町
- 東陽台
- 鞆町後地
- 鞆町鞆
- 奈良津町
- 西町
- 西桜町
- 西新涯町
- 西深津町
- 沼隈町上山南
- 沼隈町草深
- 沼隈町下山南
- 沼隈町常石
- 沼隈町中山南
- 沼隈町能登原
- 能島
- 野上町
- 延広町
- 走島町
- 花園町
- 東町
- 東川口町
- 東桜町
- 東手城町
- 東深津町
- 東明王台
- 東村町
- 東吉津町
- 引野町
- 引野町北
- 引野町東
- 引野町南
- 久松台
- 日吉台
- 藤江町
- 伏見町
- 古野上町
- 平成台
- 本郷町
- 本庄町中
- 幕山台
- 松永町
- 松浜町
- 船町
- 本町
- 丸之内
- 御門町
- 緑町
- 南今津町
- 南蔵王町
- 南手城町
- 南本庄
- 南松永町
- 箕沖町
- 箕島町
- 水呑町
- 水呑向丘
- 御船町
- 港町
- 南町
- 宮前町
- 御幸町上岩成
- 御幸町下岩成
- 御幸町中津原
- 御幸町森脇
- 明王台
- 明神町
- 三吉町
- 三吉町南
- 明治町
- 元町
- 紅葉町
- 柳津町
- 山手町
- 山野町矢川
- 山野町山野
- 横尾町
- 吉津町
- 緑陽町
- 若松町

### 地域区分
福山市として統一した地域区分があるわけではない。例を示す。
- 福山市役所の支所設置 - 西部・北部・東部・鞆（走島）・内海（内浦）・神辺・沼隈・芦田・加茂（広瀬・山野）・新市
  - 本庁所管：以下を除く地域
  - 松永支所所管：東村町、本郷町、神村町、宮前町、柳津町、金江町、藤江町、松永町、南松永町、今津町、南今津町、高西町
  - 北部支所所管：駅家町
  - 鞆支所所管：鞆町鞆、鞆町後地、田尻町
    - 走島分所所管：走島町

  - 芦田支所所管：芦田町
  - 加茂支所所管：加茂町（広瀬分所所管地域を除く）
    - 広瀬分所所管：加茂町字北山、字百谷
    - 山野分所所管：山野町

  - 東部支所所管：青葉台、伊勢丘、大谷台、春日池、春日台、春日町、鋼管町、城興ケ丘、蔵王町のうち五丁目・六丁目、大門町、大門町旭、坪生町、坪生町南、東陽台、能島、東手城町、引野町、引野町北、引野町東、引野町南、日吉台、平成台、幕山台、南蔵王町のうち五丁目・六丁目
  - 内海支所所管：内海町
    - 内浦分所所管：内海町釜谷、内浦、沖、寺山及び箱崎部落一円

  - 新市支所所管：新市町
  - 沼隈支所所管：沼隈町
  - 神辺支所所管：神辺町

- 市内全公民館・コミュニティセンターを管理する地域振興課のエリア分割 - 中部・南部・松永・北部・東部・神辺
  - 中部地域振興課 - 本庁所管地域のうち、南部地域・東部地域所管地域を除く地域
  - 南部地域振興課 - 本庁所管地域のうち、山手町、郷分町、津之郷町、赤坂町、瀬戸町、熊野町、水呑町、水呑向丘、明王台、東明王台および鞆支所・沼隈支所・内海支所所管地域全域
  - 松永地域振興課 - 松永支所所管地域と同一
  - 北部地域振興課 - 北部・芦田・加茂・新市支所所管地域全域
  - 東部地域振興課 - 本庁所管地域のうち、蔵王町、南蔵王町、千田町、横尾町、緑陽台、清水ケ丘、御幸町および東部支所所管地域全域
  - 神辺地域振興課 - 神辺支所所管地域と同一

## 行政

### 市長・副市長
- 市長 枝廣直幹（第十三代）2期目・任期：2016年9月5日 - 2024年9月9日任期満了[20][21]。2024年8月11日投開票の福山市長選で3選[22]。当日有権者数 373,671人、最終投票率 23.43%（前々回比：-12.63pts）。
  - 枝廣直幹 55,705票（得票率 64.26%）（推薦）自由民主党・立憲民主党・公明党・国民民主党、宇田貴美 30,984票（得票率 35.74%）[23]。

- 副市長 中島智治（2018年[24] - ）
- 副市長 中村啓悟（2024年4月1日 - ）前・福山市保健福祉局長[25]。

| 通算代数 | 氏名     | 就任年月      | 退任年月      |
| -------- | -------- | ------------- | ------------- |
| 初代     | 阿武信一 | 1916年10月    | 1926年12月    |
| 二代     | 中野有光 | 1927年9月     | 1938年12月    |
| 三代     | 小林壽夫 | 1938年12月    | 1944年8月     |
| 四代     | 三谷一二 | 1944年9月     | 1946年3月     |
| 五代     | 小林和一 | 1946年3月29日 | 1947年3月19日 |
| 六代     | 藤井正男 | 1947年4月     | 1955年4月     |
| 七代     | 徳永豊   | 1955年5月1日  | 1970年5月11日 |
| 八代     | 立石定夫 | 1970年5月12日 | 1979年7月28日 |
| 九代     | 中川弘   | 1979年8月26日 | 1983年8月25日 |
| 十代     | 牧本幹男 | 1983年8月26日 | 1991年8月25日 |
| 十一代   | 三好章   | 1991年8月26日 | 2004年8月9日  |
| 十二代   | 羽田皓   | 2004年9月5日  | 2016年9月4日  |
| 十三代   | 枝廣直幹 | 2016年9月5日  | 現職          |

## 出先機関

### 国の機関
- 裁判所
  - 広島地方裁判所福山支部
  - 広島家庭裁判所福山支部
  - 福山簡易裁判所
- 法務省
  - 広島法務局福山支局
  - 広島地方検察庁福山支部
  - 福山区検察庁
  - 広島矯正管区福山拘置支所
  - 広島保護観察所福山駐在官事務所
- 出入国在留管理庁
  - 広島出入国在留管理局福山出張所
- 財務省
  - 神戸税関福山税関支署
- 国税庁
  - 広島国税局福山税務署
  - 府中税務署（所在地は府中市・福山市北西部を管轄）
- 国土交通省
  - 中国地方整備局福山河川国道事務所
  - 中国運輸局広島運輸支局福山自動車検査登録事務所
- 海上保安庁
  - 第六管区海上保安本部尾道海上保安部 福山海上保安署
- 厚生労働省
  - 福山労働基準監督署
  - 広島検疫所福山出張所
  - 福山公共職業安定所
- 防衛省
  - 自衛隊広島地方協力本部福山地域事務所

### 独立行政法人
- 国立研究開発法人農業・食品産業技術総合研究機構西日本農業研究センター

### 特殊法人
- 日本年金機構福山年金事務所

### 広島県の機関
- 広島県福山庁舎（三吉町）
- 広島県福山旅券センター（東桜町）
- 広島県福山児童相談所（瀬戸町）
- 広島県福山教育事務所（三吉町）
- 広島県東部運転免許センター（津之郷町）
- 広島県東部県民文化センター（東桜町、愛称：エストパルク）
- 広島県立東部工業技術センター（東深津町）
- 広島県立福山高等技術専門校（山手町）
- 広島県立福山少年自然の家（金江町）
- 広島県立歴史博物館（丸之内）
- 広島県立ふくやま産業交流館（御幸町、愛称：ビッグ・ローズ）

## 議会

### 市議会
- 議員定数：38人[26]
- 任期：2024年5月1日 - 2028年4月30日[27]
- 議長：今岡芳徳[28][29]（水曜会[30]）（2024年5月13日[30] - ）
- 副議長：連石武則（水曜会）（2025年5月13日 - ）
- 会派（2024年5月現在）
  - 水曜会 13人
  - 誠友会 7人
  - 公明党 7人
  - 市民連合 5人
  - 新政クラブ 3人
  - 無所属 3人

### 広島県議会（福山市選挙区）
- 定数：10名
- 任期：2023年5月 - 
届出のあった候補者が10名で定数を超えなかったため、無投票となった[31]。

| 議員名   | 会派名                         | 備考         |
| -------- | ------------------------------ | ------------ |
| 宇田伸   | 自由民主党広島県議会議議員連盟 |              |
| 稲葉潔   | 広島県議会民主県政会           | 党籍は無所属 |
| 石津正啓 | 公明党広島県議会議員団         |              |
| 村上栄二 | ひろしま令和                   | 無所属       |
| 尾熊良一 | 公明党広島県議会議員団         |              |
| 三好良治 | 自由民主党広島県議会議議員連盟 |              |
| 出原昌直 | 自由民主党広島県議会議議員連盟 |              |
| 的場豊   | 広島県議会民主県政会           | 党籍は無所属 |
| 松岡宏道 | 自由民主党広島県議会議議員連盟 |              |
| 河村晃子 | 日本共産党広島県議会議員団     |              |

### 衆議院
- 任期 ： 2021年（令和3年）10月31日 - 2025年（令和7年）10月30日（「第49回衆議院議員総選挙」参照）

| 選挙区                | 議員名   | 党派名     | 当選回数 | 備考   |
| --------------------- | -------- | ---------- | -------- | ------ |
| 広島県第7区（福山市） | 小林史明 | 自由民主党 | 4        | 選挙区 |

## 歴史

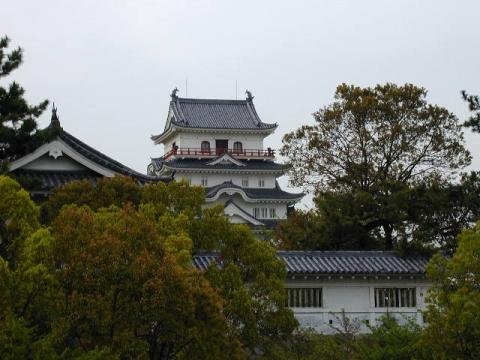
福山城

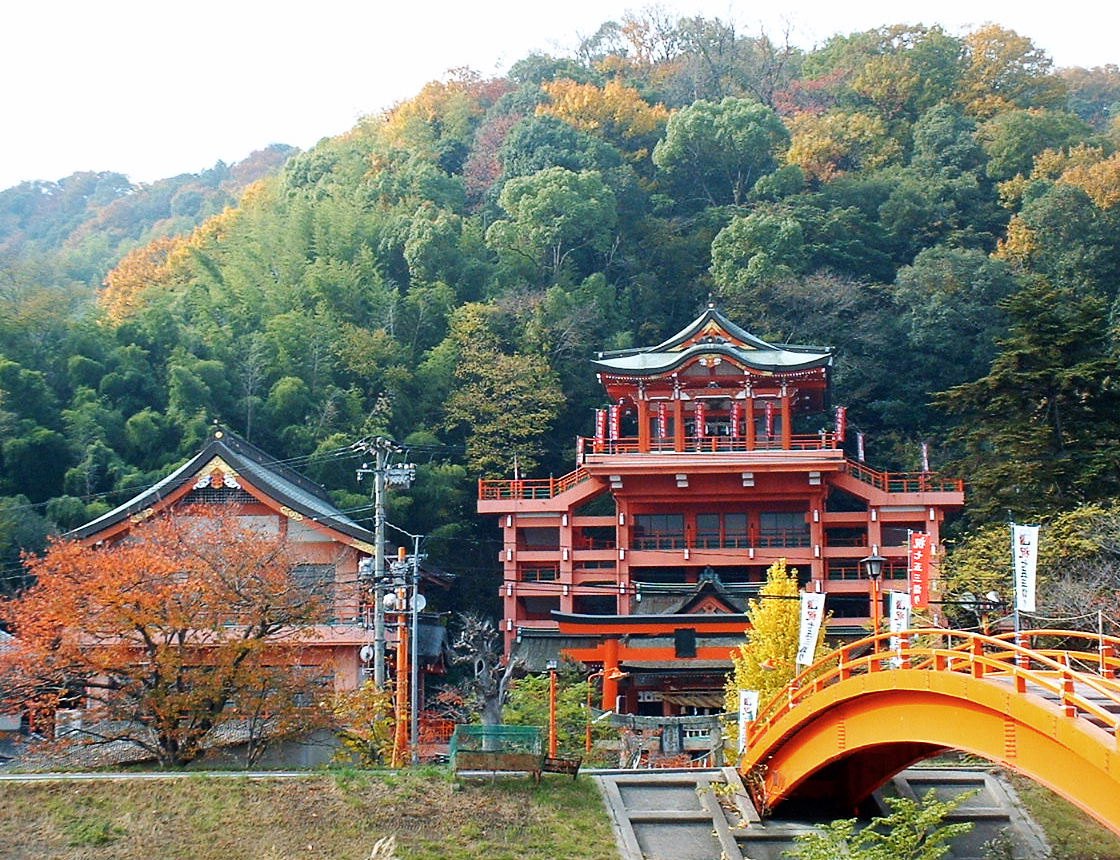
草戸稲荷神社

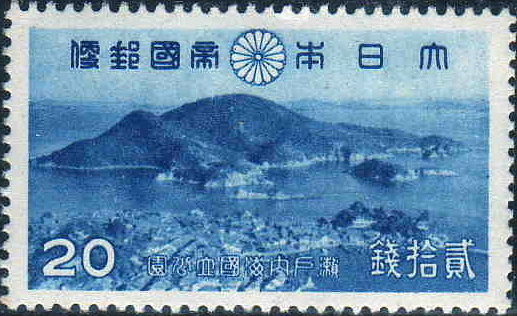
鞆の浦（1939年発行の郵便切手）

### 古代
古代における現在の福山市街の中心地はほぼ全域が干潟や海であった。近年までは現在の神辺平野も海となっていて「穴の海」と呼ばれたといわれていたが、これは遺跡の分布や地層の調査から現在では否定されている。この呼称があったとすれば江戸時代に干拓され陸地化された現在の福山市街を示していた可能性が高い。古代における備後地方の中心地は備後国国府の所在した現在の府中市一帯であった。これに至る旧山陽道が中国地方の重要な幹線道となっていた。その名残が市北部地区の駅家町の地名で文字通り山陽道の駅家（宿駅）であったことを示している。現在の福山市域に含まれる山陽道は神辺平野を横断するように通され、外港として設けられた深津市は賑わい、この周辺は瀬戸内で最も栄えた地域であった。（現在の福山東IC付近）また、この地方はヤマト王権と吉備との勢力争いの最前線であり、古くからヤマト王権の重要拠点ともなっていた。“二子塚古墳”のような大規模な前方後円墳や、畿内以外では珍しい横口式石槨を持つ古墳が残り全国でも有数の古墳集積地である。瀬戸内の中央部に位置する備後南部に港が多く点在する。深津、津之郷、吉津、奈良津、今津など港を意味する地名が今日も残されている。また中でも、鞆の浦は万葉集にも詠まれるように風待ち、潮待ちの港として古代より独自の地位を築いていた。

### 中世
中世には長年の芦田川の堆積作用により現在の福山市街は次第に陸地へと姿を変えていき、本庄、木之庄といった荘園が形成され現在の草戸町には草戸と呼ばれる港湾都市が栄えるようになった。しかし、この町は芦田川の堆積作用により港湾施設の使用が難くなり衰退したと考えられている（遺跡は芦田川の浚渫により消滅）。一方、現在の深津高地と呼ばれる深津島一帯は瀬戸内における金融拠点として発展し、その後の福山藩成立にも多大な貢献をしている。平安時代には鞆に最澄により静観寺、空海により医王寺が創建されるなどそれぞれの西日本の布教拠点となったが、南北朝時代には北朝と南朝の間で幾度も戦闘があり、静観寺五重塔などの貴重な文化財が失われた。戦国時代になると備後地方は毛利氏勢と尼子氏勢との拠点争いの地となり銀山城や神辺城などの多くの城が築かれた。

### 近世

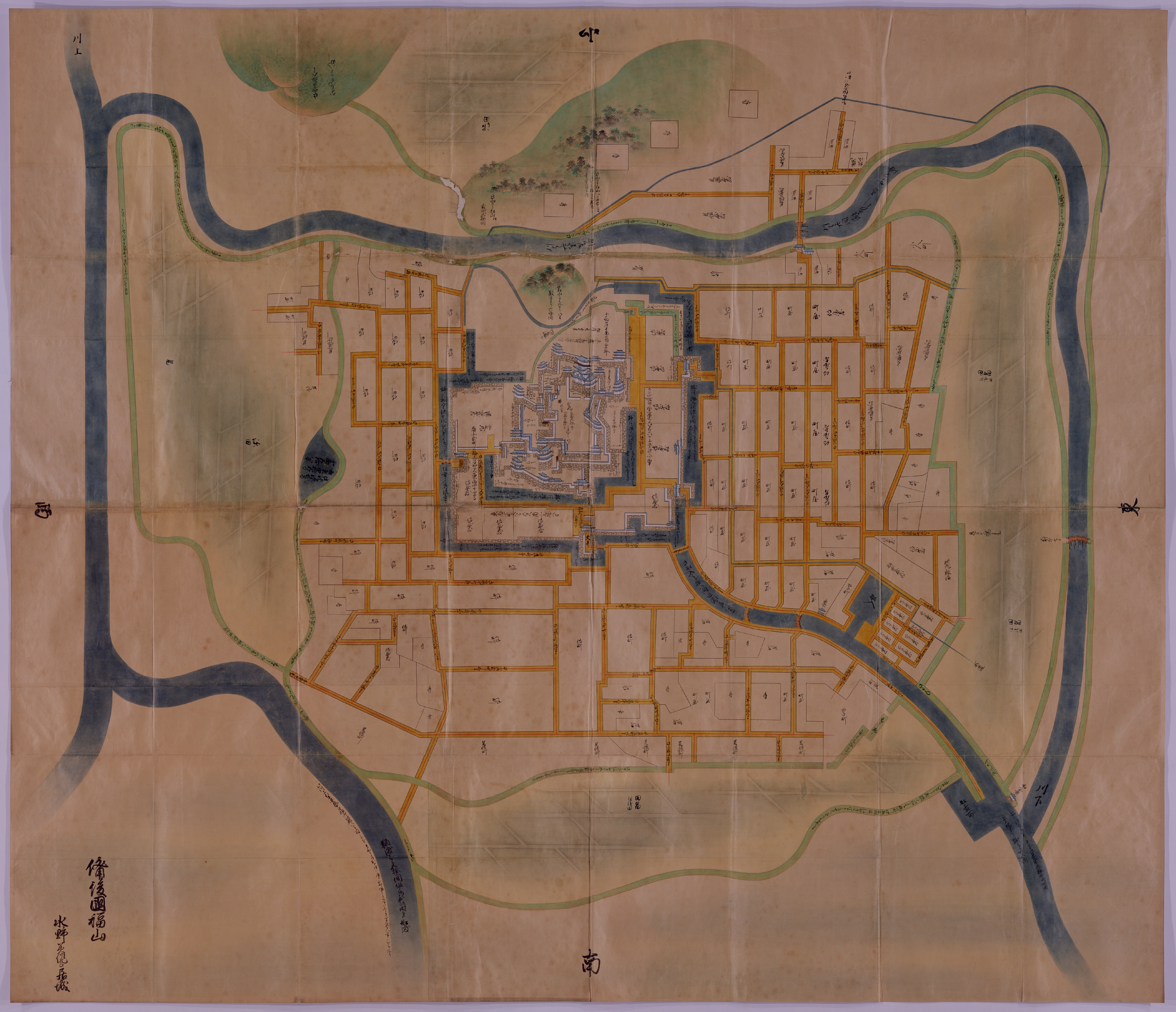
正保城絵図「備後国福山城図」

安土桃山時代になると備後国は概ね毛利氏の所領となり、鞆には毛利氏の庇護の元、室町幕府15代将軍足利義昭が滞在した（備後国を参照のこと）。関ヶ原の戦い以後は福島氏の所領となり、神辺と鞆に支城が置かれた。1619年、福島氏の改易により徳川家康の従兄弟である水野勝成が西日本の有力外様大名への幕府方の楔として備後国東南部・備中国西南部の10万石を与えられ、福山藩が成立する。勝成は当時干潟であった臨海部の深津郡深津村と野上村に新たな城（福山城）と城下町を建設し、この町を福山と名づけた。このため、今日に至る福山の歴史は元和8年（1622年）から始まったといえる。なお、当初の構成領地は備後国の深津郡、安那郡、沼隈郡 神石郡 品治郡 葦田郡、備中国の小田郡、後月郡のそれぞれ大半であった。水野氏は江戸の神田上水に次ぐ規模を持つ上水道網（福山旧水道）を整備し、瀬戸内海から運河を城まで引き入れると共に大船団を組織し城下に係留させた。産業育成では土地を無償で与え地子を免除するなどして城下の振興を図り、寛永7年（1630年）には全国初ともいわれる藩札を発行した。また、イグサの生産を統制し、福山藩で生産される畳表は「備後表」と呼ばれ全国に最高級品として知られた。このように現代の福山の発展の基盤は水野時代に築かれた。その後、1698年に5代藩主水野勝岑の死去で無嗣除封となり、一時的に福山藩領全域が天領（幕府直轄領）とされるが、1699年に松平忠雅が転封する。しかし、松平忠雅はわずか10年後の1710年に伊勢国桑名藩に移封して、替わりに1710年に阿部正邦が福山に転封した。以後、阿部氏が明治維新まで続くことになった（詳しくは備後福山藩を参照のこと）。
福山市神辺町に備後国分寺が発見されている。国府は国分寺の近くに置かれる事から、備後国府が当地にあった可能性があり、発掘が続いているが確定に至っていない。

### 近代
1871年、明治維新の廃藩置県により備後国旧福山藩領と神石郡、甲奴郡の半分、備中国小田郡、後月郡の大半を持って福山県が設立し県庁所在地は福山町に定められた。しかし、これから行政区分はめまぐるしく変わり、1871年に福山県は深津県へ名称が変更され、翌年（1872年）には深津県と倉敷県が統合され小田県が設立、県庁は小田郡笠岡町に移転された。そして、1875年には小田県が岡山県へ編入され、この翌年（1876年）に岡山県から旧備後国である沼隈、深津、安那、品治、芦田、神石の6郡が広島県に移管される（福山町は深津郡に含まれる）。こうした中、1891年、9月11日に山陽鉄道笠岡-福山間が開業し、同年11月3日には福山-尾道までが開業すると福山町は工業都市へと姿を変えていった。1898年10月1日、芦田・品治両郡、深津・安那両郡はそれぞれ統合され、芦品郡、深安郡が成立する。その後、1908年に陸軍第41連隊が福山町（深安郡）に設置されると町の経済は発展を遂げ、1913年4月1日には福山町が野上・三吉両村を編入し、同年12月21日に鞆軽便鉄道（福山-鞆）が開業して、翌年（1914年）7月21日には両備軽便鉄道（両備福山（1935年廃止）-府中町）が開業するなど交通機関も整備されていき、1916年に福山町は廃され、福山市が誕生することになった。

### 市制施行後
福山市は大正5年（1916年）7月1日に全国で73番目、広島県では広島、尾道、呉に次ぐ市として誕生した。市制施行当時は旧城下町を中心とする地域で人口は32,356人であったとされる。しかし、発足後の道程は平坦ではなかった。市制施行間もなくの大正7年（1918年）には米騒動が市内にも波及、同年8月15日から16日にかけて抗議集会に1000名を超える参加者があり、警官隊や軍隊が出動して解散させる出来事があった。また、その翌年の大正8年（1919年）には大水害に見舞われ、大正末期には軍縮の影響での陸軍歩兵第41連隊が廃止の計画が持ち上がった。41連隊の廃止は市の財政破綻にも繋がりかねなかったが、これは市の陳情により回避されることになった。その後、福山市は順調な発展や周囲の村を吸収合併して市域を広げたことなどから、平野部が少なく開発の余地がない尾道市に替わって広島県東部の中心都市となっていった。しかし、昭和20年（1945年）の福山大空襲により市街地は壊滅的な打撃を受けた。
市街のほとんどは焼き尽くされ、戦後の引揚者の帰国による人口増加などの要因も重なり、陸軍の撤退により財政難となった福山市は非常な混乱期を迎える。焼野原となった福山駅周辺などには闇市が開かれ治安の悪化も深刻となった。沼隈郡沼隈町では初代町長神原秀夫が「町ぐるみ移住」を打ち出し積極的な南米パラグアイへの移民を推進したことから、戦後期の移民団の主力となった。1960年代に入ると高度経済成長の波に乗り復興を遂げていき、特に当時世界最大の規模の日本鋼管福山製鉄所（現・JFEスチール西日本製鉄所）の誘致により企業城下町として急激に開発が進み人口が増加していった。昭和後期になると高度経済成長時代の終焉や鉄鋼不況などにより人口は約37万人程度で頭打ちとなったが、この頃には製鉄所の町から県東部の中心地へと脱却していった。そして、平成の大合併により市域は更に拡大し、ほぼ旧福山藩領であった地区になり人口は約45万人に達するが、近年の実質的な人口増加率は微増にとどまっている。

### 年表 (旧・福山市)

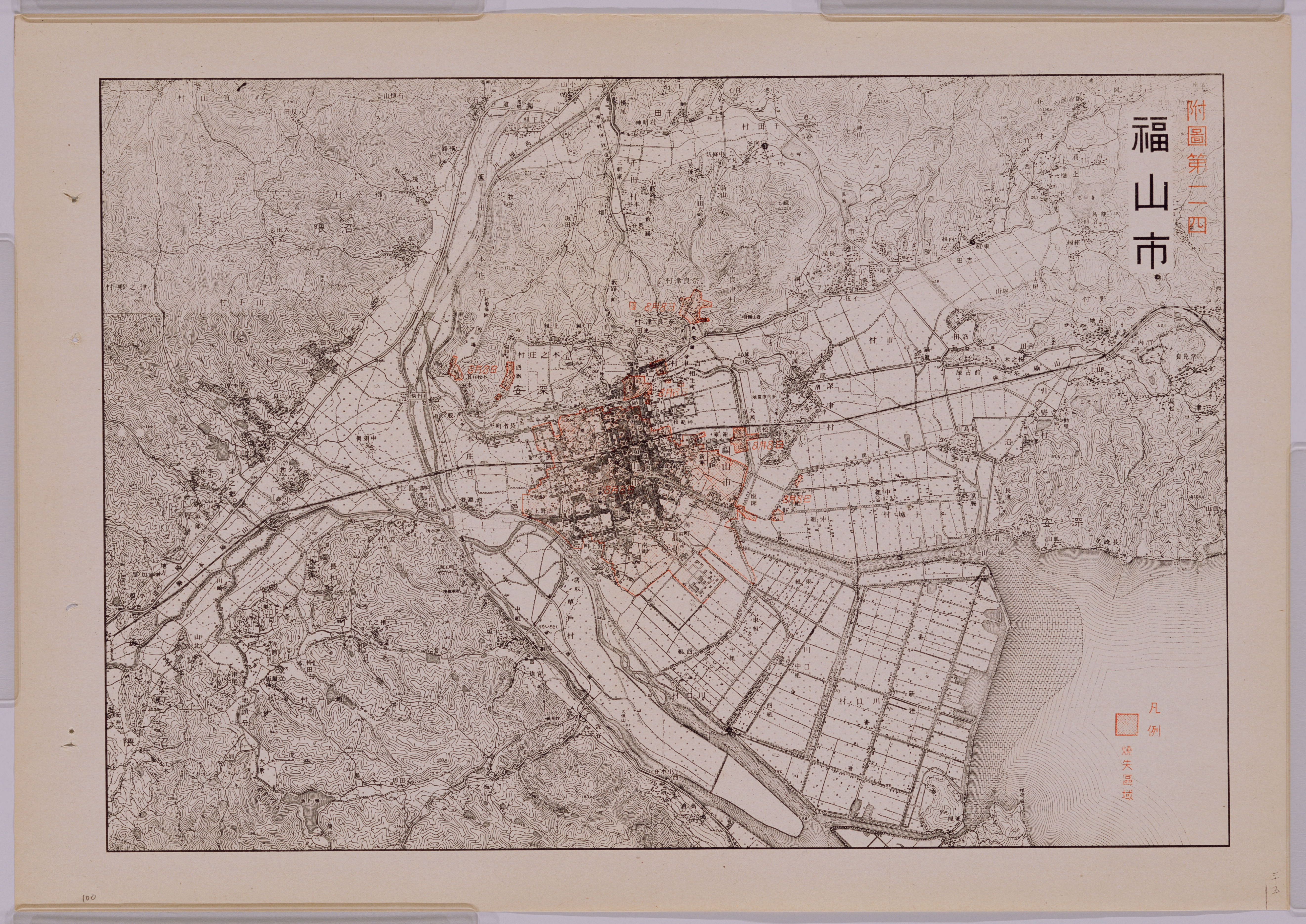
1945年戦災概況図

- 1916年（大正5年）7月1日 - 深安郡福山町が市制施行し福山市（初代）が発足。人口32,356人。
- 1930年（昭和5年）10月14日 - 県内で陸軍特別大演習が開かれる。昭和天皇が市役所に行幸[36]。
- 1933年（昭和8年）1月1日 - 深安郡川口村・手城村・深津村・奈良津村・吉津村・木之庄村・本庄村、沼隈郡神島村・佐波村・草戸村の10箇村を編入。
- 1942年（昭和17年）7月1日 - 沼隈郡山手村、郷分村を編入。
- 1943年（昭和18年）3月1日 - 深安郡大津野村（現福山市大門町）に福山海軍航空隊開隊。
- 1945年（昭和20年）8月8日 - 福山大空襲により市内中心部が壊滅的な被害を受ける。
- 1947年（昭和22年）12月8日 - 昭和天皇が福山城址、母子寮などに行幸（昭和天皇の戦後巡幸）[37]。
- 1956年（昭和31年）
  - 7月1日 - 山陽新聞社から「福山市民の歌」が寄贈される。
  - 9月30日 - 深安郡引野村・市村・千田村・御幸村、沼隈郡鞆町・水呑町および津之郷村・赤坂村・瀬戸村・熊野村を編入。
- 1962年（昭和37年）1月1日 - 深安郡深安町を編入。
- 1964年（昭和39年）7月3日 -備後地区工業整備特別地域に指定される

### 年表　(現・福山市)
- 1966年（昭和41年）
  - 5月1日 - 福山市（初代）・松永市の2市が対等合併し、福山市（2代）となる（中国地方初の市同士の合併）。
  - 8月26日 -日本鋼管福山製鉄所（現・JFEスチール西日本製鉄所）の火入れが行われ完成する。
  - 11月15日 - 福山城天守閣・伏見御殿御湯殿・月見櫓の再建が完成する。
- 1967年（昭和42年）6月1日 - 陸運事務所（現在の自動車検査登録事務所）の設置により自動車のナンバープレートに福山ナンバー登場。
- 1974年（昭和49年）4月1日 - 芦品郡芦田町を編入。
- 1975年（昭和50年）
  - 2月1日 - 深安郡加茂町・芦品郡駅家町を編入。
  - 3月10日 - 山陽新幹線全通。福山駅は新幹線が3階、在来線が2階となり、付近は新幹線と在来線が世界初の二重構造高架となる。
- 1988年（昭和63年）3月1日 - 山陽自動車道早島IC - 福山東IC間開通。
- 1991年（平成3年）3月20日 - 山陽自動車道福山東IC - 福山西IC間開通。
- 1993年（平成5年）10月26日 - 山陽自動車道福山西IC - 河内IC間開通。広島・山口方面へ高速道路が繋がる。
- 1995年（平成7年）1月17日 - 阪神・淡路大震災が発生し、震度4を記録。近畿地方程ではないが、市内のアパートに敷設されている水道管が損傷するなどの被害があった。
- 1997年（平成9年）12月10日 - 山陽自動車道本線全線開通。
- 1998年（平成10年）4月1日 - 中核市となる。
- 2002年（平成14年）2月2日 - 一部地区（新市町全域および芦田町福田・高西町南・山野町山野の各一部）を除き市内局番が3ケタ化される。
- 2003年（平成15年）2月3日 - 沼隈郡内海町・芦品郡新市町を編入。芦品郡消滅。
- 2005年（平成17年）2月1日 - 沼隈郡沼隈町を編入。沼隈郡消滅。
- 2006年（平成18年）3月1日 - 深安郡神辺町を編入。深安郡消滅。
- 2012年（平成24年）1月24日 - 資源エネルギー庁から「福山市次世代エネルギーパーク」の認定を受ける。

#### 変遷表
ここでは変遷表の記述に留めておく。詳しくは沼隈郡・深安郡・芦品郡を参照されたい。
| 旧 郡    | 明治以前   | 明治初年 - 明治22年 | 明治22年 4月1日 町村制施行 | 明治22年 - 大正15年        | 明治22年 - 大正15年         | 昭和元年 - 昭和28年         | 昭和29年 - 昭和40年          | 昭和29年 - 昭和40年         | 昭和40年 - 昭和64年         | 平成元年 - 現在             | 現在   |
| -------- | ---------- | ------------------- | -------------------------- | -------------------------- | --------------------------- | --------------------------- | ---------------------------- | --------------------------- | --------------------------- | --------------------------- | ------ |
| 沼 隈 郡 | 内常石村   | 明治8年 常石村      | 千年村                     | 千年村                     | 千年村                      | 千年村                      | 昭和30年3月31日 沼隈町       | 沼隈町                      | 沼隈町                      | 平成17年2月1日 福山市に編入 | 福山市 |
| 沼 隈 郡 | 外常石村   | 明治8年 常石村      | 千年村                     | 千年村                     | 千年村                      | 千年村                      | 昭和30年3月31日 沼隈町       | 沼隈町                      | 沼隈町                      | 平成17年2月1日 福山市に編入 | 福山市 |
| 沼 隈 郡 | 草深村     | 草深村              | 千年村                     | 千年村                     | 千年村                      | 千年村                      | 昭和30年3月31日 沼隈町       | 沼隈町                      | 沼隈町                      | 平成17年2月1日 福山市に編入 | 福山市 |
| 沼 隈 郡 | 能登原村   | 能登原村            | 千年村                     | 千年村                     | 千年村                      | 千年村                      | 昭和30年3月31日 沼隈町       | 沼隈町                      | 沼隈町                      | 平成17年2月1日 福山市に編入 | 福山市 |
| 沼 隈 郡 | 上山南村   | 上山南村            | 山南村                     | 山南村                     | 山南村                      | 山南村                      | 昭和30年3月31日 沼隈町       | 沼隈町                      | 沼隈町                      | 平成17年2月1日 福山市に編入 | 福山市 |
| 沼 隈 郡 | 中山南村   | 中山南村            | 山南村                     | 山南村                     | 山南村                      | 山南村                      | 昭和30年3月31日 沼隈町       | 沼隈町                      | 沼隈町                      | 平成17年2月1日 福山市に編入 | 福山市 |
| 沼 隈 郡 | 下山南村   | 下山南村            | 山南村                     | 山南村                     | 山南村                      | 山南村                      | 昭和30年3月31日 沼隈町       | 沼隈町                      | 沼隈町                      | 平成17年2月1日 福山市に編入 | 福山市 |
| 沼 隈 郡 | 田島村     | 田島村              | 田島村                     | 田島村                     | 田島村                      | 田島村                      | 昭和30年3月31日 内海町       | 内海町                      | 内海町                      | 平成15年2月3日 福山市に編入 | 福山市 |
| 沼 隈 郡 | 横島村     | 横島村              | 横島村                     | 横島村                     | 横島村                      | 横島村                      | 昭和30年3月31日 内海町       | 内海町                      | 内海町                      | 平成15年2月3日 福山市に編入 | 福山市 |
| 沼 隈 郡 | 松永村     | 松永村              | 松永村                     | 明治33年3月3日 町制 松永町 | 明治33年3月3日 町制 松永町  | 昭和28年4月1日 松永町       | 昭和29年3月31日 松永市       | 松永市                      | 昭和41年5月1日 合併 福山市  | 福山市                      | 福山市 |
| 沼 隈 郡 | 今津村     | 今津村              | 今津村                     | 今津村                     | 大正15年11月1日 町制 今津町 | 昭和28年4月1日 松永町       | 昭和29年3月31日 松永市       | 松永市                      | 昭和41年5月1日 合併 福山市  | 福山市                      | 福山市 |
| 沼 隈 郡 | 神村       | 神村                | 神村                       | 神村                       | 神村                        | 神村                        | 昭和29年3月31日 松永市       | 松永市                      | 昭和41年5月1日 合併 福山市  | 福山市                      | 福山市 |
| 沼 隈 郡 | 藁江村     | 藁江村              | 金江村                     | 金江村                     | 金江村                      | 金江村                      | 昭和29年3月31日 松永市       | 松永市                      | 昭和41年5月1日 合併 福山市  | 福山市                      | 福山市 |
| 沼 隈 郡 | 金見村     | 金見村              | 金江村                     | 金江村                     | 金江村                      | 金江村                      | 昭和29年3月31日 松永市       | 松永市                      | 昭和41年5月1日 合併 福山市  | 福山市                      | 福山市 |
| 沼 隈 郡 | 東村       | 東村                | 東村                       | 東村                       | 東村                        | 東村                        | 昭和29年3月31日 松永市       | 松永市                      | 昭和41年5月1日 合併 福山市  | 福山市                      | 福山市 |
| 沼 隈 郡 | 藤江村     | 藤江村              | 藤江村                     | 藤江村                     | 藤江村                      | 藤江村                      | 昭和29年3月31日 松永市       | 松永市                      | 昭和41年5月1日 合併 福山市  | 福山市                      | 福山市 |
| 沼 隈 郡 | 本郷村     | 本郷村              | 本郷村                     | 本郷村                     | 本郷村                      | 本郷村                      | 昭和29年3月31日 松永市       | 松永市                      | 昭和41年5月1日 合併 福山市  | 福山市                      | 福山市 |
| 沼 隈 郡 | 柳津村     | 柳津村              | 柳津村                     | 柳津村                     | 柳津村                      | 柳津村                      | 昭和29年3月31日 松永市       | 松永市                      | 昭和41年5月1日 合併 福山市  | 福山市                      | 福山市 |
| 沼 隈 郡 | 鞆町       | 鞆町                | 鞆町                       | 鞆町                       | 鞆町                        | 昭和17年7月1日 鞆町         | 昭和31年9月30日 福山市に編入 | 福山市                      | 昭和41年5月1日 合併 福山市  | 福山市                      | 福山市 |
| 沼 隈 郡 | 後地村     | 後地村              | 鞆町                       | 鞆町                       | 鞆町                        | 昭和17年7月1日 鞆町         | 昭和31年9月30日 福山市に編入 | 福山市                      | 昭和41年5月1日 合併 福山市  | 福山市                      | 福山市 |
| 沼 隈 郡 | 田尻村     | 田尻村              | 田尻村                     | 田尻村                     | 田尻村                      | 昭和17年7月1日 鞆町         | 昭和31年9月30日 福山市に編入 | 福山市                      | 昭和41年5月1日 合併 福山市  | 福山市                      | 福山市 |
| 沼 隈 郡 | 走島村     | 走島村              | 走島村                     | 走島村                     | 走島村                      | 昭和17年7月1日 鞆町         | 昭和31年9月30日 福山市に編入 | 福山市                      | 昭和41年5月1日 合併 福山市  | 福山市                      | 福山市 |
| 沼 隈 郡 | 水呑村     | 水呑村              | 水呑村                     | 水呑村                     | 水呑村                      | 昭和22年8月1日 町制 水呑町  | 昭和31年9月30日 福山市に編入 | 福山市                      | 昭和41年5月1日 合併 福山市  | 福山市                      | 福山市 |
| 沼 隈 郡 | 早戸村     | 早戸村              | 赤坂村                     | 赤坂村                     | 赤坂村                      | 赤坂村                      | 昭和31年9月30日 福山市に編入 | 福山市                      | 昭和41年5月1日 合併 福山市  | 福山市                      | 福山市 |
| 沼 隈 郡 | 赤坂村     | 赤坂村              | 赤坂村                     | 赤坂村                     | 赤坂村                      | 赤坂村                      | 昭和31年9月30日 福山市に編入 | 福山市                      | 昭和41年5月1日 合併 福山市  | 福山市                      | 福山市 |
| 沼 隈 郡 | 下山田村   | 明治8年 熊野村      | 熊野村                     | 熊野村                     | 熊野村                      | 熊野村                      | 昭和31年9月30日 福山市に編入 | 福山市                      | 昭和41年5月1日 合併 福山市  | 福山市                      | 福山市 |
| 沼 隈 郡 | 上山田村   | 明治8年 熊野村      | 熊野村                     | 熊野村                     | 熊野村                      | 熊野村                      | 昭和31年9月30日 福山市に編入 | 福山市                      | 昭和41年5月1日 合併 福山市  | 福山市                      | 福山市 |
| 沼 隈 郡 | 中山田村   | 明治8年 熊野村      | 熊野村                     | 熊野村                     | 熊野村                      | 熊野村                      | 昭和31年9月30日 福山市に編入 | 福山市                      | 昭和41年5月1日 合併 福山市  | 福山市                      | 福山市 |
| 沼 隈 郡 | 長和村     | 長和村              | 瀬戸村                     | 瀬戸村                     | 瀬戸村                      | 瀬戸村                      | 昭和31年9月30日 福山市に編入 | 福山市                      | 昭和41年5月1日 合併 福山市  | 福山市                      | 福山市 |
| 沼 隈 郡 | 地頭分村   | 地頭分村            | 瀬戸村                     | 瀬戸村                     | 瀬戸村                      | 瀬戸村                      | 昭和31年9月30日 福山市に編入 | 福山市                      | 昭和41年5月1日 合併 福山市  | 福山市                      | 福山市 |
| 沼 隈 郡 | 山北村     | 山北村              | 瀬戸村                     | 瀬戸村                     | 瀬戸村                      | 瀬戸村                      | 昭和31年9月30日 福山市に編入 | 福山市                      | 昭和41年5月1日 合併 福山市  | 福山市                      | 福山市 |
| 沼 隈 郡 | 津之郷村   | 津之郷村            | 津之郷村                   | 津之郷村                   | 津之郷村                    | 津之郷村                    | 昭和31年9月30日 福山市に編入 | 福山市                      | 昭和41年5月1日 合併 福山市  | 福山市                      | 福山市 |
| 沼 隈 郡 | 加屋村     | 加屋村              | 津之郷村                   | 津之郷村                   | 津之郷村                    | 津之郷村                    | 昭和31年9月30日 福山市に編入 | 福山市                      | 昭和41年5月1日 合併 福山市  | 福山市                      | 福山市 |
| 沼 隈 郡 | 郷分村     | 郷分村              | 郷分村                     | 郷分村                     | 郷分村                      | 昭和17年7月1日 福山市に編入 | 福山市                       | 福山市                      | 昭和41年5月1日 合併 福山市  | 福山市                      | 福山市 |
| 沼 隈 郡 | 山手村     | 山手村              | 山手村                     | 山手村                     | 山手村                      | 昭和17年7月1日 福山市に編入 | 福山市                       | 福山市                      | 昭和41年5月1日 合併 福山市  | 福山市                      | 福山市 |
| 沼 隈 郡 | 神島村     | 神島村              | 神島村                     | 神島村                     | 神島村                      | 昭和8年1月1日 福山市に編入  | 福山市                       | 福山市                      | 昭和41年5月1日 合併 福山市  | 福山市                      | 福山市 |
| 沼 隈 郡 | 草戸村     | 草戸村              | 草戸村                     | 草戸村                     | 草戸村                      | 昭和8年1月1日 福山市に編入  | 福山市                       | 福山市                      | 昭和41年5月1日 合併 福山市  | 福山市                      | 福山市 |
| 沼 隈 郡 | 佐波村     | 佐波村              | 佐波村                     | 佐波村                     | 佐波村                      | 昭和8年1月1日 福山市に編入  | 福山市                       | 福山市                      | 昭和41年5月1日 合併 福山市  | 福山市                      | 福山市 |
| 深 津 郡 | 多治米村   | 多治米村            | 川口村                     | 川口村                     | 川口村                      | 昭和8年1月1日 福山市に編入  | 福山市                       | 福山市                      | 昭和41年5月1日 合併 福山市  | 福山市                      | 福山市 |
| 深 津 郡 | 川口村     | 川口村              | 川口村                     | 川口村                     | 川口村                      | 昭和8年1月1日 福山市に編入  | 福山市                       | 福山市                      | 昭和41年5月1日 合併 福山市  | 福山市                      | 福山市 |
| 深 津 郡 | 一番新涯村 | 明治7年 新涯村      | 川口村                     | 川口村                     | 川口村                      | 昭和8年1月1日 福山市に編入  | 福山市                       | 福山市                      | 昭和41年5月1日 合併 福山市  | 福山市                      | 福山市 |
| 深 津 郡 | 二番新涯村 | 明治7年 新涯村      | 川口村                     | 川口村                     | 川口村                      | 昭和8年1月1日 福山市に編入  | 福山市                       | 福山市                      | 昭和41年5月1日 合併 福山市  | 福山市                      | 福山市 |
| 深 津 郡 | 三番新涯村 | 明治7年 新涯村      | 川口村                     | 川口村                     | 川口村                      | 昭和8年1月1日 福山市に編入  | 福山市                       | 福山市                      | 昭和41年5月1日 合併 福山市  | 福山市                      | 福山市 |
| 深 津 郡 | 木之庄村   | 木之庄村            | 木之庄村                   | 木之庄村                   | 木之庄村                    | 昭和8年1月1日 福山市に編入  | 福山市                       | 福山市                      | 昭和41年5月1日 合併 福山市  | 福山市                      | 福山市 |
| 深 津 郡 | 手城村     | 手城村              | 手城村                     | 手城村                     | 手城村                      | 昭和8年1月1日 福山市に編入  | 福山市                       | 福山市                      | 昭和41年5月1日 合併 福山市  | 福山市                      | 福山市 |
| 深 津 郡 | 奈良津村   | 奈良津村            | 奈良津村                   | 奈良津村                   | 奈良津村                    | 昭和8年1月1日 福山市に編入  | 福山市                       | 福山市                      | 昭和41年5月1日 合併 福山市  | 福山市                      | 福山市 |
| 深 津 郡 | 深津村     | 明治7年 深津村      | 深津村                     | 深津村                     | 深津村                      | 昭和8年1月1日 福山市に編入  | 福山市                       | 福山市                      | 昭和41年5月1日 合併 福山市  | 福山市                      | 福山市 |
| 深 津 郡 | 木之端村   | 明治7年 深津村      | 深津村                     | 深津村                     | 深津村                      | 昭和8年1月1日 福山市に編入  | 福山市                       | 福山市                      | 昭和41年5月1日 合併 福山市  | 福山市                      | 福山市 |
| 深 津 郡 | 本庄村     | 本庄村              | 本庄村                     | 本庄村                     | 本庄村                      | 昭和8年1月1日 福山市に編入  | 福山市                       | 福山市                      | 昭和41年5月1日 合併 福山市  | 福山市                      | 福山市 |
| 深 津 郡 | 吉津村     | 吉津村              | 吉津村                     | 吉津村                     | 吉津村                      | 昭和8年1月1日 福山市に編入  | 福山市                       | 福山市                      | 昭和41年5月1日 合併 福山市  | 福山市                      | 福山市 |
| 深 津 郡 | 福山城下   | 福山城下            | 福山町                     | 福山町                     | 大正5年7月1日 市制 福山市   | 福山市                      | 福山市                       | 福山市                      | 昭和41年5月1日 合併 福山市  | 福山市                      | 福山市 |
| 深 津 郡 | 野上村     | 野上村              | 野上村                     | 大正2年4月1日 福山町に編入 | 大正5年7月1日 市制 福山市   | 福山市                      | 福山市                       | 福山市                      | 昭和41年5月1日 合併 福山市  | 福山市                      | 福山市 |
| 深 津 郡 | 三吉村     | 三吉村              | 三吉村                     | 大正2年4月1日 福山町に編入 | 大正5年7月1日 市制 福山市   | 福山市                      | 福山市                       | 福山市                      | 昭和41年5月1日 合併 福山市  | 福山市                      | 福山市 |
| 深 津 郡 | 市村       | 市村                | 市村                       | 市村                       | 市村                        | 市村                        | 昭和31年9月30日 福山市に編入 | 福山市                      | 昭和41年5月1日 合併 福山市  | 福山市                      | 福山市 |
| 深 津 郡 | 藪路村     | 藪路村              | 千田村                     | 千田村                     | 千田村                      | 千田村                      | 昭和31年9月30日 福山市に編入 | 福山市                      | 昭和41年5月1日 合併 福山市  | 福山市                      | 福山市 |
| 深 津 郡 | 千田村     | 千田村              | 千田村                     | 千田村                     | 千田村                      | 千田村                      | 昭和31年9月30日 福山市に編入 | 福山市                      | 昭和41年5月1日 合併 福山市  | 福山市                      | 福山市 |
| 深 津 郡 | 坂田村     | 坂田村              | 千田村                     | 千田村                     | 千田村                      | 千田村                      | 昭和31年9月30日 福山市に編入 | 福山市                      | 昭和41年5月1日 合併 福山市  | 福山市                      | 福山市 |
| 深 津 郡 | 引野村     | 引野村              | 引野村                     | 引野村                     | 引野村                      | 引野村                      | 昭和31年9月30日 福山市に編入 | 福山市                      | 昭和41年5月1日 合併 福山市  | 福山市                      | 福山市 |
| 深 津 郡 | 上岩成村   | 上岩成村            | 上岩成村                   | 上岩成村                   | 上岩成村                    | 昭和13年10月1日 御幸村      | 昭和31年9月30日 福山市に編入 | 福山市                      | 昭和41年5月1日 合併 福山市  | 福山市                      | 福山市 |
| 深 津 郡 | 下岩成村   | 下岩成村            | 下岩成村                   | 下岩成村                   | 下岩成村                    | 昭和13年10月1日 御幸村      | 昭和31年9月30日 福山市に編入 | 福山市                      | 昭和41年5月1日 合併 福山市  | 福山市                      | 福山市 |
| 深 津 郡 | 中津原村   | 中津原村            | 中津原村                   | 中津原村                   | 中津原村                    | 昭和13年10月1日 御幸村      | 昭和31年9月30日 福山市に編入 | 福山市                      | 昭和41年5月1日 合併 福山市  | 福山市                      | 福山市 |
| 深 津 郡 | 森脇村     | 森脇村              | 森脇村                     | 森脇村                     | 森脇村                      | 昭和13年10月1日 御幸村      | 昭和31年9月30日 福山市に編入 | 福山市                      | 昭和41年5月1日 合併 福山市  | 福山市                      | 福山市 |
| 深 津 郡 | 津之下村   | 津之下村            | 大津野村                   | 大津野村                   | 大津野村                    | 大津野村                    | 昭和30年3月31日 深安町       | 昭和37年1月1日 福山市に編入 | 昭和41年5月1日 合併 福山市  | 福山市                      | 福山市 |
| 深 津 郡 | 大門村     | 大門村              | 大津野村                   | 大津野村                   | 大津野村                    | 大津野村                    | 昭和30年3月31日 深安町       | 昭和37年1月1日 福山市に編入 | 昭和41年5月1日 合併 福山市  | 福山市                      | 福山市 |
| 深 津 郡 | 野々浜村   | 野々浜村            | 大津野村                   | 大津野村                   | 大津野村                    | 大津野村                    | 昭和30年3月31日 深安町       | 昭和37年1月1日 福山市に編入 | 昭和41年5月1日 合併 福山市  | 福山市                      | 福山市 |
| 深 津 郡 | 浦上村     | 浦上村              | 春日村                     | 春日村                     | 春日村                      | 春日村                      | 昭和30年3月31日 深安町       | 昭和37年1月1日 福山市に編入 | 昭和41年5月1日 合併 福山市  | 福山市                      | 福山市 |
| 深 津 郡 | 能島村     | 能島村              | 春日村                     | 春日村                     | 春日村                      | 春日村                      | 昭和30年3月31日 深安町       | 昭和37年1月1日 福山市に編入 | 昭和41年5月1日 合併 福山市  | 福山市                      | 福山市 |
| 深 津 郡 | 吉田村     | 吉田村              | 春日村                     | 春日村                     | 春日村                      | 春日村                      | 昭和30年3月31日 深安町       | 昭和37年1月1日 福山市に編入 | 昭和41年5月1日 合併 福山市  | 福山市                      | 福山市 |
| 深 津 郡 | 宇山村     | 宇山村              | 春日村                     | 春日村                     | 春日村                      | 春日村                      | 昭和30年3月31日 深安町       | 昭和37年1月1日 福山市に編入 | 昭和41年5月1日 合併 福山市  | 福山市                      | 福山市 |
| 深 津 郡 | 坪生村     | 坪生村              | 坪生村                     | 坪生村                     | 坪生村                      | 坪生村                      | 昭和30年3月31日 深安町       | 昭和37年1月1日 福山市に編入 | 昭和41年5月1日 合併 福山市  | 福山市                      | 福山市 |
| 芦 田 郡 | 柞磨村     | 柞磨村              | 有磨村                     | 有磨村                     | 有磨村                      | 有磨村                      | 昭和30年4月1日 芦田町        | 芦田町                      | 昭和49年4月1日 福山市に編入 | 福山市                      | 福山市 |
| 芦 田 郡 | 上有地村   | 上有地村            | 有磨村                     | 有磨村                     | 有磨村                      | 有磨村                      | 昭和30年4月1日 芦田町        | 芦田町                      | 昭和49年4月1日 福山市に編入 | 福山市                      | 福山市 |
| 芦 田 郡 | 下有地村   | 下有地村            | 有磨村                     | 有磨村                     | 有磨村                      | 有磨村                      | 昭和30年4月1日 芦田町        | 芦田町                      | 昭和49年4月1日 福山市に編入 | 福山市                      | 福山市 |
| 芦 田 郡 | 福田村     | 福田村              | 福相村                     | 福相村                     | 福相村                      | 福相村                      | 昭和30年4月1日 芦田町        | 芦田町                      | 昭和49年4月1日 福山市に編入 | 福山市                      | 福山市 |
| 芦 田 郡 | 相方村     | 相方村              | 福相村                     | 福相村                     | 福相村                      | 昭和24年7月1日 新市町に編入 | 昭和30年2月1日 新市町        | 新市町                      | 新市町                      | 平成15年2月3日 福山市に編入 | 福山市 |
| 品 治 郡 | 新市村     | 新市村              | 新市村                     | 明治40年1月1日 町制 新市町 | 明治40年1月1日 町制 新市町  | 新市町                      | 昭和30年2月1日 新市町        | 新市町                      | 新市町                      | 平成15年2月3日 福山市に編入 | 福山市 |
| 品 治 郡 | 宮内村     | 宮内村              | 網引村                     | 網引村                     | 網引村                      | 網引村                      | 昭和30年2月1日 新市町        | 新市町                      | 新市町                      | 平成15年2月3日 福山市に編入 | 福山市 |
| 品 治 郡 | 上安井村   | 上安井村            | 網引村                     | 網引村                     | 網引村                      | 網引村                      | 昭和30年2月1日 新市町        | 新市町                      | 新市町                      | 平成15年2月3日 福山市に編入 | 福山市 |
| 品 治 郡 | 下安井村   | 下安井村            | 網引村                     | 網引村                     | 網引村                      | 網引村                      | 昭和30年2月1日 新市町        | 新市町                      | 新市町                      | 平成15年2月3日 福山市に編入 | 福山市 |
| 芦 田 郡 | 金丸村     | 金丸村              | 常金丸村                   | 常金丸村                   | 常金丸村                    | 常金丸村                    | 昭和30年2月1日 新市町        | 新市町                      | 新市町                      | 平成15年2月3日 福山市に編入 | 福山市 |
| 芦 田 郡 | 常村       | 常村                | 常金丸村                   | 常金丸村                   | 常金丸村                    | 常金丸村                    | 昭和30年2月1日 新市町        | 新市町                      | 新市町                      | 平成15年2月3日 福山市に編入 | 福山市 |
| 芦 田 郡 | 藤尾村     | 藤尾村              | 藤尾村                     | 藤尾村                     | 藤尾村                      | 藤尾村                      | 昭和34年7月1日 新市町に編入  | 新市町                      | 新市町                      | 平成15年2月3日 福山市に編入 | 福山市 |
| 品 治 郡 | 戸手村     | 戸手村              | 戸田村                     | 明治28年9月21日 戸手村     | 明治28年9月21日 戸手村      | 戸手村                      | 昭和30年2月1日 新市町        | 新市町                      | 新市町                      | 平成15年2月3日 福山市に編入 | 福山市 |
| 品 治 郡 | 近田村     | 近田村              | 戸田村                     | 明治28年9月21日 近田村     | 明治28年9月21日 近田村      | 近田村                      | 昭和30年1月1日 駅家町        | 駅家町                      | 昭和50年2月1日 福山市に編入 | 福山市                      | 福山市 |
| 品 治 郡 | 江良村     | 江良村              | 江良村                     | 大正2年7月1日 駅家村       | 大正2年7月1日 駅家村        | 昭和22年11月3日 町制 駅家町 | 昭和30年1月1日 駅家町        | 駅家町                      | 昭和50年2月1日 福山市に編入 | 福山市                      | 福山市 |
| 品 治 郡 | 倉光村     | 倉光村              | 倉光村                     | 大正2年7月1日 駅家村       | 大正2年7月1日 駅家村        | 昭和22年11月3日 町制 駅家町 | 昭和30年1月1日 駅家町        | 駅家町                      | 昭和50年2月1日 福山市に編入 | 福山市                      | 福山市 |
| 品 治 郡 | 中島村     | 中島村              | 中島村                     | 大正2年7月1日 駅家村       | 大正2年7月1日 駅家村        | 昭和22年11月3日 町制 駅家町 | 昭和30年1月1日 駅家町        | 駅家町                      | 昭和50年2月1日 福山市に編入 | 福山市                      | 福山市 |
| 品 治 郡 | 坊寺村     | 坊寺村              | 坊寺村                     | 大正2年7月1日 駅家村       | 大正2年7月1日 駅家村        | 昭和22年11月3日 町制 駅家町 | 昭和30年1月1日 駅家町        | 駅家町                      | 昭和50年2月1日 福山市に編入 | 福山市                      | 福山市 |
| 品 治 郡 | 万能倉村   | 万能倉村            | 万能倉村                   | 大正2年7月1日 駅家村       | 大正2年7月1日 駅家村        | 昭和22年11月3日 町制 駅家町 | 昭和30年1月1日 駅家町        | 駅家町                      | 昭和50年2月1日 福山市に編入 | 福山市                      | 福山市 |
| 品 治 郡 | 雨木村     | 雨木村              | 服部村                     | 服部村                     | 服部村                      | 服部村                      | 昭和30年1月1日 駅家町        | 駅家町                      | 昭和50年2月1日 福山市に編入 | 福山市                      | 福山市 |
| 品 治 郡 | 服部本郷村 | 服部本郷村          | 服部村                     | 服部村                     | 服部村                      | 服部村                      | 昭和30年1月1日 駅家町        | 駅家町                      | 昭和50年2月1日 福山市に編入 | 福山市                      | 福山市 |
| 品 治 郡 | 助元村     | 助元村              | 服部村                     | 服部村                     | 服部村                      | 服部村                      | 昭和30年1月1日 駅家町        | 駅家町                      | 昭和50年2月1日 福山市に編入 | 福山市                      | 福山市 |
| 品 治 郡 | 新山村     | 新山村              | 服部村                     | 服部村                     | 服部村                      | 服部村                      | 昭和30年1月1日 駅家町        | 駅家町                      | 昭和50年2月1日 福山市に編入 | 福山市                      | 福山市 |
| 品 治 郡 | 服部永谷村 | 服部永谷村          | 服部村                     | 服部村                     | 服部村                      | 服部村                      | 昭和30年1月1日 駅家町        | 駅家町                      | 昭和50年2月1日 福山市に編入 | 福山市                      | 福山市 |
| 品 治 郡 | 向永谷村   | 向永谷村            | 宜山村                     | 宜山村                     | 宜山村                      | 宜山村                      | 昭和30年1月1日 駅家町        | 駅家町                      | 昭和50年2月1日 福山市に編入 | 福山市                      | 福山市 |
| 品 治 郡 | 大橋村     | 大橋村              | 宜山村                     | 宜山村                     | 宜山村                      | 宜山村                      | 昭和30年1月1日 駅家町        | 駅家町                      | 昭和50年2月1日 福山市に編入 | 福山市                      | 福山市 |
| 品 治 郡 | 今岡村     | 今岡村              | 宜山村                     | 宜山村                     | 宜山村                      | 宜山村                      | 昭和30年1月1日 駅家町        | 駅家町                      | 昭和50年2月1日 福山市に編入 | 福山市                      | 福山市 |
| 品 治 郡 | 上山守村   | 上山守村            | 宜山村                     | 宜山村                     | 宜山村                      | 宜山村                      | 昭和30年1月1日 駅家町        | 駅家町                      | 昭和50年2月1日 福山市に編入 | 福山市                      | 福山市 |
| 品 治 郡 | 下山守村   | 下山守村            | 宜山村                     | 宜山村                     | 宜山村                      | 宜山村                      | 昭和30年1月1日 駅家町        | 駅家町                      | 昭和50年2月1日 福山市に編入 | 福山市                      | 福山市 |
| 安 那 郡 | 東法成寺村 | 明治7年 法成寺村    | 法成寺村                   | 法成寺村                   | 法成寺村                    | 昭和16年10月1日 加法村      | 昭和31年9月30日 駅家町に編入 | 駅家町                      | 昭和50年2月1日 福山市に編入 | 福山市                      | 福山市 |
| 安 那 郡 | 西法成寺村 | 明治7年 法成寺村    | 法成寺村                   | 法成寺村                   | 法成寺村                    | 昭和16年10月1日 加法村      | 昭和31年9月30日 駅家町に編入 | 駅家町                      | 昭和50年2月1日 福山市に編入 | 福山市                      | 福山市 |
| 安 那 郡 | 下加茂村   | 下加茂村            | 下加茂村                   | 下加茂村                   | 下加茂村                    | 昭和16年10月1日 加法村      | 昭和31年9月30日 加茂町に編入 | 加茂町                      | 昭和50年2月1日 福山市に編入 | 福山市                      | 福山市 |
| 安 那 郡 | 粟根村     | 粟根村              | 加茂村                     | 加茂村                     | 加茂村                      | 加茂村                      | 昭和30年3月31日 加茂町       | 加茂町                      | 昭和50年2月1日 福山市に編入 | 福山市                      | 福山市 |
| 安 那 郡 | 芦原村     | 芦原村              | 加茂村                     | 加茂村                     | 加茂村                      | 加茂村                      | 昭和30年3月31日 加茂町       | 加茂町                      | 昭和50年2月1日 福山市に編入 | 福山市                      | 福山市 |
| 安 那 郡 | 中野村     | 中野村              | 加茂村                     | 加茂村                     | 加茂村                      | 加茂村                      | 昭和30年3月31日 加茂町       | 加茂町                      | 昭和50年2月1日 福山市に編入 | 福山市                      | 福山市 |
| 安 那 郡 | 上加茂村   | 上加茂村            | 加茂村                     | 加茂村                     | 加茂村                      | 加茂村                      | 昭和30年3月31日 加茂町       | 加茂町                      | 昭和50年2月1日 福山市に編入 | 福山市                      | 福山市 |
| 安 那 郡 | 八軒屋村   | 八軒屋村            | 加茂村                     | 加茂村                     | 加茂村                      | 加茂村                      | 昭和30年3月31日 加茂町       | 加茂町                      | 昭和50年2月1日 福山市に編入 | 福山市                      | 福山市 |
| 安 那 郡 | 北山村     | 北山村              | 広瀬村                     | 広瀬村                     | 広瀬村                      | 広瀬村                      | 昭和30年3月31日 加茂町       | 加茂町                      | 昭和50年2月1日 福山市に編入 | 福山市                      | 福山市 |
| 安 那 郡 | 百谷村     | 百谷村              | 広瀬村                     | 広瀬村                     | 広瀬村                      | 広瀬村                      | 昭和30年3月31日 加茂町       | 加茂町                      | 昭和50年2月1日 福山市に編入 | 福山市                      | 福山市 |
| 安 那 郡 | 山野村     | 山野村              | 山野村                     | 山野村                     | 山野村                      | 山野村                      | 昭和30年3月31日 加茂町       | 加茂町                      | 昭和50年2月1日 福山市に編入 | 福山市                      | 福山市 |
| 安 那 郡 | 矢川村     | 矢川村              | 山野村                     | 山野村                     | 山野村                      | 山野村                      | 昭和30年3月31日 加茂町       | 加茂町                      | 昭和50年2月1日 福山市に編入 | 福山市                      | 福山市 |
| 安 那 郡 | 川北村     | 川北村              | 川北村                     | 川北村                     | 川北村                      | 昭和4年3月1日 神辺町        | 昭和29年3月31日 神辺町       | 神辺町                      | 神辺町                      | 平成18年3月1日 福山市に編入 | 福山市 |
| 安 那 郡 | 川南村     | 川南村              | 川南村                     | 川南村                     | 川南村                      | 昭和4年3月1日 神辺町        | 昭和29年3月31日 神辺町       | 神辺町                      | 神辺町                      | 平成18年3月1日 福山市に編入 | 福山市 |
| 安 那 郡 | 上竹田村   | 上竹田村            | 上竹田村                   | 上竹田村                   | 上竹田村                    | 昭和16年2月11日 竹尋村      | 昭和29年3月31日 神辺町       | 神辺町                      | 神辺町                      | 平成18年3月1日 福山市に編入 | 福山市 |
| 安 那 郡 | 下竹田村   | 下竹田村            | 下竹田村                   | 下竹田村                   | 下竹田村                    | 昭和16年2月11日 竹尋村      | 昭和29年3月31日 神辺町       | 神辺町                      | 神辺町                      | 平成18年3月1日 福山市に編入 | 福山市 |
| 安 那 郡 | 八尋村     | 八尋村              | 八尋村                     | 八尋村                     | 八尋村                      | 昭和16年2月11日 竹尋村      | 昭和29年3月31日 神辺町       | 神辺町                      | 神辺町                      | 平成18年3月1日 福山市に編入 | 福山市 |
| 安 那 郡 | 西中条村   | 西中条村            | 中条村                     | 中条村                     | 中条村                      | 中条村                      | 昭和29年3月31日 神辺町       | 神辺町                      | 神辺町                      | 平成18年3月1日 福山市に編入 | 福山市 |
| 安 那 郡 | 東中条村   | 東中条村            | 中条村                     | 中条村                     | 中条村                      | 中条村                      | 昭和29年3月31日 神辺町       | 神辺町                      | 神辺町                      | 平成18年3月1日 福山市に編入 | 福山市 |
| 安 那 郡 | 三谷村     | 三谷村              | 中条村                     | 中条村                     | 中条村                      | 中条村                      | 昭和29年3月31日 神辺町       | 神辺町                      | 神辺町                      | 平成18年3月1日 福山市に編入 | 福山市 |
| 安 那 郡 | 十九軒屋村 | 十九軒屋村          | 道上村                     | 道上村                     | 道上村                      | 道上村                      | 昭和29年3月31日 神辺町       | 神辺町                      | 神辺町                      | 平成18年3月1日 福山市に編入 | 福山市 |
| 安 那 郡 | 十三軒屋村 | 十三軒屋村          | 道上村                     | 道上村                     | 道上村                      | 道上村                      | 昭和29年3月31日 神辺町       | 神辺町                      | 神辺町                      | 平成18年3月1日 福山市に編入 | 福山市 |
| 安 那 郡 | 道上村     | 道上村              | 道上村                     | 道上村                     | 道上村                      | 道上村                      | 昭和29年3月31日 神辺町       | 神辺町                      | 神辺町                      | 平成18年3月1日 福山市に編入 | 福山市 |
| 安 那 郡 | 平野村     | 平野村              | 御野村                     | 御野村                     | 御野村                      | 御野村                      | 昭和29年3月31日 神辺町       | 神辺町                      | 神辺町                      | 平成18年3月1日 福山市に編入 | 福山市 |
| 安 那 郡 | 下御領村   | 下御領村            | 御野村                     | 御野村                     | 御野村                      | 御野村                      | 昭和29年3月31日 神辺町       | 神辺町                      | 神辺町                      | 平成18年3月1日 福山市に編入 | 福山市 |
| 安 那 郡 | 上御領村   | 上御領村            | 御野村                     | 御野村                     | 御野村                      | 御野村                      | 昭和29年3月31日 神辺町       | 神辺町                      | 神辺町                      | 平成18年3月1日 福山市に編入 | 福山市 |
| 安 那 郡 | 湯野村     | 湯野村              | 湯田村                     | 湯田村                     | 湯田村                      | 湯田村                      | 昭和29年3月31日 神辺町       | 神辺町                      | 神辺町                      | 平成18年3月1日 福山市に編入 | 福山市 |
| 安 那 郡 | 箱田村     | 箱田村              | 湯田村                     | 湯田村                     | 湯田村                      | 湯田村                      | 昭和29年3月31日 神辺町       | 神辺町                      | 神辺町                      | 平成18年3月1日 福山市に編入 | 福山市 |
| 安 那 郡 | 徳田村     | 徳田村              | 湯田村                     | 湯田村                     | 湯田村                      | 湯田村                      | 昭和29年3月31日 神辺町       | 神辺町                      | 神辺町                      | 平成18年3月1日 福山市に編入 | 福山市 |

#### 越県合併の模索
1963年（昭和38年）岡山県笠岡市旧茂平村地区（3.4平方キロ160戸802人）が岡山県より分離、福山市への編入（越県合併）を模索した騒動。江戸期福山藩領であった旧茂平村地区は廃藩置県後、福山との間に県境が引かれた後も境界に河川などの天然障壁はなく、福山市域との結びつきは途絶えることがなかった。戦後の岡山県は岡山市、倉敷市など県中央部を重視する政策をとってきたが対象ともされなかった県境の縁辺都市笠岡市のさらに外縁にある茂平村地区住民には福山市への編入による地位向上や生活改善への希望が広がっていた。また福山地区は備後工業整備特別地区に指定され鉄鋼業や造船業を核に経済発展が加速度的に進むが笠岡市を含む岡山県側市町村は行政区画が異なることなどを理由に当初は指定を見送られ福山市との間に大きな温度差が生じていた。

##### 騒動の経緯
1961年（昭和36年）日本鋼管（現・JFEエンジニアリング）の世界最大規模の新工場が福山市沖へ進出することが決定。当時、福山市は経済面、人口面の規模が急拡大しており大規模な住宅開発が行われ地価が急激に上昇、松永市との合併による大規模な市の誕生も見込まれていた。1963年岡山県の東端和気郡日生町福浦が強い住民運動の末岡山県から分離、兵庫県赤穂市に編入。このような状況に地区住民のほとんどが福山市との合併に賛成し福山市合併協議会（高田六次会長）を1963年8月4日に結成、1.広島県特に福山市と血縁関係が濃く地区民の80％以上が関係している、2.官庁関係を除く大部分の労働者が福山市内に職業を持っている、3.商店の仕入れ住民の買物遊び場は福山市に求められている、4.福山市は鉄鋼コンビナートの建設が進み経済発展が進むが笠岡市はのんびり構えている、5.福山市の上水道は隣の大津野まできており合併すれば茂平地区まで給水可能などの理由から合併を求める大々的な運動を起こした。広島県議会議員中川弘（のち福山市長に就任）賛同のもと、福山市議会議員の推薦も得て合併運動は周辺の地域へも広がった。そして合併協議会は福浦の問題を受け署名を見送った漁協関係者32名と家族などを除く有権者の9割を超える494人の署名を集め1963年9月13日笠岡市小野博市長、黒田照太市議会議長に、10月8日福山市徳永豊市長、福山市議会に陳情書（合併請願書）を提出した。
合併運動は主要メディアに取り上げられ、合併請願書が提出されると岡山県、笠岡市などから大々的な反対運動が起こる。茂平地区が第2の福浦となり単に生活圏や目先の利益を理由に県の区域が次々に他県に奪われる事態となる事を懸念していた岡山県は特に激しく抵抗した。住民の賛否が拮抗した福浦地区以上に茂平村地区では合併賛成住民が多いことから町村合併促進法（法律258号・昭和28年改正)11条の２「当該市町村や都道府県に地域・部落の分離の意見が採用されない場合も内閣総理大臣の勧告により住民投票が請求できる」による住民投票が行われると合併派有利の結果となる公算が大きく、住民による合併運動を阻止するため岡山県からの干渉が続いた。翌年（1964年）11月12日笠岡市出身の加藤武徳が県知事に就任すると反対運動はさらに大きくなり茂平村地区など県地方部のさらなる開発の推進を約束したこともあり騒動は収束する。また加藤県政の下1965年3月12日には長年の懸案であった備後地区工業整備特別地域への笠岡市の追加指定が実現した。

### 福山市史
- 福山市史 上巻・中巻・下巻
- 福山市史 近世資料編
- 福山市史 近大現代資料編

## 市章

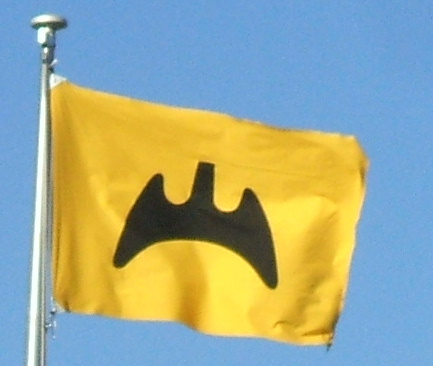
市章を描いた市の旗

市章は、こうもりを「山」の字にデザイン化したもの。また市章旗は黄地に黒で描かれている。これは1917年に市制施行時に福山出身の有名建築家の武田五一に依頼され彼がかかわったもの。由来については福山城のある付近はかつて蝙蝠山と称しており、こうもりは本来、中国思想の影響から縁起の良い動物とされ、「蝠」は福に通じることと初代藩主水野勝成が「福山」と名づけたとする地名由来説があることからモチーフに選ばれた。事実、明治時代初期の箱館戦争時に新政府軍側として参戦した福山藩の部隊はこのこうもりの旗印を掲げて参戦している。
「市の花」としてばら（1985年制定）とキク（2003年制定）があり、2000年代の一時期はばらを模したマークが市の出版物に描かれていたり市の施設などばらに因んだ名称が使用されたりと、ばらが「市章」に準じた扱いを受けていた事もあったが、2013年以降は正式なこうもり山の市章を中心に、用途によりばらのシンボルマークを使い分ける形となっている。

## 姉妹都市・提携都市

### 海外
- ハミルトン市（カナダ オンタリオ州）
  - 1976年友好都市提携締結。伴に巨大製鉄所を抱える縁。
- 浦項市（大韓民国 慶尚北道）
  - 1979年友好都市提携締結。伴に巨大製鉄所を抱える縁。
- タクロバン市（フィリピン共和国 レイテ州）
  - 1980年友好都市提携締結。旧帝国陸軍第5師団歩兵第四十一連隊（司令部が福山市）が玉砕全滅した地とされる縁が元。
- マウイ島（アメリカ合衆国 ハワイ州 マウイ郡）
  - 2008年5月17日友好都市提携締結。戦前に当地域より多くの移民がマウイへ渡った縁。

### 国内
提携都市
- 岡崎市（愛知県）
  - 岡崎生まれの徳川家康と初代福山藩主水野勝成の従兄弟関係が縁。また市制施行日が同じでもある。1972年11月9日親善都市提携締結。
- 文京区（東京都）
  - 江戸時代中期以後備後福山藩 阿部家中屋敷があった区内西片地区にて江戸藩邸詰めの藩士の育成を目的として設立された藩校である誠之館の跡地に現在の文京区立誠之小学校の前身となる誠之舎を設立した縁や同じく藩邸跡地を使い文京区屈指の高級住宅街として整備し、後に文京区のイメージを形作った文学人達が多く住んだ礎を築いたという縁に基づき2018年3月には両自治体の住民交流や文化、観光、防災等の相互協力に関する協定を締結。また西片地区には福山坂と名付けられた坂道もある[45]。

その他
- 龍馬の絆都市間交流
2014年（平成26年）11月15日 龍馬の絆で結ぶ都市間交流宣言締結[46]

### その他
正式な友好都市提携は結んでいないものの深い交流のある地域
-  広島県府中市・尾道市・神石高原町（隣接自治体・消防救急などの連携）
-  岡山県井原市・笠岡市（隣接自治体・同一都市圏で消防救急、都市計画、行政サービスなど幅広い連携）
-  茨城県結城市（福山開祖、初代福山藩主“水野家”が5代目で断絶後に新たに立藩された事に由縁する。結城城址には水野勝成を祀る聰敏神社がある。）
-  茨城県水戸市（阿部家福山藩七代藩主“阿部正弘公”と水戸藩主“徳川斉昭公”との深い交友関係の縁）

特に井原市・笠岡市は県境を挟んで接しており、福山市中心部からも福山市の北端西端よりも近い距離にある。両市は県を越えているが非常に密接な関係があり都市計画上も一体的に扱われる機会が少なくない。
行政主体の友好都市提携などは結んでいないものの民間レベルでの深い交流のある国など
-  カザンラク市（ブルガリア共和国 スタラ・ザゴラ州）カザンラク市を中心とするブルガリア政府などの行政や民間組織と地元NPO法人“福山ブルガリア協会”との“バラ”を通じた友好関係。
-  ブラジル連邦共和国（市内西部に日系ブラジル人が多く居住する縁）

架空都市との友好都市提携
- ゴッサム・シティ（バットマンの舞台の町。市章が蝙蝠をモチーフとしているため。2022年に『THE BATMAN-ザ・バットマン-』が公開された際のプロモーションの一環）

## 交通

### 空港
空路は広島県三原市にある広島空港まで福山駅前より空港リムジンバスで約65分、岡山空港へは車で1時間半弱である。かつては岡山空港への福山駅からリムジンバスが就航していたが、利用者が少なかったため廃止されている。また新幹線経由でより規模の大きい大阪国際空港、関西国際空港、福岡空港までいずれも120分程度であり路線や価格により利用される。

### 鉄道
西日本旅客鉄道
- 山陽新幹線 福山駅

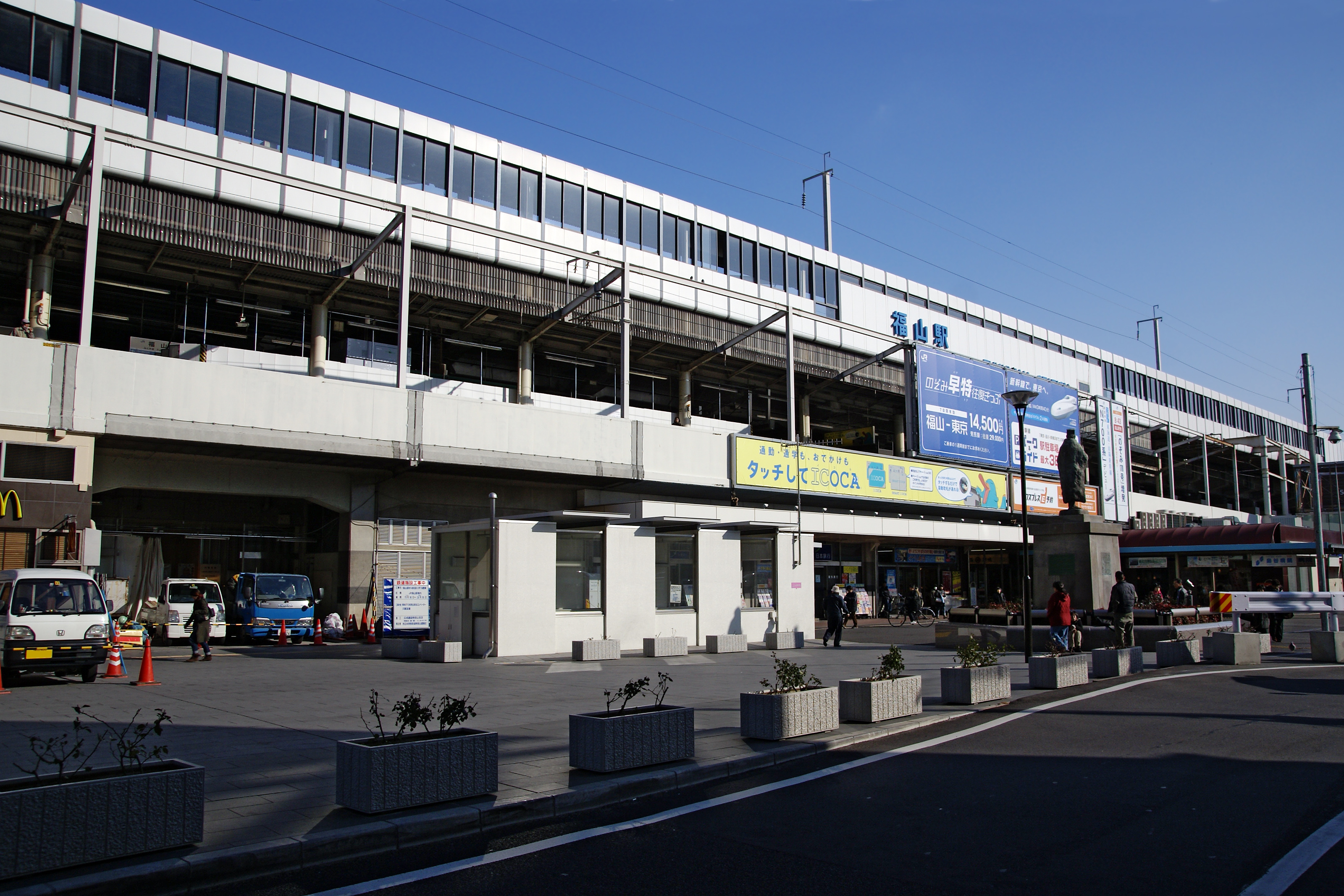
福山駅

山陽新幹線は毎時3 - 4本停車。みずほやのぞみでは岡山まで最短15分、広島まで最短23分、新大阪へは61分、博多へも86分で到達する事から山陽地方主要都市や関西圏、九州北部へのアクセスも良く、また東京駅へものぞみで最速210分で到着する。
- 山陽線 大門駅 - 東福山駅 - 福山駅 - 備後赤坂駅 - 松永駅
- 福塩線 福山駅 - 備後本庄駅 - 横尾駅 - 神辺駅 - 湯田村駅 - 道上駅 - 万能倉駅 - 駅家駅 - 近田駅 - 戸手駅 - 上戸手駅 - 新市駅

井原鉄道
- 井原線 神辺駅 - 湯野駅 - 御領駅（一日朝昼夕3本のみJR福塩線経由で福山駅まで乗り入れ）

JR西日本については、中心駅の福山駅からは朝夕ラッシュ時は山陽線の岡山方面・広島方面とも3〜4本、日中は在来線各駅停車が岡山方面は毎時2〜3本、広島方面は1〜2本運行。岡山方面へは笠岡駅まで13分、新倉敷駅まで31分、倉敷駅まで約41分、岡山駅まで60分。広島方面へは尾道駅まで18分、三原駅までは33分、西条駅までは80分、広島駅までは120分程度の所要時間で到達する。広島方面の列車は全て糸崎駅または三原駅までの運行であり、本郷駅以西へは全て糸崎或いは三原での乗り換えが必要である（19年3月改正以前は直通列車が存在した。）。このため、西条・広島までの所要時間は糸崎・三原での接続次第で前後することがあるに留意。福山駅を起点とし、内陸の府中市や三次市を結ぶ福塩線や、井原市や総社市とを結ぶ井原鉄道井原線も一日の3本のみ神辺駅を経由し福山駅に直通乗り入れしている。
なお、鞆鉄道の運営する鞆鉄道線も1913年から1954年まで存在していた。またJR福塩線の福山 - 府中間は両備鉄道が前身であるが、両備鉄道時代は現在の福塩線と一部異なるルートを通っていた。

### 高速道路・国道
- 山陽道 福山東IC - 福山SA・福山SIC(スマートインター) - 福山西IC
  - なお、隣接する岡山県笠岡市内の篠坂PA内に現在建設中（2025年度開設予定）のSICが開通後は、神辺や大門など市内東部を中心に、最寄のインターチェンジになる予定。
- 国道2号（大阪市 - 北九州市）
- 国道182号（岡山県新見市 - 福山市）
- 国道313号（福山市 - 鳥取県北栄町・愛称 ロマンチック街道313）
- 国道314号（福山市 - 島根県雲南市）ただし、福山市内から庄原市東城町までは国道182号と重複。
- 国道486号（岡山県総社市 - 広島県東広島市・愛称 山陽ふるさと街道）

山陽自動車道や国道2号線といった基幹交通網も市内を東西に走っており、広島都市圏、岡山都市圏などと結ばれている。また四国を結ぶ2つの本州四国連絡橋（瀬戸中央自動車道・しまなみ海道）の本州側起点の中間に位置しているため、香川県・愛媛県といった四国北部方面へのアクセスも良好。

### 路線バス

#### 市内・近郊路線
- 中国バス（中心部と北部）
- トモテツバス（中心部と西部、南部）
- 井笠バスカンパニー（2012年10月31日まで井笠鉄道）（中心部と東部、神辺方面）
- 北振バス（北部方面のみ）
- おのみちバス（松永方面のみ）

街の規模としては異例の3社の民間バス会社が市中心部に乗り入れている。北振バス、おのみちバスは市内に路線を持つが市中心部への乗り入れはない。
井笠バスカンパニーは岡山県笠岡市に本社を置くが、歴史的な経緯から福山市を主要運行エリアとしている。福山駅は同社最大のターミナルとなっている。これにより同社は、全国的にも稀な越県路線を複数持つ路線バス会社である。

#### 都市間高速路線
県外路線
- 東京線：エトワールセト号（小田急ハイウェイバス・中国バス）（夜行便、三原始発）
- 東京線：ドリームスリーパー（中国バス）（夜行便）個室型の上位クラスのバス。
- 横浜線：メイプルハーバー（中国バス）（夜行便）
- 大阪線：びんごライナー（中国バス ※近鉄バス運行協力）（府中・尾道始発）
- 大阪線：カブトガニ号（井笠バスカンパニー ※近鉄バス運行協力）（神辺始発、岡山県笠岡市経由）元井笠鉄道運行便
- 神戸線：神戸ライナー（中国バス ※神姫バス運行協力）（府中・甲山始発）
- 高知線：オーシャンライナー（中国バス）
- 松山線：キララエクスプレス（中国バス・本四バス開発・瀬戸内しまなみリーディング・伊予鉄バス）
- 今治線：しまなみライナー（中国バス・トモテツバス・瀬戸内運輸・瀬戸内しまなみリーディング）
- 福岡線：広福ライナー（中国バス・JR九州バス）（夜行便のみ福山へ乗り入れ）

福山市は非県庁所在地でありながら多くの県外路線を抱える。これらの路線のうち、愛媛県今治市へは所要時間約1時間20 - 30分で、かつ頻繁に（1 - 2時間に1本程度）運行されている。しまなみ海道開通後は沿線の島嶼部から新幹線へのアクセスとしても用いられる。
県内路線
- 広島線：ローズライナー（広島交通・中国バス・トモテツバス・井笠バスカンパニー）福山駅始発
- 因島線：シトラスライナー（中国バス・本四バス開発・因の島運輸）
- 広島空港線：エアポートリムジン（中国バス・トモテツバス）
- 三次線：きんさいライナー

ローズライナーは新幹線との競合のため、1日36往復と高頻度で運行されている。

### 港湾
- 福山港（重要港湾）
- 尾道糸崎港 松永港区（重要港湾）

#### 福山市を発着する航路
以下の4航路が存在する。かつては福山港 - 香川県多度津町間に福山・多度津フェリーが就航していたが、2008年8月31日をもって廃止された。
- 鞆港 - 走島間航路（走島汽船）
- 鞆港 - 仙酔島渡船（市営）
- 鞆港 - 尾道間観光船（瀬戸内クルージング）
春季から秋季まで 土曜日、日曜日、祝日のみの限定運航
- 尾道港 - 戸崎港 - 歌港 - 満越港 - 福田港（百島） - 常石港（備後商船）

### 自動車のナンバープレートについて
自動車や軽自動車、二輪車などは福山市高西町に中国運輸局広島運輸支局福山自動車検査登録事務所や軽自動車検査協会広島主管事務所福山支所があり、広島県東部をエリアとする福山ナンバーを統括している。福山市と尾道市による激しい誘致合戦の結果、両市役所の中間地点である当地に同支所が置かれることとなったという逸話が残されている。なお、福山ナンバーは中四国9県で唯一の県名以外の地名の入ったナンバープレートである（2006年10月よりご当地ナンバーとして倉敷ナンバーと下関ナンバーが加わったが、これらの地区には陸運事務所などは設置されない）。
平成の大合併により広島ナンバーのエリアに区域移管される地域が多く、旧豊田郡（安浦・川尻・豊浜・豊・安芸津）旧甲奴郡（甲奴・総領）旧比婆郡（西城・東城・口和・高野・比和）が広島ナンバーへ、逆に広島ナンバーから福山ナンバーに移行されたのは新設合併された新・三原市のうち、旧賀茂郡大和町の区域のみである。
広島東洋カープの「カープ坊や」が描かれたナンバーが交付されており、福山市役所企画政策課によると、このカープ坊やの図柄入りナンバーは2021年度末時点で申し込み件数が1万7509件で全国2位である。

## 公共サービス・インフラ

### 警察
広島県警察

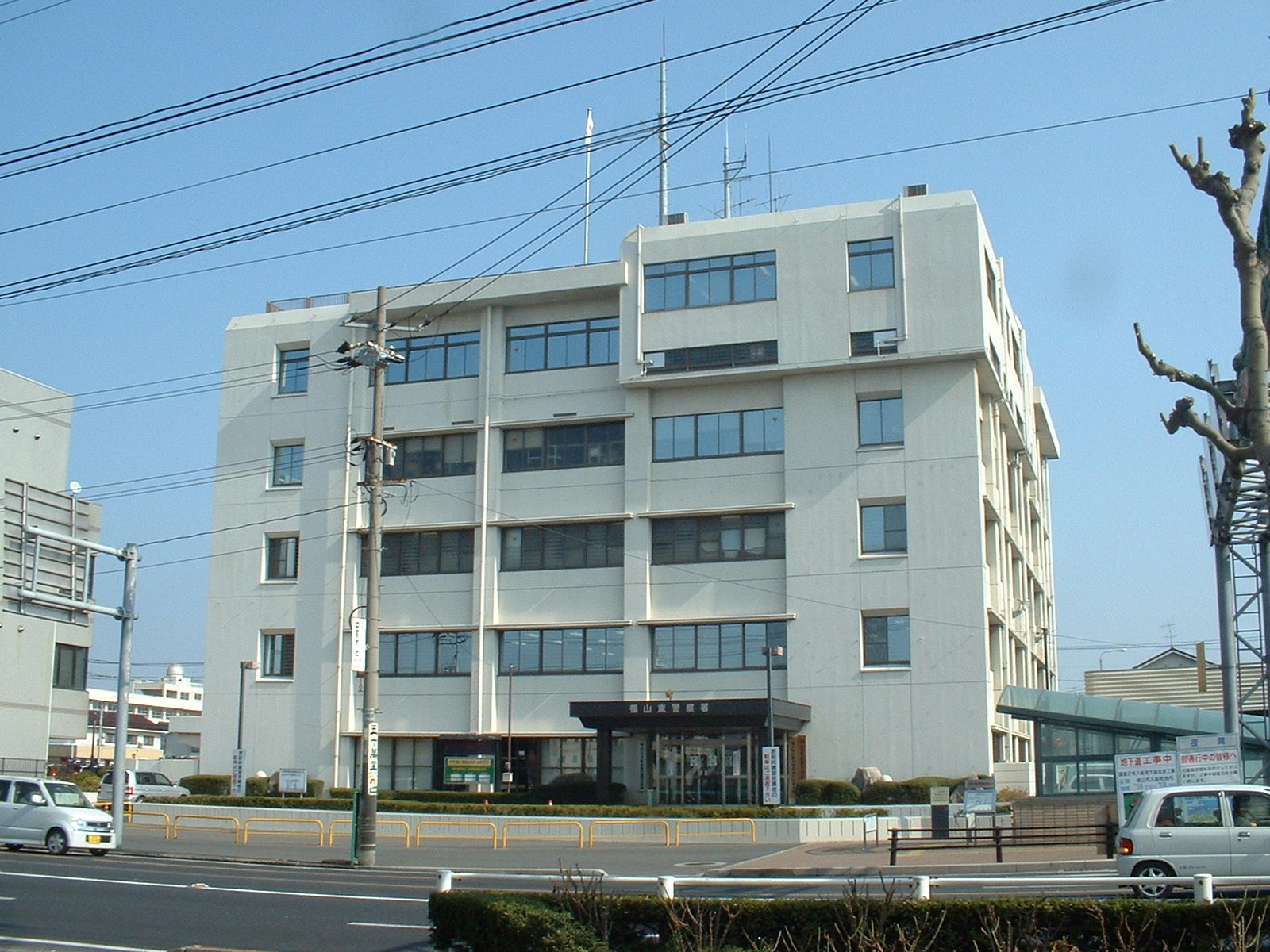
福山東警察署

- 福山東警察署（所在地は三吉町南二丁目、芦田川以東の地域 市中心部・東部を管轄）
- 福山西警察署（所在地は神村町、芦田川以西の地域 旧松永市地域や鞆町・沼隈町・内海町・尾道市浦崎町などを管轄）
- 福山北警察署（所在地は神辺町新道上三丁目、新市町・御幸町・神辺町・加茂町・山野町と神石郡神石高原町を管轄）
- 広島県東部運転免許センター（津之郷町）
- 交通機動隊・自動車警ら隊東部分駐所（大門町1丁目）
- 高速道路交通警察隊福山分駐隊（蔵王町5丁目）
- 市内に交番は25箇所 駐在所は14箇所ある。

### 消防・救急
福山地区消防組合消防局（福山市・府中市・神石高原町の2市1町で組織され、消防・救急業務を運用中。） 8署、1分署、6出張所
- 本部（福山市沖野上町5丁目）
- 南消防署（福山市沖野上町5丁目）、鞆出張所（福山市鞆町鞆字関町）、瀬戸出張所（福山市瀬戸町）
- 北消防署（福山市奈良津町2丁目）、駅家分署（福山市駅家町万能倉）
- 東消防署（福山市引野町北4丁目）
- 西消防署（福山市松永町3丁目）、今津出張所（福山市今津町字安毛の下）、沼隈内海出張所（福山市沼隈町常石）
- 水上消防署（福山市箕沖町）
- 深安消防署（福山市神辺町川北）、安田出張所（神石高原町安田）
- 芦品消防署（福山市新市町戸手）
- 府中消防署（府中市府中町）、小塚出張所（府中市上下町小塚）

### 市内の主な病院
| - 福山市民病院（蔵王町・第三次救急指定病院） - 日本鋼管福山病院（大門町津之下） - 国立病院機構福山医療センター（沖野上町） - 公立学校共済組合中国中央病院（御幸町上岩成） - 神原病院（赤坂町赤坂） - 福山第一病院（南蔵王町） - 福山リハビリテーション病院（明神町） - 寺岡記念病院（新市町戸手） - 蔵王病院（南蔵王町） - 脳神経センター大田記念病院（沖野上町） - セントラル病院（住吉町） | - 福山循環器病院（緑町） - 寺岡整形外科病院（南本庄） - 西福山病院（松永町） - 福山記念病院（港町） - 小畠病院（駅家町上山守） - 亀川病院（神辺町下御領） - 沼隈病院（沼隈町中山南） - 山陽病院（野上町） - 小林病院（春日町） - 島谷病院（新涯町） - 楠本病院（曙町） |

### インフラ整備環境
- 上水道は市内ほぼ全域を福山市上下水道局が供給。古くは、江戸時代に水野勝成が整備した福山旧水道が用いられており戦中まで利用、近代上水道は大正時代に整備され現在に至る。これら旧水道の一部や最初に建設された近代浄水場である佐波は佐波城山公園として文化財保存されている。現在の主要な浄水場は千田、中津原、箕島にある。また特に神辺地域では地下水が豊富。
- 下水道は普及率65.5パーセント[49]（神辺町域を合併以前の普及率）市街地ではほとんどが公共下水道へ放流可能。主要な下水処理場は芦田川浄化センター（箕沖町）、新浜処理場、松永処理場がある。
- 電力は中国電力において供給。供給源としては市内に瀬戸内共同火力 福山共同発電所と福山RDF火力発電所がある。また2011年12月に中国地方初となるメガソーラー、福山太陽光発電所が箕沖で運転開始。
- 都市ガスは福山ガスによって旧市内ほとんどで利用可能。

### 福山市内の市外局番
市外局番は以下のように区分されている。
1. 福山MA[福山特例] 084（910 - 929、931、932、940 - 959、961、968 - 979、981 - 985、990 - 999） 旧市街地区など
2. 福山MA 084（960、962 - 967、980、986 - 989） 旧沼隈町、内海町および神辺町地区と尾道市浦崎町の一部
3. 尾道MA[松永特例] 084（900 - 909、930、933 - 939） 旧松永市地区
4. 府中MA 0847（40 - 69） 旧新市町地区
5. 井原MA 0866（60 - 89） 山野町の一部地区（堂谷地区の2軒）

- 上記1と3相互の通話は、特例で市内料金が適用され、市外局番が不要である。
- 上記1と2相互の通話は、同一エリアにつき、市外局番が不要である。
- 上記2と3相互の通話は、隣接地域扱いとなるため、市外局番084が必要である。
- 上記3の地域は尾道市、三原市の「市外局番0848（20 - 89）地域」へは市外局番が必要だが、市内料金が適用される。
- 上記4の地域は府中市などと同じ扱いとなるため、その他の地域相互の通話は市外局番が必要である。

### 福山市内の郵便物の集配
郵便物の集配は、以下の郵便局が行っている。
- 福山郵便局:720-00xx、720-08xx、720-85xx、720-86xx、720-87xx
- 福山東郵便局:721-0000、721-09xx、721-85xx、721-86xx、721-87xx
- 鞆郵便局:720-02xx
- 千年郵便局:720-03xx
- 山南郵便局:720-04xx
- 駅家郵便局:720-11xx、720-25xx[注 2]
- 神辺郵便局:720-21xx、720-24xx[注 3]
- 山野郵便局:720-26xx
- 内海郵便局:722-26xx
- 松永郵便局:729-01xx、720-05xx、729-02xx[注 4]
- 新市郵便局:729-31xx、720-12xx[注 5]

## マスメディア

### テレビ

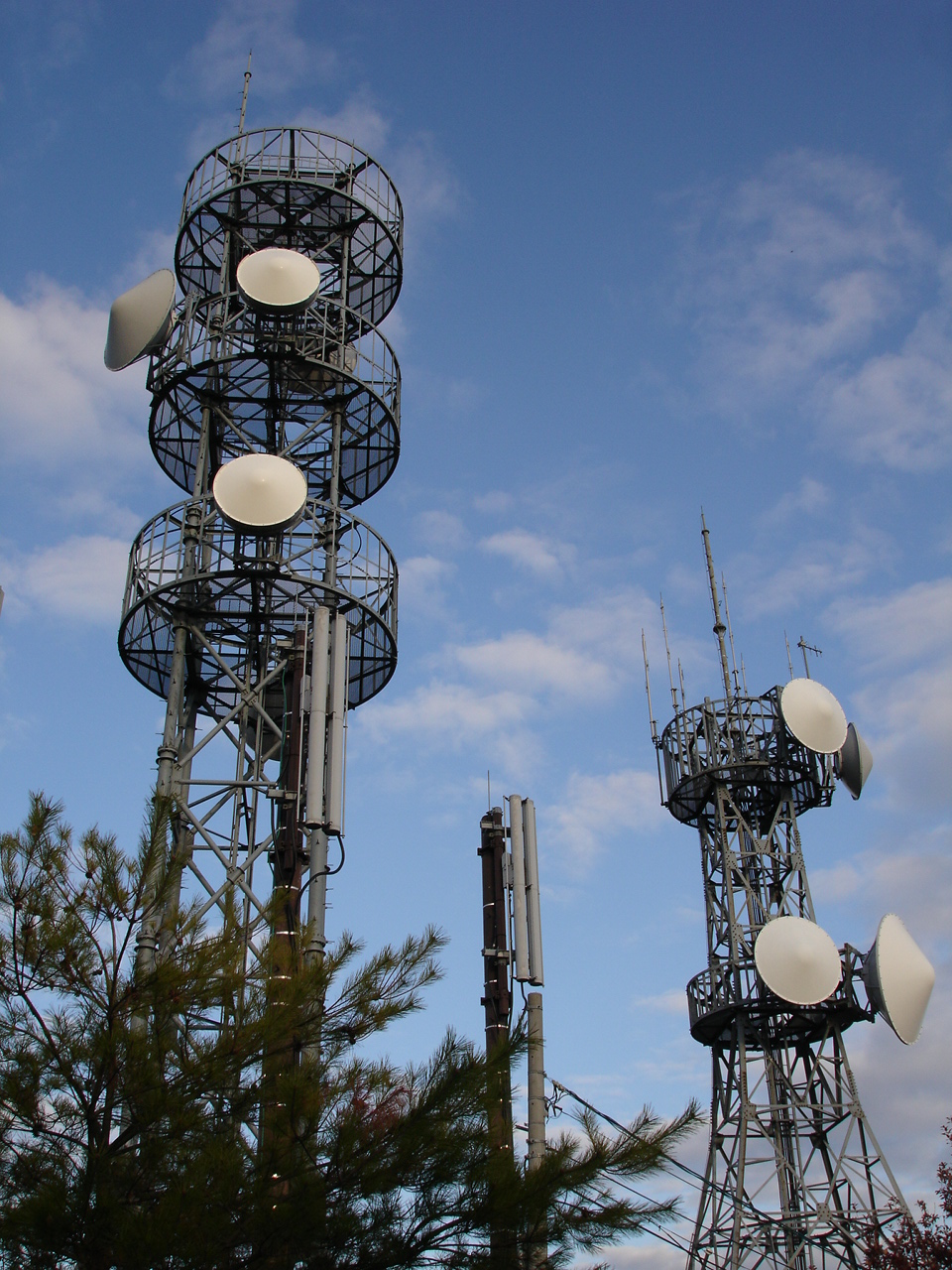
福山蔵王局
（福山無線中継局）

- 井原放送（CATV・神辺町上御領の一部のみ）
- ケーブル・ジョイ（CATV・新市地域の一部のみ）
  - 以前、NHK福山放送局が市内に存在した（現・NHK福山支局）。

### ラジオ
以前は広島エフエム放送も支社を設置していたが、合理化により廃止された。
- エフエムふくやま 本社（コミュニティFM局）

### 新聞
- 中国新聞社 備後本社・北福山支局
- 山陽新聞社 福山支社
- 太陽新聞 本社（地域日刊紙）
- 朝日新聞社 福山支局
- 産業経済新聞社 福山支局
- 毎日新聞社 福山支局
- 読売新聞大阪本社 福山支局
- 日本経済新聞社 福山支局

### 地域紙
- 経済リポート（当地域一の経済誌で購読者数も一位）
- 中国ビジネス情報
- びんご経済レポート（本社は尾道市）
- ウィンク（タウン情報誌）
- 福山リビング新聞（無料誌）
- プレスシード（無料誌）
- タウン情報ふくやま（タウン情報誌）※2006年10月号をもって休刊。

## 経済

### 工業

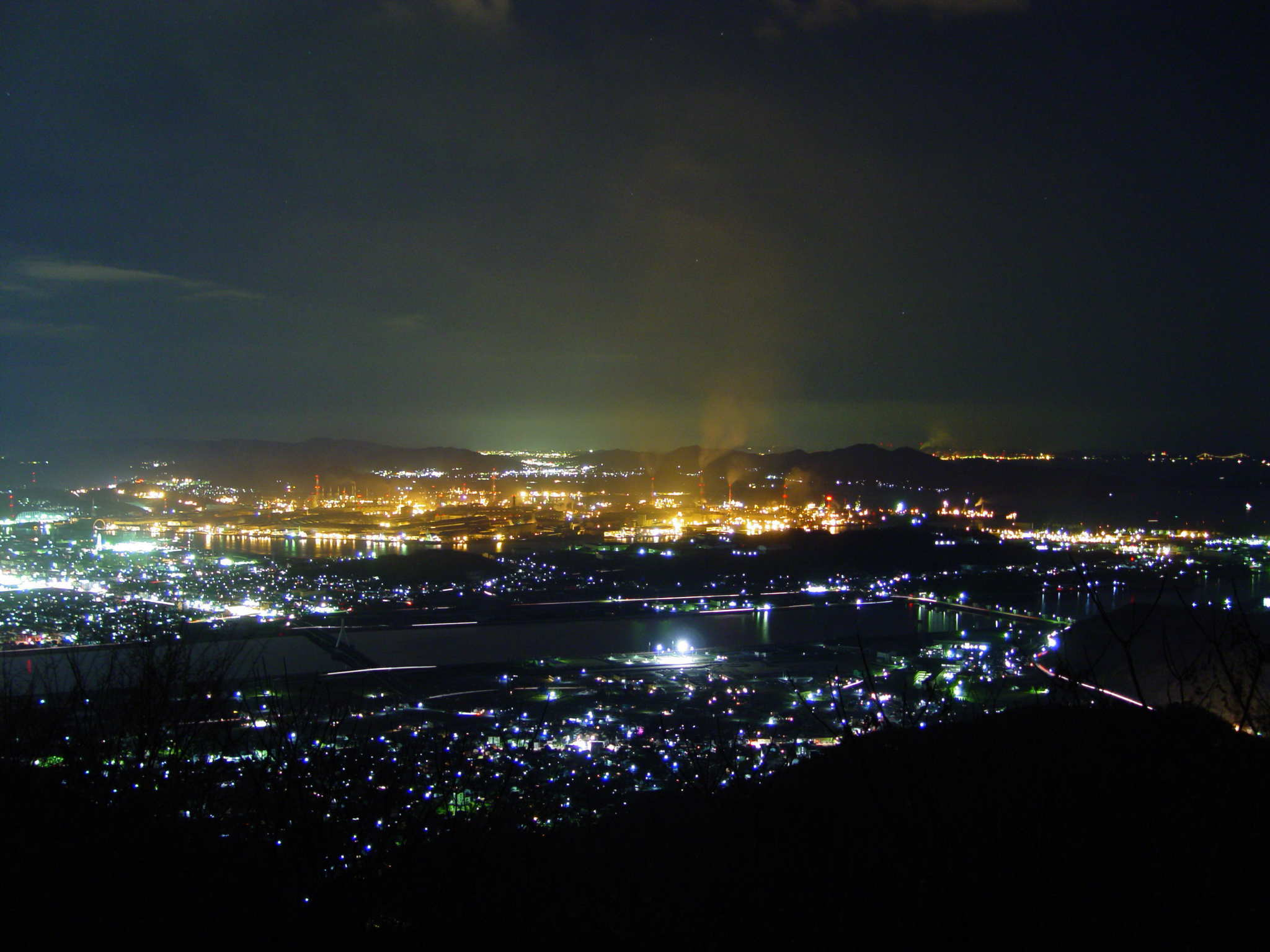
福山港周辺の夜景

福山市の製造品出荷額は約1兆7049億円で中四国地方でも岡山県倉敷市に次ぐ2番目の規模。特に1961年に完成したJFEスチール西日本製鉄所福山地区（旧日本鋼管福山製鉄所）は、同社最大の製造拠点であるのみならず世界最大規模の製鉄所でもあり、造船、機械産業の大工場も複数抱える。
地場産業では繊維・電子機器・ポンプ・クレーン・機械検査機器・食品トレー・ゴム製造業などの一大製造拠点になっている。繊維産業は江戸時代から綿花栽培が盛んであった名残であり、特にデニム（ジーンズ）は児島地区を有する倉敷市とともに有名である。
また上場企業やその業種のオンリーワン企業が都市規模の割合に比較しても非常に多く、国内地方都市では静岡県浜松地区に次ぐ上場・トップシェア企業の多い地域である。

### 基幹産業・上場企業
輸送用機器

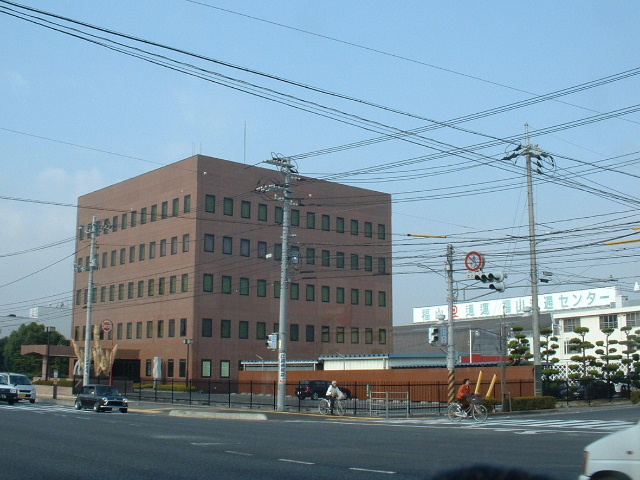
福山通運本社

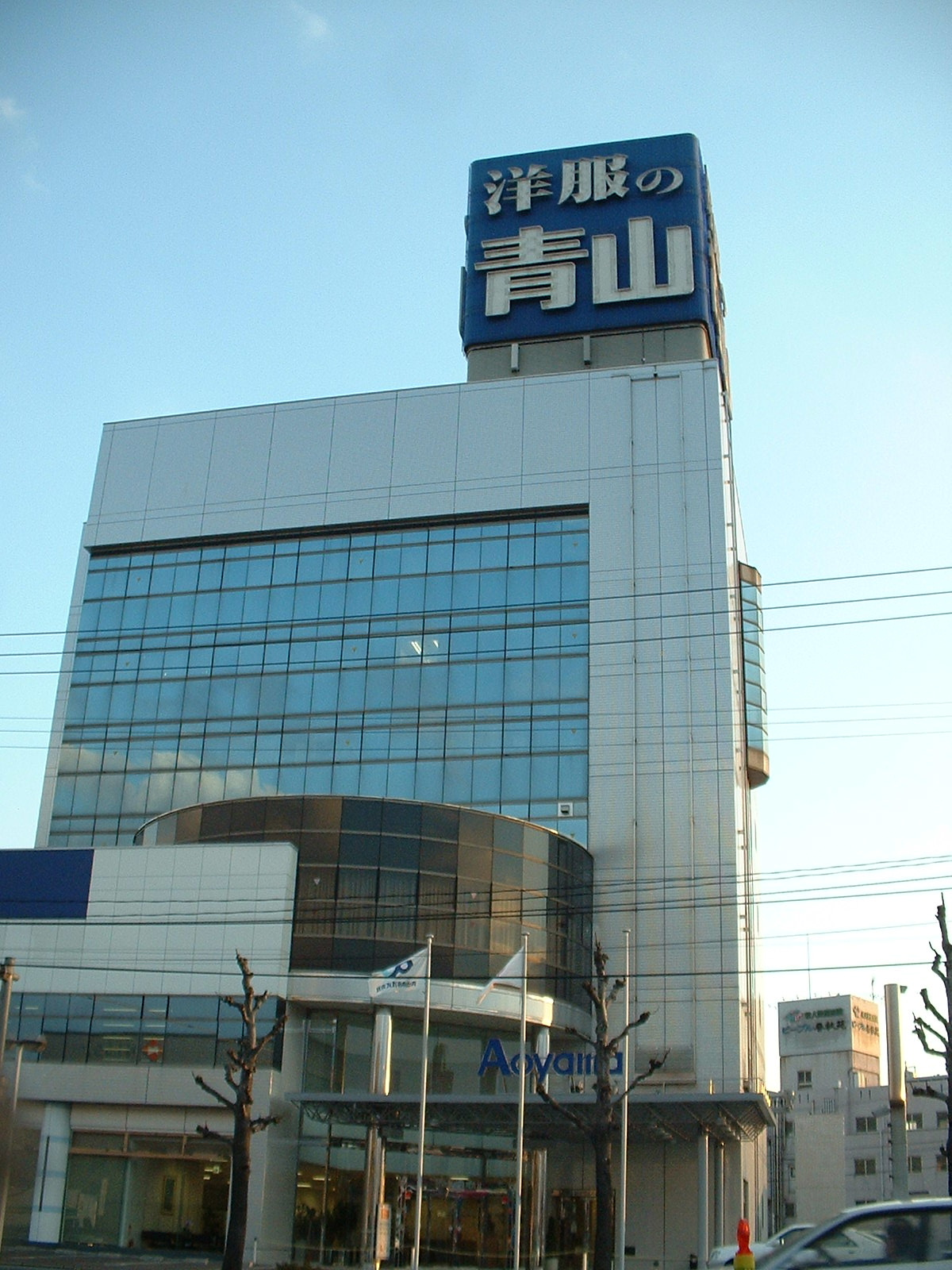
青山商事本社

- ツネイシホールディングス（造船・海運持株会社・本社所在地）
  - 常石造船（造船業大手・本社所在地）

- 本瓦造船（造船業中手・本社所在地）

食品
- 虎屋本舗（和洋菓子製造販売・本社所在地）
- クラタ食品（麺類製造販売・本社所在地）
- 備後漬物（漬物製造販売・本社所在地）

サービス業・不動産
- ベッセル（ホテル・マンション経営、ビルメンテナンス・印刷業・飲食業）、元「福山地所（株）」。本社所在地
- ロイヤルコーポレーション（自動車学校、クレーン学校、小型船舶教習所、本部所在地）

衣服・繊維
- マツオカコーポレーション(アベノマスク製造企業）
- カイハラ（デニム製造大手・本社所在地）
- 自重堂（ワーキングウェア製造・本社所在地）
- ジーベック（ワークウェア製造・本社所在地）
- 青山商事（洋服の青山・本社所在地）業界首位
- タカヤ商事（アパレル製造企画販売・本社所在地）
- ヤスハラケミカル
- コーコス信岡（繊維産業・本社所在地）

卸・小売業
- ハローズ（食品スーパーチェーン・登記上の本店所在地）
- アシード（自販機・飲料・酒製造・本社所在地）
- ププレひまわり（ドラッグストアー・本社所在地）

運輸・運送業
- 福山通運（運送業大手・本社所在地）

その他製造業
- エフピコ（食品トレー製造大手・本社所在地）トレー製造業界最大手
- ホーコス（機械製造・本社所在地）
- シギヤ精機製作所（機械製造・本社所在地）
- テラル（機械製造・本社所在地）
- マナック（化学品製造大手・本社所在地）
- 日本ホイスト（ホイストクレーン・立体駐車場 本社所在地）
- オー・エイチ・ティー（電子基板検査機器製造・本社所在地）
- 日東製網（本社は東京都 創業地や現在の実質的な本社は福山市）
- 福山ガス（都市ガス供給会社・本社所在地）
- ローツェ（搬送装置・本社所在地）
- JFEスチール西日本製鉄所福山地区（鉄鋼業・世界有数規模の製鉄所）
- 三菱電機福山製作所（電気部品）
- シャープ電子デバイス事業本部（CCDイメージセンサ、液晶ドライバー）
- 石井表記（プリント基板製造装置メーカー・本社所在地）
- ヒルタ工業（自動車部品製造・本社は岡山県笠岡市 創業地は福山市）
- 東洋額装（掛軸表装・本社所在地）
- 鈴木工務店（建設業・広島県下最古の設計事務所・本社所在地）
- オービス（木製梱包材メーカー・本社所在地）

### 鉱業
かつて以下のような鉱山が存在したが、すべて閉山している。
- 大谷鉱山 - 本郷村大谷。江戸時代に銅を中心に産出した。永鉱山鉱山とも。大正6年には14万1452貫を生産したが、その後閉鎖[51]。
- 山南銅山 - 沼隈郡山南村。明治44年には銅2180貫を生産したが大正時代に操業停止[51]。
- 大豊銅山 - 沼隈郡千年村常石大越。大正7年に8万7619貫を生産したが、大正23年までに操業停止[51]。
- 勝負銅山 - 赤坂村勝負にあった。大同年間より採掘が開始された。大正23年までに操業停止。断続的に昭和28年まで操業した[51]。
- 田壕銅山（だぼ） - 沼隈町の熊ヶ峰中腹にあった銅山。大正11年5月より試掘開始[51]。
- 本郷町の炭田 - 松永本郷町の納屋地区にあった炭田[52]。亜炭を産出したが、操業期間は短かった。

### 商業

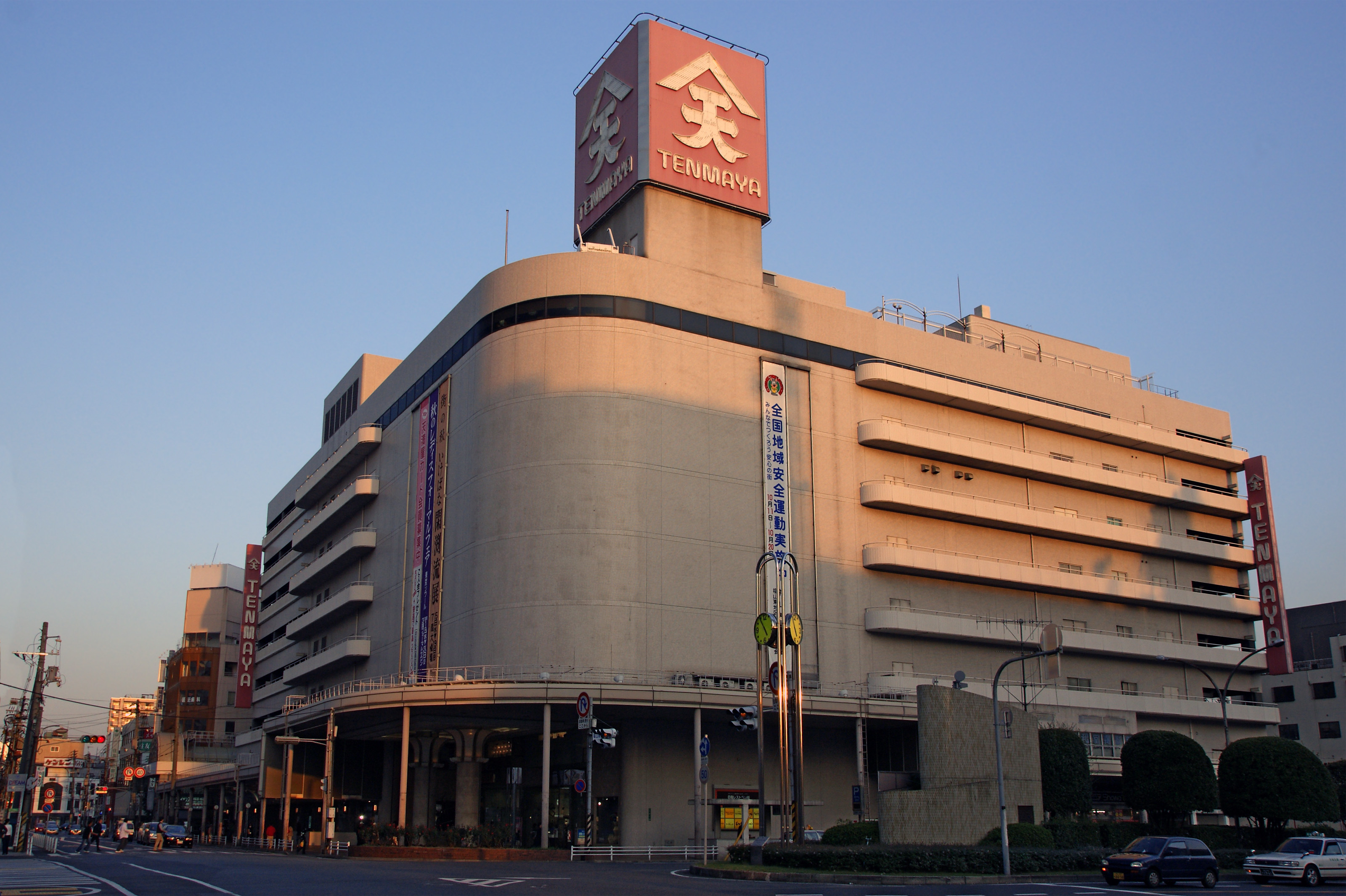
天満屋福山店

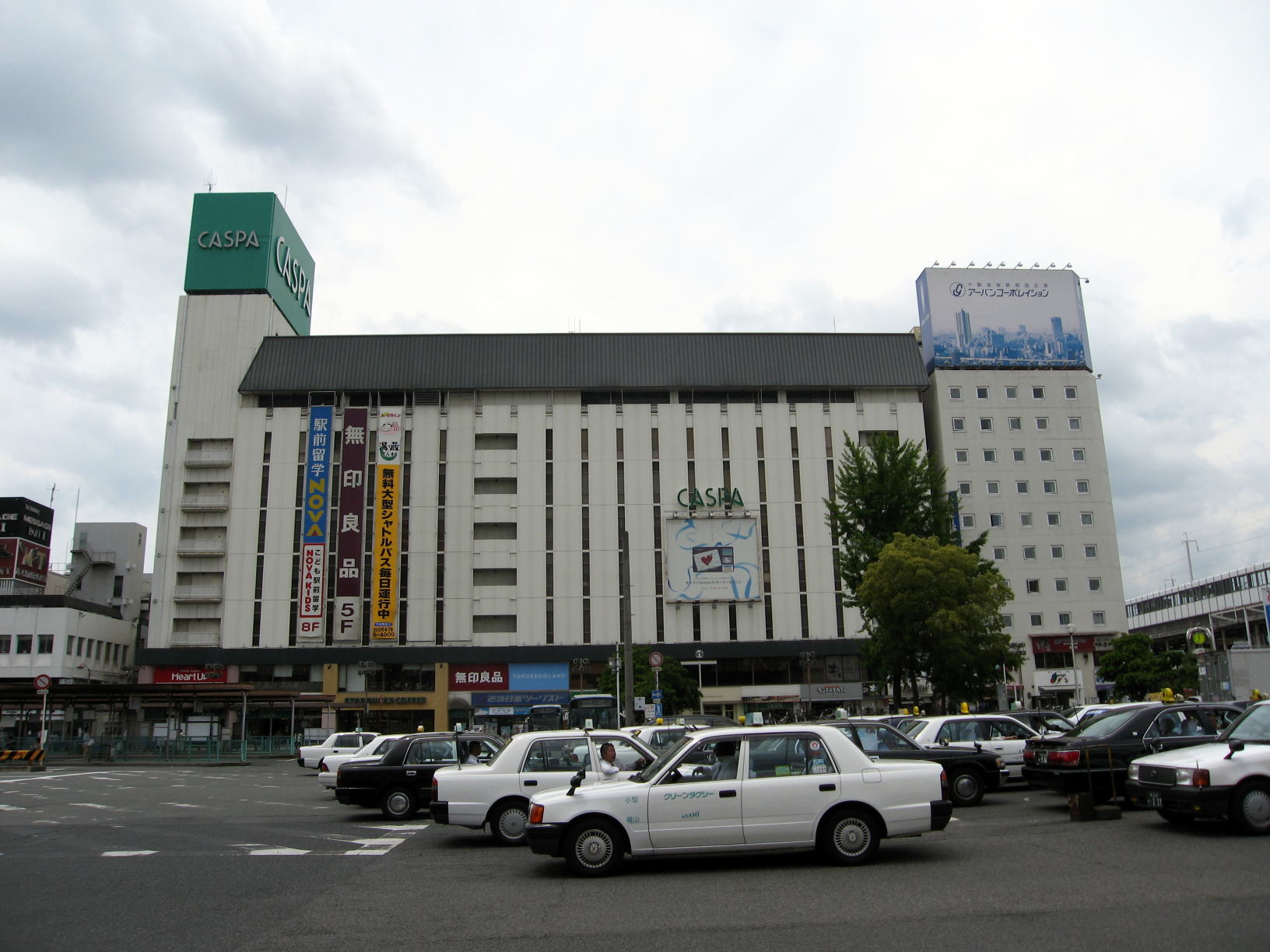
複合専門店ビルCASPA

#### 福山駅前（中心街）
市内随一の商業集積を持つ地域で、福山駅南口周辺を中心として形成される。
昭和30年代ごろまでは駅から少し離れた本通りや霞銀座、大黒町といった古くからの商店街が小売の中心であった。戦後間もなくの1948年（昭和23年）に天満屋が福山駅前に出店し、昭和40年代にダイエーやニチイ（後に福山ビブレとなる）、イズミ（後に複合専門店ビルCASPAとなる）などが相次いで出店すると小売の主軸は駅前へと移っていった。
1984年（昭和59年）に元町市街地再開発事業で建替えられた天満屋福山店が大幅増床オープンし駅前地区の商業は全盛期を迎える。しかし、1990年代までに商業の中心は蔵王・春日（東部）を始めとする郊外型の店舗へと移行していき、1992年（平成4年）に当時中国地方最大級の規模を持つ百貨店「福山そごう」が駅南西の工場跡地に開店。バブル経済崩壊や駅から若干離れる立地などから売り上げは伸び悩み、経営母体の破綻による煽りを受け、わずか8年後の2000年（平成12年）には閉鎖された。また、その前年には福山ビブレが営業不振により閉店、2005年（平成17年）にはダイエー福山店が閉店した。
福山そごう跡は福山市が買い取り2003年（平成15年）に天満屋系列の複合専門店ビルが入居して“福山ロッツ”としてオープンし、2013年 (平成25年) に天満屋が撤退後に大和情報サービスの運営に切り替わり"RiM-f"となった。福山ビブレ跡地にはホテルや貸しオフィスや飲食店、岩盤浴施設などの複合多目的ビルが開店し、ダイエー東館跡には2002年（平成14年）からフタバ図書GIGAが入居したが2009年（平成21年）に閉店し、これをトモテツセブンが取得して専門店ビルとして再生させた。ダイエー西館跡は解体され高層分譲マンションが建設された。また2018年にはダイエー東館の解体に着手、跡地にはダイワロイネットホテル福山が2020年に完成予定。また、ビブレ跡のビルも部分解体を受けて「ホテル1・2・3」が入る14階建てホテルに改築。その隣接地のNHK福山放送局跡地にも20階建て分譲マンションの計画がある。キャスパ跡地も2019年4月に再開発計画が発表され、低層階に商業施設を併設した22階建てマンションや13階建ホテルを中核とするビルが2023年までに完成予定。
駅前地区の衰退に歯止めをかけるため、福山市は福山そごう跡買い取りに続いて2009年（平成21年）に循環バス路線「まわローズ」の運行を開始、更に駅前周辺の整備事業として2011年には駅南口に地下送迎場を設置、同時に駐輪場設置や道路整備を行なうなど、様々な振興策を打ち出した。同年、民間主導による再開発事業により商業・住居複合ビルアイネスフクヤマが完成したものの、テナントがアイネスフクヤマに移動してしまったキャスパが2012年閉店となる。駅南東側の伏見町にも複合ビルを中心とした再開発計画があったが頓挫、再開発準備組合は2016年に解散した。
一方、駅ナカでは「福山サントーク」が、中国四国地方初の7店を含む91店集積の下、2007年（平成19年）11月1日に「さんすて福山（サンステーションテラス福山）」としてリニューアルオープン。2008年7月1日に今まで駅北東側の三吉町にあった市立図書館が福山市生涯学習プラザ（愛称：まなびの館ローズコム）として中心部から南に進んだ霞町、中央公園内（福山市民会館跡地）に移転した。
なお、居住環境としての福山駅前は2000年代後半ごろから都市部への回帰や新幹線が停車する利便性の高さなどにより、分譲マンションの建設が進んだ。また、福山駅北口は分譲・賃貸マンションやビジネスホテル、飲食店・小売店などが点在するほかは空地や駐車場が目立つなど比較的開発が進んでいなかったが、ここにも2000年代後半ごろから新たなビジネスホテルや高層マンションが相次いで建設され、2008年（平成20年）には福山大学のサテライトスクールが設置された。地方都市でありながら都心回帰の動きが強く周辺自治体に本社を構える会社の本社移転や居住が増えJR福山駅近隣は高所得者層が集まっている。

#### 松浜町・入船町・港町・王子町 （中心街）
福山駅前から南東へ約1.5キロ辺りに広がる地区である。実質、福山市中心部を管轄する福山東警察署があり松浜町や入船町は歓楽街が主体であるが市中心部の国道2号線と県道との交差点にあった日本化薬福山工場（市内箕沖町に移転）跡地を中心に大規模な再開発がなされ、イトーヨーカドー福山店(2019年2月に閉店。同年6月29日にゆめタウン福山としてオープン)と天満屋、天満屋ハピータウンを中核とする大規模駐車場を備えたポートプラザ日化が建設された。市も周辺を大規模な区画整理を行い、隣接の松浜町の工場跡地に福山芸術文化ホール（リーデンローズ）がオープン。入船町と隣接した港町の入江を埋め立てた場所に福山市立大学が開校。また入船町にエディオン福山本店、松浜町にケーズデンキ福山店などの大規模な小売業の進出した。当該地区を取り囲むように分譲・賃貸マンションが多く立地している。王子町は主に国道2号沿いに当地に本社を構える洋服の青山本店を中心に郊外型店が密集している。

#### 沖野上町
福山駅前から南へ約2キロ辺りに広がる地区で旧国立病院（現在の国立福山医療センター）付近を中心に大・中規模の医療施設の集積が多く、分譲・賃貸マンションも多い。ある程度の商業集積があるが駅前地区との連続性は乏しい。近隣の緑町には大規模な都市公園である緑町公園とかつて天満屋ハピータウン緑町店やサンピアがあった場所に郊外型の商業施設のココローズやみどり町モールがオープン。また沖野上地区にはルートイン Spa Resortホテルグランティア福山、複合宴会場のアルセがある。

#### 昭和町・南町・住吉町・松浜町・入船町・寺町・旭町
福山駅前から南東へ約700メートル辺りに広がる地区で分譲・賃貸マンションが多数存在する。
寺町から旭町にかけては、水野勝成公の城下町建設に従って集められた寺院が集積している。

#### 東深津・南蔵王・引野・明神・手城・春日（東部）

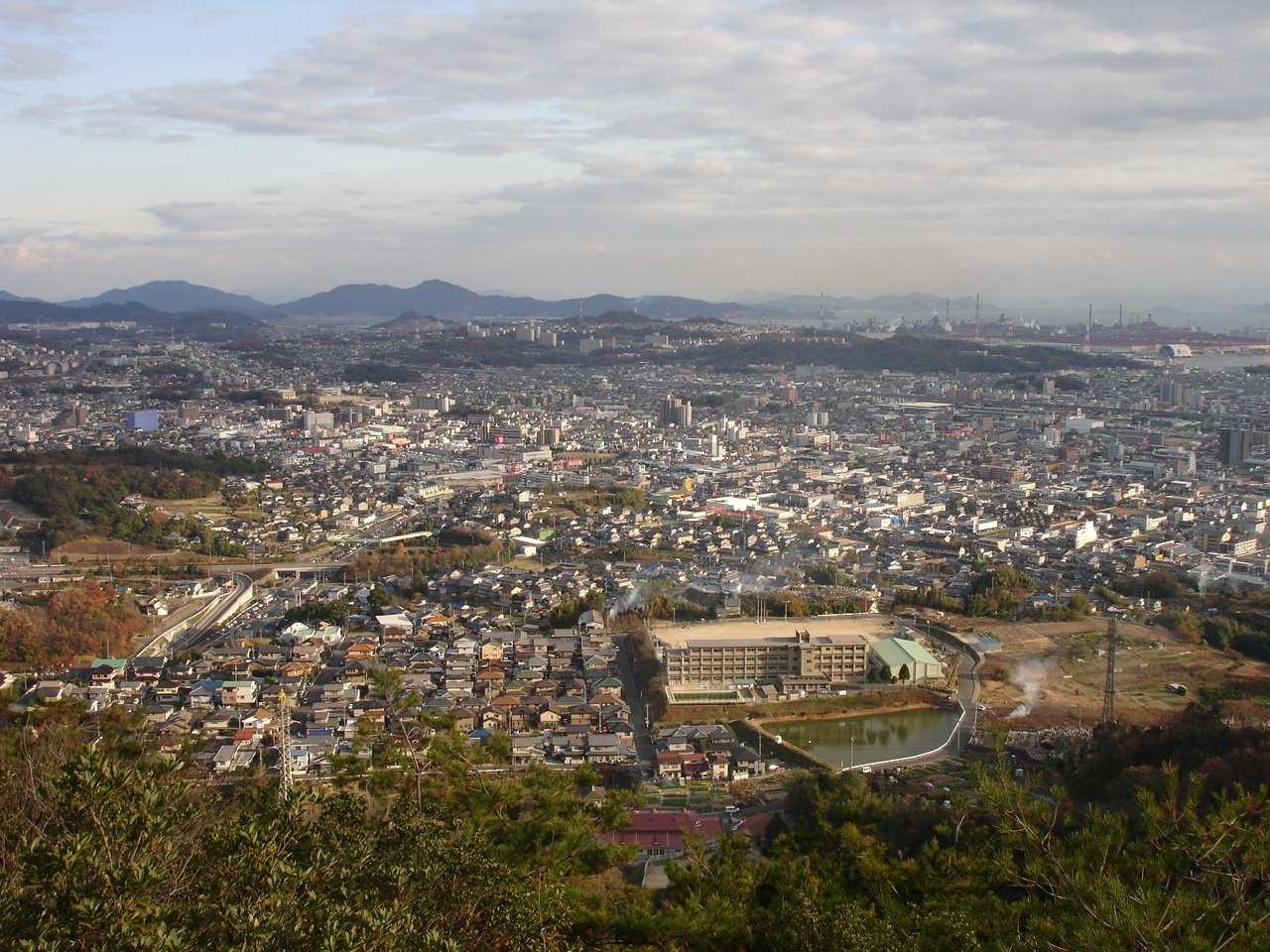
蔵王山から南蔵王・春日地区を望む

福山駅前から東へ約3-5キロ辺りに広がる福山駅前に次ぐ集積を持つ地区である。かつては広大な干拓農地が一面に広がるエリアであったが、平野部は国道182号線バイパスの設置や昭和40年代の大規模区画整理により整備され、山間部も昭和50年代に日本鋼管（現JFE）の住宅団地として伊勢ヶ丘・春日台が開発された。こうした中、市は東部副都心構想を策定してJR東福山駅や福山市民病院（蔵王町）東深津町には当時の日本鋼管が寄贈したプールや小規模な遊園地を併設したメモリアルパークを設置するなどインフラを整備する。そして、蔵王・春日地区の平野部を東西に貫く県道沿いに「イズミ蔵王店（現在のゆめタウン蔵王）」がオープンしたことを皮切りに昭和60年頃から周辺に数多くの郊外型店舗が立地していき、後背地に幕山・伊勢ケ丘・大谷台といった大規模住宅地を抱える地理的条件もあいまり大発展を遂げた。また、昭和63年には山陽自動車道の福山東ICが蔵王町に開通するなど交通の利便性も更に高まり、現在では高層の分譲・賃貸マンション、戸建住宅・オフィスなどの立地も盛んで単なる郊外型商業地ではない高度な集積が形成されている。この他、JR山陽新幹線を隔てた明神町の国道2号線沿いにはヤマダデンキやニトリ・ラウンドワン・フタバ図書・ドン・キホーテなど新たな商業集積ができつつあり、伊勢ケ丘地域ではJFE西日本製鉄所社宅跡地を利用した食品スーパーのハローズやホームセンターのユーホー、TSUTAYA・マクドナルドなどを中核とするショッピングモールがある。

#### 松永（西部）

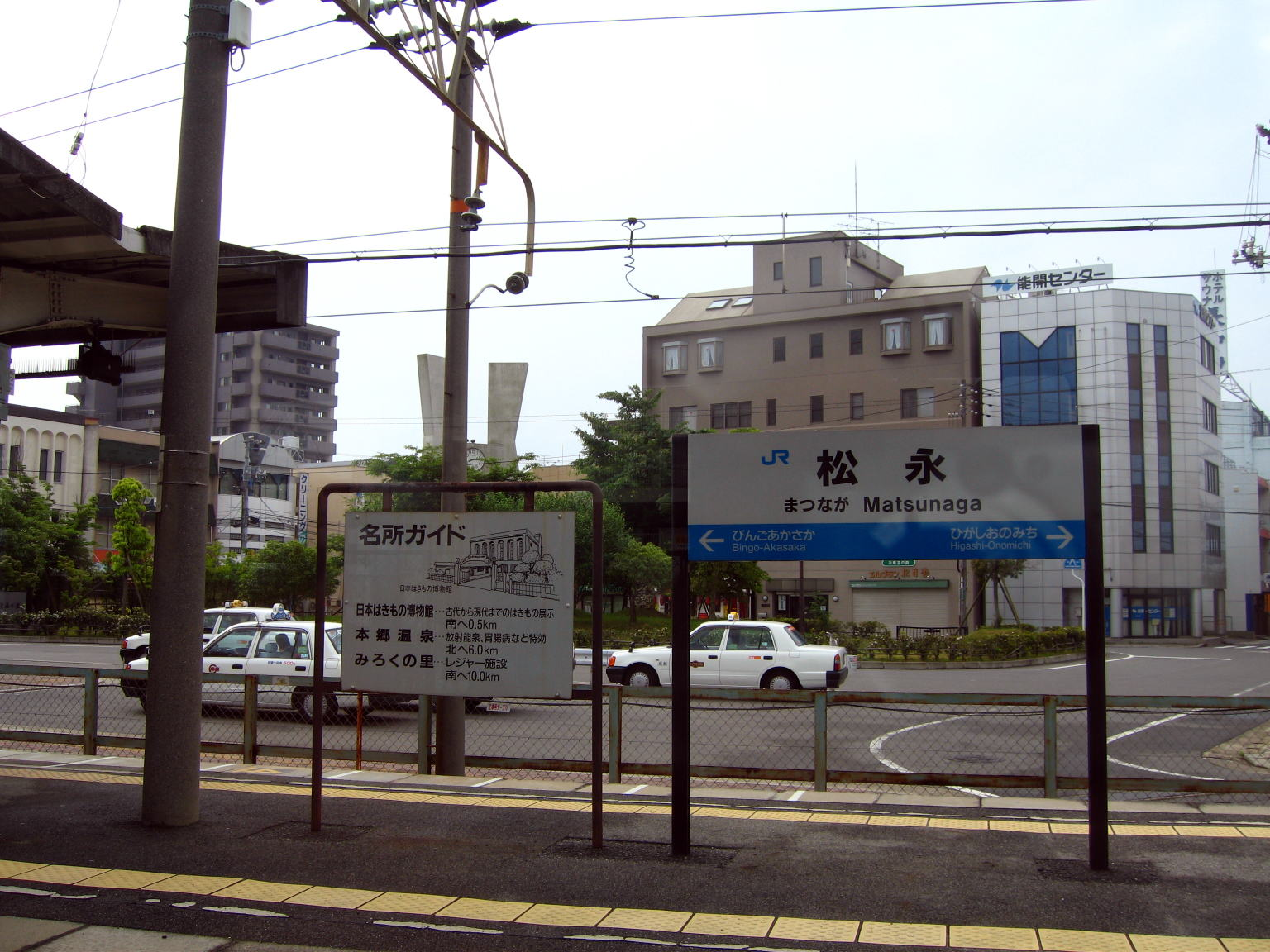
JR松永駅南口

福山駅前から西へ約10キロ辺りにあり、かつては松永市だったが昭和41年に福山市に合併された。江戸時代に水野家家臣の本庄重政の指揮の下、遠浅の海岸地形を干拓して以来製塩業が盛んで、その薪燃料を別利用した下駄製造が二次的に栄えたが、今ではほとんど見られない。昭和35年の国策での塩田廃止後は駅南部の塩田跡地は徐々に埋め立てられ、住宅地や商業地へと変貌している（ロイヤルドライビングスクールは塩田跡地をそのまま利用したもので地表面が周りから比べると明らかに低い。）。
旧松永市時代には中世より宿場町として栄え江戸時代には本陣も置かれた今津地区とを結ぶJR松永駅北部が中心地であったが、駅南側もゆめタウン松永店のオープンを皮切りに郊外型店舗を中心とする集積が進んでいった。また、小規模ではあるが駅南口には歓楽街もある。駅周辺は福山大学の開設の契機に中高層の主に学生向け賃貸マンションが多く立ち並ぶようになった。西側の尾道市との境である高西町は南松永と高西町を繋ぐ架橋が完成したり土地区画整理やヤマダデンキテックランド福山西店の出店などにより市町村合併前は同じ旧高須村地域であった過去を物語るように連続的な集積が出来ている。東側の福山市中心部と松永地区の中間点である津之郷、赤坂、瀬戸地区にも郊外型パワーセンターのサファ福山やライフステージ太陽福山店などが立地している。

#### 駅家・御幸・神辺（北部）
福山駅前から北へ約6-7キロ辺りに広がる地区で駅家地区は昭和50年代に福山市に編入された地域である。長らくJR福塩線の北側の県道沿いにのみ小規模な商店街が形成されるのみであったが、昭和50年代にニチイ駅家店（後にサティになるが現在は撤退し食品スーパーのハローズ主体の駅家モールとなっている）がオープンし、この地区の郊外型店舗のさきがけとなった。そして、これを軸に商業集積が出来ていったが、幾分道路事情が悪かったことなどから商業的中心は国道486号線沿いへと移っていった。
御幸地区は南部の県道沿いに小規模な集積があったのみであったが、北部に国道486号線が開通したことや、福山平成大学や中国中央病院、広島県立ふくやま産業交流館（ビッグローズ）が完成すると神辺平野の中核的な地域となり、現在では国道沿いに駅家地区、神辺地区と連続した商業集積を持っている。
神辺地区は国道313号線沿いや国道182号線沿いの川南・道上地区、旧山陽道（西国街道）沿いに古くからの小規模な商業集積があるのみであったが、JR神辺駅周辺に昭和50年代に郊外型商業施設である天満屋ハピータウン神辺店（現在は撤退して食品スーパーのハートが入店）やニチイ神辺店（サティに衣替えするが撤退しユーホーが出店するが隣接地に移転する）がオープンする。しかし、神辺駅周辺は道路事情が悪いことや御幸地区の発展などから現在は衰退気味である。一方、国道486号線沿いは国道313号線との交差点付近（湯野区画整理事業地内）にパワーセンターであるMrMax（現在はフレスポ神辺モールへ移転）やアクト神辺がオープンし、平成に入り国道486号線が全通して国道182号線と結ばれたことを契機に駅家・御幸地区との連続的集積が形成されていった。そして、平成17年（2005年）に486号線と182号線の交差点付近（道上土地区画整理事業地内）にフジグラン神辺を中心とする大規模商業エリアが完成した。

#### 川口・多冶米・新涯・曙・一文字・水呑（南部）
福山駅前から南へ約4-5キロ辺りに広がる地区であり、川口と多治米は江戸時代初期、新涯（曙、一文字を含む）は幕末に干拓された地域。1970年代の大規模土地区画整理事業以前はバス通り沿いに小規模な商業集積があるのみの田園地帯であった。昭和47年（1972年）に手城町とを隔てる運河に入江大橋が架けられ国道182号線とを結ぶ県道380号線が開通したことを契機にこの通り沿いを中心に郊外型商業施設が建ち始めた。しかし、周辺人口の少なさや海に囲まれた閉鎖的な地理環境などから現在も大規模な集積は生まれていなかった。平成6年（1994年）に駅前大通りから続く道路（福山駅箕島線）が開通し、平成15年（2003年）の芦田川大橋開通により芦田川対岸の水呑町と結ばれ、交通事情が大きく改善している。商業的中心は川口地区から新涯地区へと移っていった。また、芦田川大橋を渡った水呑町も区画整理事業が完了するに伴い商業集積が高まってきている。
ビックボール有する、ボウリング、ビリヤード、漫画店等に隣接するイオン系列のショップモールの撤退後、（2007年）以降からは大規模な総合アミューズメント施設（コロナワールド）が建つ他、観覧車の設置、福山夏祭りの恒例イベントである花火大会を芦田川大橋付近で行うなど近年、賑わいを集めている。人口の増加では駅前周辺に次ぐ増加率である。
各場所にはじじんさんと呼ばれる石造の神様が江戸期に行われた大新涯干拓事業により設置されている。
この区域ではクワイ（芋類の一種）の生産が盛んであり、福山は生産高日本1位（また2010年現在）も記録されている。

#### 箕島・箕沖（南部）
箕島は元々は福山湾内に浮かぶ離島であったが、江戸時代から明治初年に行われた大新涯の干拓により陸続きになった。作物に恵まれた地域である。また近くの茶山には古墳が存在する。
新涯・箕島から2 - 3キロに続く埋立地を箕沖と言い、中国電力の太陽光発電所やエフピコ・日本化薬、各種製造会社、港湾施設などが立ち並ぶ。

#### 新市（北部）
福山駅前から北西へ約15キロ辺りに広がる地区で古代から繁栄した地域で備後一宮（吉備津神社）も鎮座する。県道沿いのJR新市駅付近に小規模な商業集積があったが国道486号沿いの駅家町や府中市との境界付近に一定規模の連続的な商業集積がある。繊維業が盛んで日本三大絣の備後絣発祥の地としても有名。自重堂、コーコスなどのワーキング大手やブルーウェイやカイハラなどジーンズ系大手が本社を構える繊維の街である。

#### 主な大規模小売店
- 天満屋福山店・ポートプラザ店

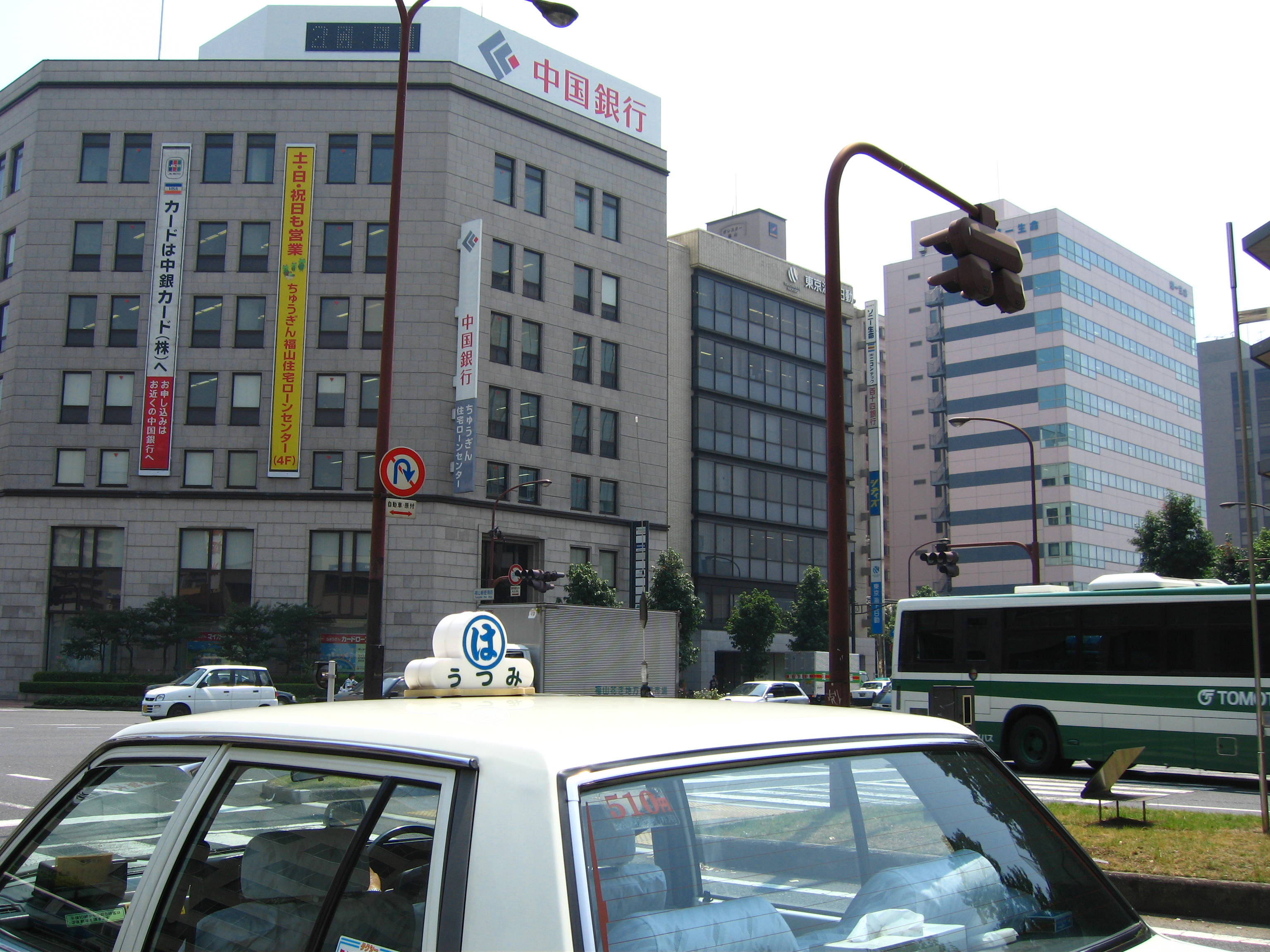
福山市のオフィス街

- サンステーションテラス福山　略称： サンステ福山（旧:福山サントーク、福山駅ビル）
- ポートプラザ日化
  - ゆめタウン福山（かつては広島県内では唯一のイトーヨーカドーで日本最西端の店であった。）
  - 天満屋ハピータウン ポートプラザ店
- ゆめタウン蔵王・ゆめタウン松永
- フジグラン神辺（ショッピングセンター・シネマコンプレックス）
- ヤマダデンキ家電住まいる館YAMADA福山店
- エディオン福山本店
- ニトリ福山店
- フレスポ神辺モール
- ハローズ神辺モール

#### 主要宿泊施設
- アンカーホテル福山
- カンデオホテルズ福山
- キャッスルイン福山
- 景勝館漣亭
- サンホテル福山
- 人生感が変わる宿ここから
- ダイワロイネット福山駅前
- 常石ハーバーホテル
- 東横イン福山新幹線駅前
- 福山オリエンタルホテル
- 福山ターミナルホテル
- 福山ニューキャッスルホテル（市内唯一のシティホテル）
- 福山プラザホテル
- 福山ローズガーデンホテル
- ベッセルホテル福山
- ホテルエリアワン福山
- ホテル鴎風亭
- ホテルグランティア福山SPA RESORT
- ホテル1-2-3 福山
- 丸之内ホテル
- 汀邸遠音近音
- リッチモンドホテル福山駅前
- リブマックス福山駅前

#### 主な大手企業支店一覧
| 都市銀行など - 三菱UFJ銀行 福山支店（旧三菱銀行） - みずほ銀行 福山支店（旧第一勧業銀行、富士銀行） - 三井住友銀行 福山支店（法人専用店舗） - 三井住友信託銀行 福山支店（旧住友信託銀行） - 商工組合中央金庫 福山支店 - 日本政策金融公庫 福山支店 - ゆうちょ銀行福山店 証券会社 - 野村證券 福山支店 - 大和証券 福山支店 - SMBC日興証券 福山支店 - 三菱UFJモルガン・スタンレー証券 福山支店 - みずほ証券 福山支店 - 岩井コスモ証券 福山支店 - 東洋証券 福山支店 - 藍澤證券 福山支店 その他 - NHK 福山支局 - NTT西日本 福山営業支店 - NTTドコモ中国支社 福山支店 - 富士通 福山支店 - 丸紅 福山支店（中国地方唯一の丸紅の支店） - モリト 福山支社 | 損害保険・生命保険会社 - 日本生命保険 福山支社 - 住友生命保険 福山支社 - 朝日生命保険 福山支社 - ソニー生命保険 福山支社 - 第一生命保険 福山営業部 - 太陽生命保険 福山支社 - 大同生命保険 福山支店 - マニュライフ生命保険 福山SO - ジブラルタ生命保険 福山支部 - 東京海上日動火災保険 福山支店 - 三井住友海上火災保険 福山支社 - 損害保険ジャパン 福山支社・福山中央支社 - 明治安田生命保険 福山支社 - 富国生命保険 福山営業部 - 大樹生命保険 福山統括営業部 - あいおいニッセイ同和損害保険 福山支社 - アクサ生命保険 福山営業所 - 共栄火災海上保険 福山支社 - 日新火災海上保険 福山支社 - AIG損害保険 福山支店 - かんぽ生命保険福山支店 |

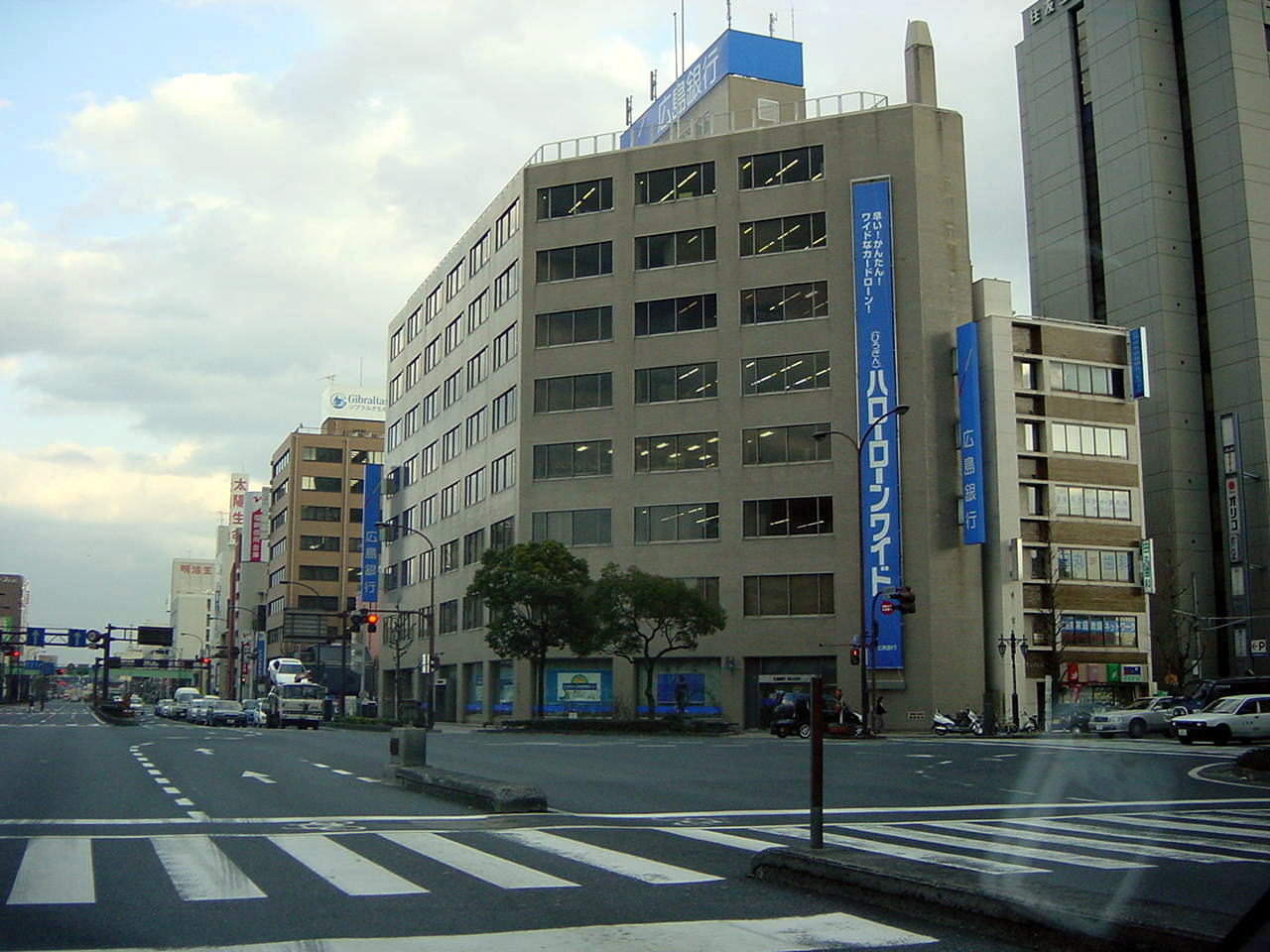
国道2号沿いの福山市のオフィス街

### 市内に本・支店をおく地方金融機関支店一覧
指定金融機関は中国銀行（西暦の偶数年度）と広島銀行（西暦の奇数年度）の輪番制。
地方銀行
- 広島銀行福山営業本部・福山西・福山胡町・福山手城・福山春日・福山南・福山蔵王・福山川口・福山瀬戸・鞆・松永・松永南・駅家・新市・千年・神辺・神辺西各支店・イトーヨーカドー福山店出張所
- 中国銀行福山・福山胡町・松永・鞆・駅家・神辺・新市・千年・福山春日・福山西・福山東・福山南各支店
- 山口銀行福山支店
- 山陰合同銀行福山支店
- 伊予銀行福山支店
- 百十四銀行福山支店
- 西日本シティ銀行福山支店

第二地方銀行
- もみじ銀行福山地区本部・松永・福山南・蔵王・神辺・福山中央・福山東・福山西各支店・住宅センター福山・福山御船・川口・手城・御幸・春日各出張所
- トマト銀行福山支店
- 香川銀行福山支店
- 愛媛銀行福山支店

信用金庫・信用組合等
- JA福山市 本店など支店多数
- 中国労働金庫（ろうきん）福山支店・蔵王支店・鋼管町支店
- しまなみ信用金庫福山営業部・鞆・伊勢丘・曙・蔵王・草戸・水呑向丘・手城・山手・東・福山ロッツ・駅家・神辺・松永各支店
- 備後信用組合本店営業部・神辺・横尾・新市・宮内・駅家・千年・福山南・木之庄・加茂・芦田各支店・内海出張所
- 両備信用組合福山・福山東・神辺・新市・金丸・駅家各支店
- 広島信用金庫福山光南支店・福山春日支店
- 広島県信用組合福山・福山東・松永・松永南各支店・赤坂出張所
- 広島県信漁連福山支店
- 朝銀西信用組合福山支店
- 信用組合広島商銀福山支店

地方証券会社
- ひろぎん証券福山支店

## 教育
1970年代より、同和団体による教育への過剰な干渉が広島県で問題となった。福山市は府中市や芦品郡、世羅郡などとともに、それらの問題が激しかった地区である。国会で問題視され文部省による是正措置が行われた後は解消しつつある。

### 小学校
公立
- 福山市立赤坂小学校
- 福山市立曙小学校
- 福山市立旭小学校
- 福山市立旭丘小学校
- 福山市立網引小学校
- 福山市立有磨小学校
- 福山市立泉小学校
- 福山市立伊勢丘小学校
- 福山市立遺芳丘小学校
- 福山市立駅家小学校
- 福山市立駅家西小学校
- 福山市立駅家北小学校
- 福山市立大谷台小学校
- 福山市立大津野小学校
- 福山市立春日小学校
- 福山市立霞小学校
- 福山市立金江小学校
- 福山市立神村小学校
- 福山市立加茂小学校
- 福山市立川口小学校
- 福山市立川口東小学校
- 福山市立神辺小学校
- 福山市立熊野小学校
- 福山市立桜丘小学校
- 福山市立山南小学校
- 福山市立蔵王小学校
- 福山市立新市小学校
- 福山市立新涯小学校
- 福山市立樹徳小学校
- 福山市立瀬戸小学校
- 福山市立千田小学校
- 福山市立高島小学校
- 福山市立竹尋小学校
- 福山市立多治米小学校
- 福山市立中条小学校
- 福山市立常金丸小学校
- 福山市立津之郷小学校
- 福山市立坪生小学校
- 福山市立手城小学校
- 福山市立戸手小学校
- 福山市立長浜小学校
- 福山市立西小学校
- 福山市立西深津小学校
- 福山市立野々浜小学校
- 福山市立光小学校
- 福山市立東小学校
- 福山市立引野小学校
- 福山市立久松台小学校
- 福山市立日吉台小学校
- 福山市立広瀬学園小学校
- 福山市立深津小学校
- 福山市立福相小学校
- 福山市立藤江小学校
- 福山市立本郷小学校
- 福山市立幕山小学校
- 福山市立松永小学校
- 福山市立道上小学校
- 福山市立緑丘小学校
- 福山市立南小学校
- 福山市立御野小学校
- 福山市立箕島小学校
- 福山市立水呑小学校
- 福山市立御幸小学校
- 福山市立明王台小学校
- 福山市立宜山小学校
- 福山市立柳津小学校
- 福山市立山手小学校
- 福山市立湯田小学校
- 福山市立常石ともに学園

私立
- 英数学館小学校
- 福山暁の星小学校
- ぎんがの郷小学校

### 中学校
国立
- 広島大学附属福山中学校

市立
- 福山市立芦田中学校
- 福山市立駅家中学校
- 福山市立駅家南中学校
- 福山市立鳳中学校
- 福山市立加茂中学校
- 福山市立神辺中学校
- 福山市立神辺西中学校
- 福山市立神辺東中学校
- 福山市立幸千中学校
- 福山市立至誠中学校
- 福山市立新市中央中学校
- 福山市立城西中学校
- 福山市立城東中学校
- 福山市立城南中学校
- 福山市立城北中学校
- 福山市立精華中学校
- 福山市立誠之中学校
- 福山市立済美中学校
- 福山市立大成館中学校
- 福山市立大門中学校
- 福山市立鷹取中学校
- 福山市立中央中学校
- 福山市立東朋中学校
- 福山市立培遠中学校
- 福山市立東中学校
- 福山市立一ツ橋中学校
- 福山市立広瀬学園中学校
- 福山市立福山中学校
- 福山市立松永中学校
- 福山市立向丘中学校

私立
- 盈進中学校
- 英数学館中学校
- 福山暁の星女子中学校
- 近畿大学附属広島中学校福山校
- 銀河学院中学校

### 義務教育学校
公立
- 福山市立鞆の浦学園
- 福山市立想青学園

### 高等学校

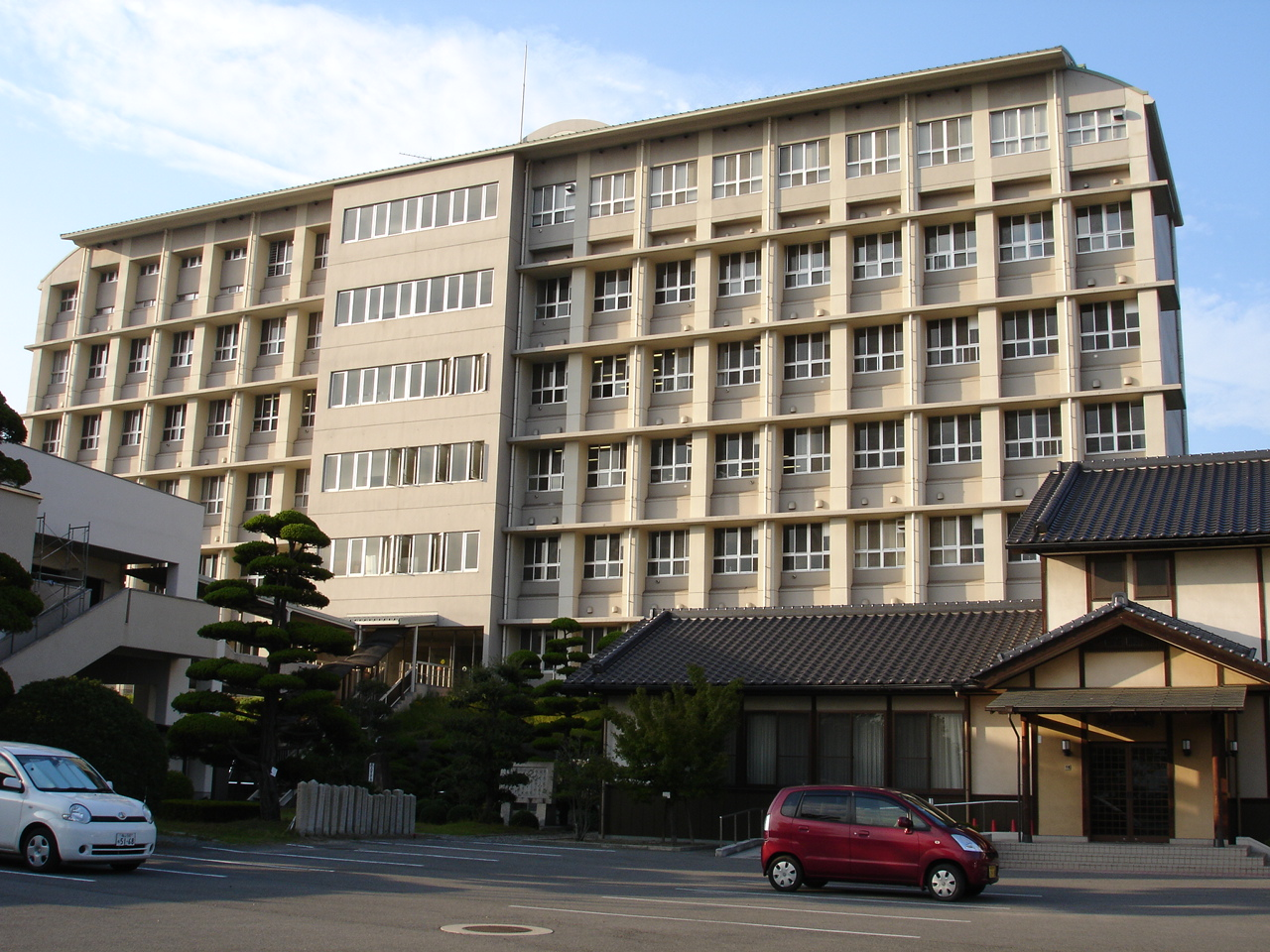
広島県立福山誠之館高等学校

国立
- 広島大学附属福山高等学校

県立
- 広島県立芦品まなび学園高等学校
- 広島県立神辺高等学校
- 広島県立神辺旭高等学校
- 広島県立沼南高等学校
- 広島県立大門高等学校
- 広島県立戸手高等学校
- 広島県立東高等学校
- 広島県立福山葦陽高等学校
- 広島県立福山工業高等学校
- 広島県立福山商業高等学校
- 広島県立福山誠之館高等学校
- 広島県立福山明王台高等学校
- 広島県立松永高等学校

市立
- 福山市立福山高等学校

私立
- 盈進高等学校
- 英数学館高等学校
- 近畿大学附属広島高等学校福山校
- 銀河学院高等学校
- 東林館高等学校
- 並木学院福山高等学校
- 福山暁の星女子高等学校

### 大学

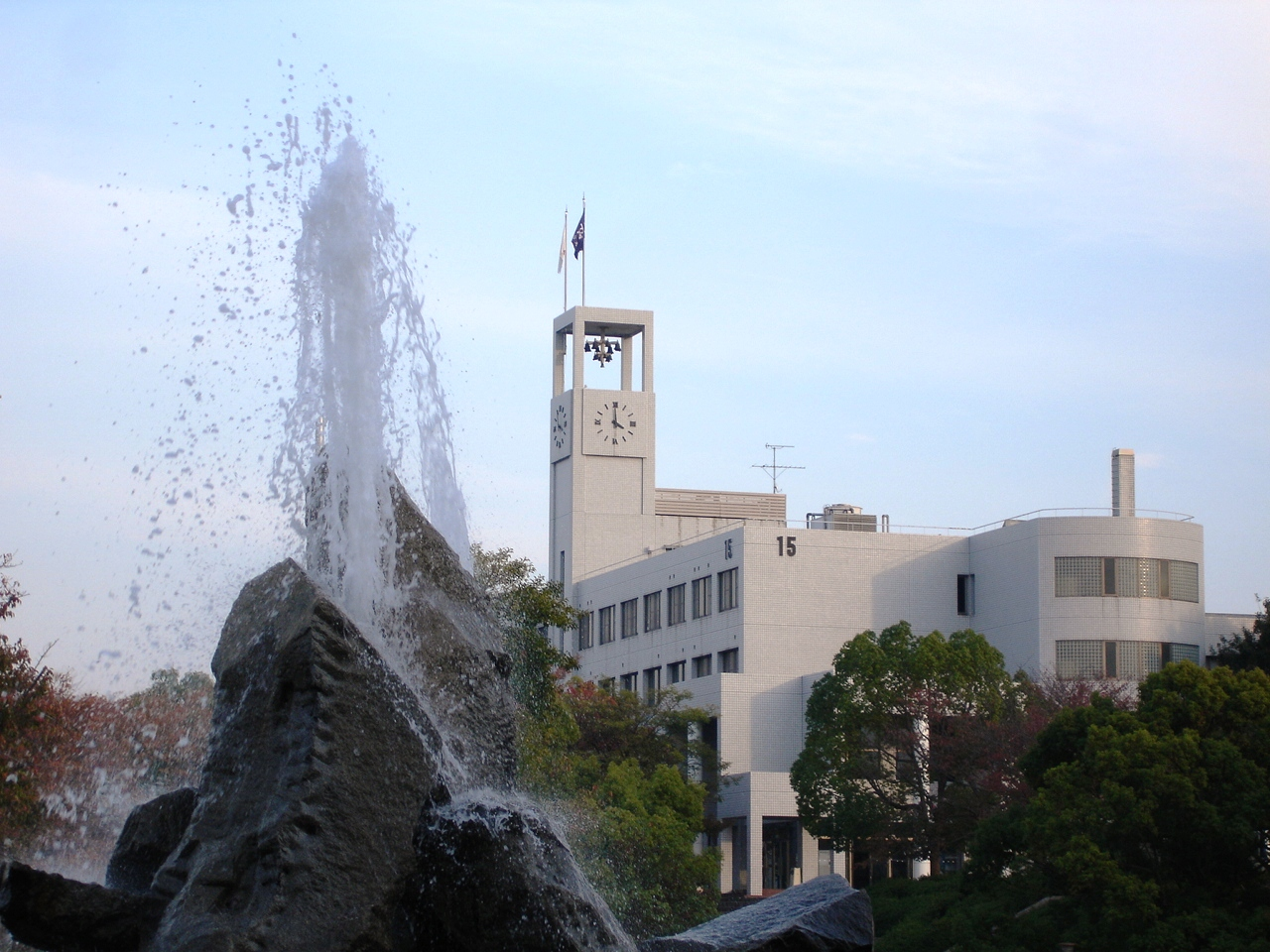
福山大学

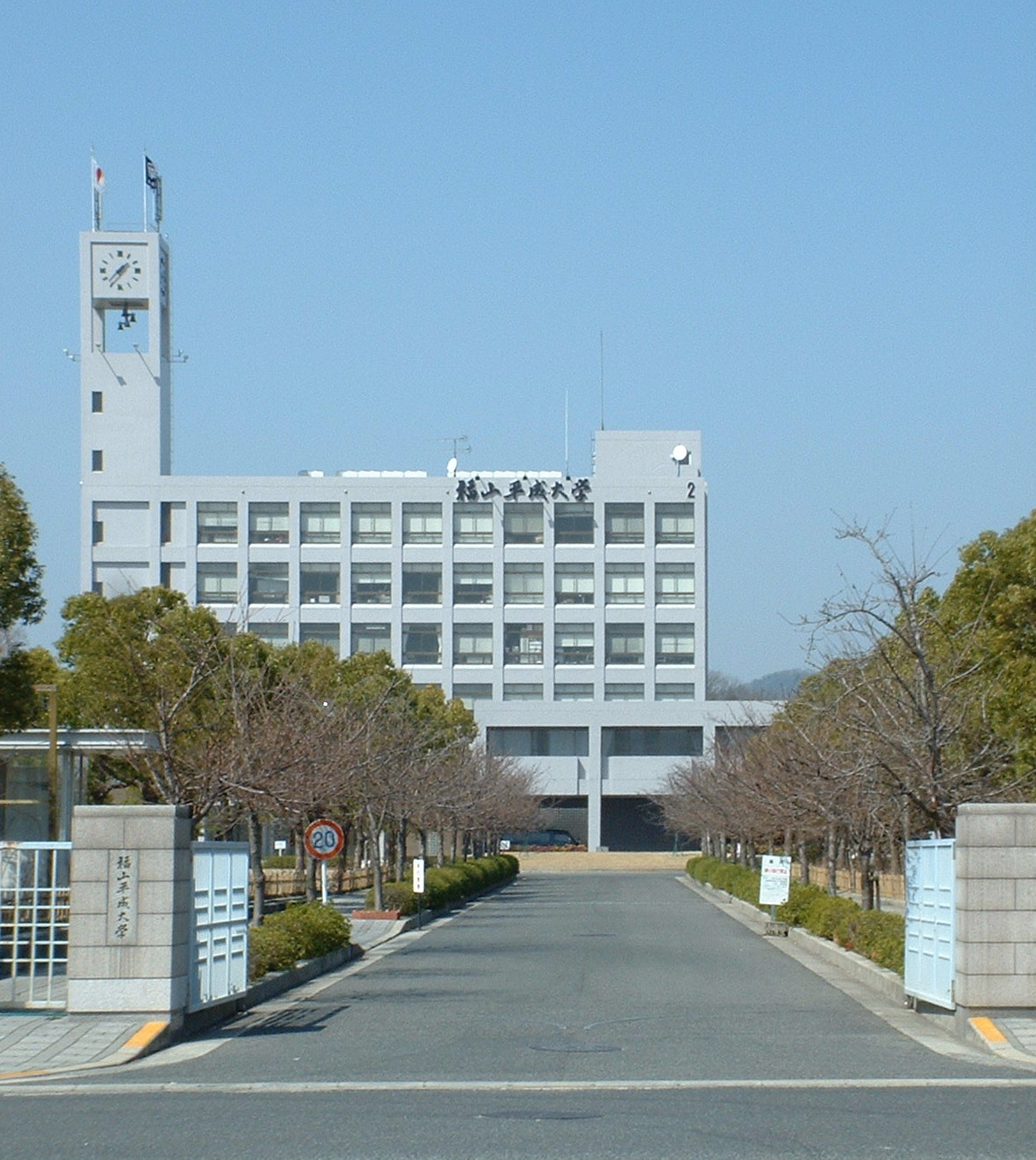
福山平成大学

公立
- 福山市立大学（大学院併設）

私立
- 福山大学（大学院併設）
- 福山平成大学（大学院併設）

### 専門学校
私立
- 学校法人穴吹学園
  - 穴吹医療福祉専門学校
  - 穴吹情報デザイン専門学校
  - 穴吹調理製菓専門学校
  - 穴吹動物専門学校
  - 穴吹ビューティ専門学校
- 朝日医療専門学校福山校
- 広島県東部美容専門学校
- ファッションビジネス・アカデミー福山
- 福山市医師会看護専門学校
- 福山市歯科医師会附属福山歯科衛生士学校
- 福山福祉専門学校
- 福山ペットビジネス専門学院
- 福山YMCA学園
- 福山YMCA国際ビジネス専門学校
- 弥勒の里国際文化学院日本語学校

### その他の教育機関
県立
- 沼隈特別支援学校
- 福山北特別支援学校
- 福山特別支援学校

### 学校教育以外の施設
独立行政法人高齢・障害・求職者雇用支援機構立
- 中国職業能力開発大学校付属福山職業能力開発短期大学校（公共職業能力開発施設）

県立
- 福山高等技術専門校（公共職業能力開発施設）

### 統廃合および廃止された教育機関
幼稚園
- 福山市立坪生西幼稚園

小学校
- 福山市立郷分小学校
- 福山市立山手小学校
- 福山市立山野北小学校
- 駅家町立自彊小学校
- 駅家町立近田小学校
- 新市町立常金丸小学校山形分校
- 新市町立藤尾小学校
- 内海町立田島小学校
- 内海町立横島小学校
- 神辺町立中条小学校三谷分校
- 沼隈町立山南小学校横倉分校
- 沼隈町立山南小学校菅田分校
- 福山市立走島小学校
- 福山市立鞆小学校
- 福山市立内浦小学校
- 福山市立内海小学校
- 福山市立能登原小学校
- 福山市立千年小学校
- 福山市立常石小学校
- 福山市立広瀬小学校
- 福山市立山野小学校

中学校
- 福山市立第四中学校
- 福山市立走島中学校宇治島分校
- 福山市立本郷中学校
- 駅家町立服部中学校
- 内海町立西中学校
- 内海町立東中学校
- 神辺町立中条中学校
- 神辺町立安那中学校
- 新市町立常金丸中学校
- 新市町立藤尾中学校
- 福山市立鞆中学校
- 福山市立走島中学校
- 福山市立千年中学校
- 福山市立内海中学校
- 福山市立広瀬中学校
- 福山市立常金中学校
- 福山市立山野中学校

高等学校
- 広島県神辺高等学校山野分校
- 広島県立神辺工業高等学校自彊分校（→広島県立自彊高等学校）
- 増川学園増川高等学校
- 広島県立北陽高等学校
- 広島県立戸手商業高等学校（→広島県立戸手高等学校）
- 広島県立至誠高等学校（→広島県立戸手高等学校）
- 広島県立自彊高等学校

専門学校
その他の教育機関
学校教育以外の施設

## 方言
- 福山弁と呼ばれ、この地域にあった備後弁を基礎に成り立った方言。岡山弁など東山陽地方の方言と同様に連母音の融合の傾向が強く、例えば赤い（akai）が[akæː]（アケァー）等に発音される。一方で三河弁と共通の表現が使われることが特徴で、岡山弁と明確な線引きをすることができる。なお岡山県内でも井原市・笠岡市など旧福山藩であった地域は福山弁と差異がほとんどない。県名から広島市など安芸地方の方言（広島弁）と混同されることも多いが、広島県はかつて西部の安芸地方を領有した広島藩と東部、備後地方を支配した福山藩に分かれていたため県内での方言の差異が大きい。
- 市内でも古くから海運で栄えた鞆の浦など上方方言の影響を受けている地域がある。

## 名所・旧跡・観光スポット・祭事・催事

### 文化財

#### 国宝
- 明王院五重塔（草戸町）
- 明王院本堂（草戸町）
- 太刀　銘　正恒（福山市所有、ふくやま美術館保管）[注 6]
- 太刀　銘　国宗（福山市所有、ふくやま美術館保管）
- 太刀　銘　吉房（福山市所有、ふくやま美術館保管）
- 太刀　銘　則房（福山市所有、ふくやま美術館保管）
- 太刀　銘　筑州住左（江雪左文字）（福山市所有、ふくやま美術館保管）
- 短刀　銘　左/筑州住（太閤左文字）（福山市所有、ふくやま美術館保管）
- 短刀　銘　国光（名物会津新藤五）（福山市所有、ふくやま美術館保管）

#### 重要文化財（国指定）
- 福山城伏見櫓（京都伏見城より後述の筋鉄御門と伴に江戸時代初期に移築・丸之内一丁目）
- 福山城筋鉄御門（丸之内一丁目）
- 沼名前神社能舞台（鞆町・沼名前神社境内・京都伏見城にあったもの）
- 鞆の浦太田家住宅・太田家住宅朝宗亭（鞆町）
- 鞆の浦備後安国寺釈迦堂（鞆町）
- 木造十一面観音立像（草戸町・明王院蔵）
- 木造阿弥陀如来及両脇侍立像（鞆町・安国寺蔵）
- 木造法燈国師坐像（鞆町・安国寺蔵）
- 磐台寺観音堂（沼隈町）
- 備後吉備津神社本殿（新市町）
- 木造狛犬（新市町・吉備津神社蔵）
- 毛抜形太刀 五阿弥長行作（新市町・吉備津神社蔵）
- 毛抜形太刀 五阿弥長行作（新市町・吉備津神社蔵）
- 毛抜形太刀 正光作（新市町・吉備津神社蔵）
- 毛抜形太刀 正光作（新市町・吉備津神社蔵）
- 太刀 銘国清（福山市所有、ふくやま美術館保管）
- 太刀 銘備州長船兼光 延文三年二月日（福山市所有、ふくやま美術館保管）
- 短刀 銘光包（福山市所有、ふくやま美術館保管）
- 太刀 銘備前国住長船盛景（福山市所有、ふくやま美術館保管）
- 短刀 朱銘貞宗（名物朱判貞宗）（福山市所有、ふくやま美術館保管）
- 刀 無銘 伝 来国光（福山市所有、ふくやま美術館保管）
- 草戸千軒町遺跡出土品（西町・県立歴史博物館蔵）

#### 特別史跡
- 廉塾ならびに菅茶山旧宅（神辺町）

#### 史跡（国指定）
- 福山城（丸之内一丁目）
- 宮の前廃寺跡（蔵王町）
- 朝鮮通信使遺跡鞆福禅寺境内（鞆町）
- 備後一宮（桜山茲俊挙兵伝説地・新市町・吉備津神社境内、櫻山城、鳶尾城）
- 二子塚古墳（駅家町・備後地区最大の前方後円墳）

#### 名勝（国指定）
- 鞆公園（鞆の浦） - 瀬戸内海国立公園での最初の指定地 世界遺産候補地

#### 天然記念物（国指定）
- 法宣寺天蓋マツ（鞆町）

#### 重要有形民俗文化財（国指定）
- 福山市松永はきもの資料館（旧日本はきもの博物館、旧日本郷土玩具博物館の資料を引き継ぐ）

#### 国登録有形文化財建造物
- 福寿会館 - 「鰹節王」安部和助氏の旧別宅。文化財の洋館と日本庭園、和風本館で構成される
- 福山誠之館高等学校記念館
- 南禅坊（鞆町） - 本堂・山門
- 信岡邸（信岡フラット・ミュージアム）（新市町）

#### その他
- 蓮興山正教寺 (北吉津町・広島県内で最初に建立された日蓮正宗寺院)
- 神勝寺（天心山神勝禪寺）
- 山中鹿之助首塚（鞆町）
- 草戸稲荷神社（草戸町・例年正月には40万人以上の参拝者が訪れる）
- 三蔵稲荷神社（丸之内一丁目・水野氏ゆかり）
- 備後護国神社（旧阿部神社・宮本武蔵腰掛石・丸之内二丁目）
- 福山八幡宮（福山城下総鎮守・北吉津町）
- 備後国分寺（唐尾山醫王院國分寺、神辺町）
- 相方城跡（新市町）
- 素戔嗚神社（新市町）
- 大滝神社（新市町）
- 金名の郷頭（新市町）
- 厚山宝篋印塔（新市町）
- 宮脇遺跡（新市町）
- 尾市1号墳（新市町）
- 堂々川砂留群（神辺町・福山藩によって築造された砂防ダム）
- 別所砂留
- 大谷砂留
- 賢忠寺（南陽山賢忠禪寺）
- ばら公園
- 福山グリーンライン（沼隈半島の尾根を鞆の浦まで走る観光道路 福山市街地や倉敷市の瀬戸大橋、香川、愛媛県などの四国方面が一望できる。）
- ロマンチック街道313
- 四川ダム
- 道の駅アリストぬまくま

### スポーツ施設
- 福山市民球場（プロ野球公式戦も開催される）
- 福山市竹ヶ端運動公園陸上競技場
- エフピコアリーナふくやま（福山市総合体育館、福山競馬場跡地に建設）
- ローズアリーナ
- 福山市武道館
- みろくの里神勝寺球場

### レジャー
- 福山市立動物園
- みろくの里（複合テーマパーク・温泉）
- 福山メモリアルパーク（遊園地）
- 鞆の浦温泉
- 本郷温泉
- 俄山弘法大師堂 - 名水、ラジウム温泉

### スポーツ
- 社会人野球
  - JFE西日本硬式野球部 - 都市対抗野球大会の常連出場チーム。福山市と岡山県倉敷市の両市を本拠地としている。
  - ツネイシブルーパイレーツ
  - 福山ローズファイターズ
  - NKK硬式野球部（旧：日本鋼管福山野球部） - 2002年に解散。
- 中国サッカーリーグ
  - 福山シティFC - 福山市を中心とした備後エリアを本拠地としている。
- 高等学校では誠之館高校のラグビー部、葦陽高校のサッカー部、神辺旭高校のバレー部、近大福山高校の卓球部、柔道部、野球部が特に強豪校。

### ボーイスカウト
- ボーイスカウト福山第2団

### 観光・芸術

#### 博物館・資料館
- 福山市立福山城博物館（丸之内一丁目）
- 広島県立歴史博物館（草戸千軒町遺跡の出土品を展示・丸之内一丁目）
- 福山市松永はきもの資料館（松永町）2015年7月に開館 ※館内に「宮沢喜一記念館」（仮称）来年春オープン予定[56]
- 福山自動車時計博物館（クラシックカー時計・木之庄町）
- 福山市しんいち歴史民俗博物館（新市町）
- 福山市立鞆の浦歴史民俗資料館（旧鞆城跡）
- 菅茶山記念館（神辺町）
- 福山市神辺歴史民俗資料館（神辺町）
- 神辺本陣（神辺町・山陽道の宿場町）

#### 美術館
- 福山市立ふくやま美術館（西町二丁目）
- 福山市立ふくやま書道美術館（西町二丁目・ふくやま美術館2階）
- 福山市立ふくやま文学館（井伏鱒二の書を中心に展示・丸之内一丁目）
- しぶや美術館（本町・福山通運創業者澁谷昇氏の絵画コレクションを展示）
- 中川美術館（中国古代美術・熊野町）

#### 図書館
- まなびの館ローズコム - 福山市中央図書館、福山市生涯学習プラザなどの複合施設。2008年7月1日開館。霞町一丁目・中央公園の一角にある。
- 沼隈図書館 （沼隈町）
- 松永図書館 （松永町）
- 東部図書館 （伊勢丘）
- かんなべ図書館 （神辺町）
- 北部図書館 （駅家町）
- 新市図書館 （新市町）
- 水呑分室 （水呑町）

#### その他
- 福山市立動物園
- リーデンローズ（福山市総合文化ホール・コンサートホール等に用いられる）
- 広島県東部県民文化センター（エストパルク・ホール）
- ビッグ・ローズ（広島県立ふくやま産業交流館・各種大規模イベントに用いられる）
- 福山市立神辺文化会館（ホール）
- 福山市中央公民館
- 福山市沼隈サンパル文化センター（ホール）

#### 閉館
- アンクル船長の館（沼隈町）2009年9月閉館
- 日本はきもの博物館（松永町・世界唯一の“はきもの”にテーマをしぼった博物館）2013年11月に閉館
- 日本郷土玩具博物館（松永町）2013年11月に閉館

### 祭り
- たじり杏まつり（3月・田尻町）
- 福山ばら祭（5月・市内中心部で行われる福山最大の祭り[7]）
- お手火祭り（7月上旬・鞆町・沼名前神社・別名「お手火神事」）
- 祇園祭（けんか御輿）（7月中旬・新市町・素盞嗚神社
- 二上り踊り（8月・福山駅前大通り・久松通り）
- 市立大祭（11月下旬・新市町・吉備津神社）
- 東村かかし祭り（12月・東村町）
- ゲタリンピック（開催終了[57]）

### 福山市の名産品
| - 下駄（主に松永地区・全国の8割を生産） - 琴（福山琴として地域団体商標に認定・全国の7割を生産） - 保命酒（鞆町・滋養酒） - びんご畳表（松永・沼隈地区） - 備後絣（日本三大絣の一つ、新市・芦田町） - 繊維・ワーキングウェア（新市・駅家・神辺地区） - クワイ（福山のくわい。主に新涯町・全国の8割を生産） - 青大（巨大キュウリ 全国一の産地） - アスパラ（主に新市） - デニム（主に新市・神辺地区） - ぶどう（沼隈町） | - 桃（神辺町） - 海産物（鞆町・内海町） - てんぷら（油で揚げた小魚類の練り物） - 福山ラーメン - とんど饅頭（虎屋本舗） - 仙酔仙人（マロンドール洋菓子店・モンドセレクション特別金賞を受賞） - アンズ（田尻地区） - かき醤油（株式会社アサムラサキ） - 寺岡家のたまごにかけるお醤油（寺岡有機醸造株式会社） |

## 福山市出身・ゆかりの主な著名人

### 公人
- 宮澤裕（政治家、喜一の父、小川平吉の女婿）
- 宮澤喜一（第78代内閣総理大臣・元衆議院議員）（出生地は東京）
- 宮澤洋一（第19・20代経済産業大臣、自民党参議院議員）
- 廣田精一（電気工学者、私立電機学校(現東京電機大学)設立者）
- 頼母木桂吉（元東京市長）
- 丸山鶴吉（警視総監・宮城県知事を歴任）
- 井上角五郎（実業家・元衆議院議員）
- 岡本半次郎
- 石井卓雄（陸軍少佐、クァンガイ軍政学校教官。ベトナム独立戦争で戦死）
- 塩村文夏（参議員議員、元タレント・放送作家）
- 田辺昌彦（広島県副知事）
- 小野申人（府中市長）
- 宮口治子（参議院議員、元アナウンサー）

### 実業家
- 森下博（森下仁丹創業者・鞆町）
- 佐藤勇二（三菱自動車工業初代社長）
- 渋谷昇（福山通運、ベッセルの創業者、初代社長。しぶや美術館、福山通運渋谷長寿健康財団、財団法人渋谷育英会の創設者。元福山市市議会議員）
- 高木養根（日本航空社長）
- 髙橋知道（RPAホールディングス創業者）
- 竹鶴威（ニッカウヰスキー元社長、ニッカウヰスキー第2代マスターブレンダー）
- 須野田誠（早稲田アカデミー創業者）
- 寺田和正（サマンサタバサ ジャパン リミテッド創業者・現社長）
- 岡本泰彦（ライク創業者・現社長）
- 守屋寿（メリルリンチ日本証券元会長、広島県立歴史博物館守屋寿コレクション蒐集）
- 平田淳（IT企業経営者、芸能プロダクション ユニバーサルコレクション 代表取締役、マンガ大賞選考員）
- 内田修（フランス日本人ワイン醸造家）
- 池田亮次（日立製作所取締役、創業期社員、同社の発展に貢献）

### 文化人
- 青山圭秀（医学者）
- 池庄司敬信（政治学者）
- 坂田勝（工学者）
- 佐野俊二（医学者）
- 清水郁太郎（医学博士）
- 河村博旨（函館大学元学長）、法学者
- 片山金章（中央大学元学長）
- 袴田茂樹（政治学者）
- 占部都美（経営学者）
- 山田政治（九州国際大学元学長、島根大学名誉教授）、政治学者
- 井伏鱒二（小説家）
- 小泉成一（洋画家）
- 高橋秀（画家、版画家、彫刻家・2020年度文化功労者）
- 野田正明（彫刻家）
- 小山祐士（劇作家）
- 近藤千雄（翻訳家、作家）
- 葛原しげる（童謡作詞家、“夕日”作詩者）
- 島田荘司（推理作家）
- 羽仁礼（ノンフィクション作家）
- 柳井隆雄（脚本家）
- 武田五一（建築家、京都市役所などを手がける）
- 藤井厚二（建築家、聴竹居などを手がける）
- 藤本寿徳（建築家）
- 榮久庵憲司（インダストリアルデザイナー、青年期を福山市で過ごす）
- 坂本万七（写真家）
- 大島衣恵（喜多流能楽師、父は大島政允、祖父は大島久見）
- 友竹正則（声楽家、「くいしん坊!万才」レポーター）
- 藤岡宣男（声楽家）
- 藤家虹二（音楽家・ジャズクラリネット奏者）
- 吉川英史（音楽学者）
- 中野裕之（映画監督、『RED SHADOW 赤影』・SFシリーズ）
- 佐藤雄三（アニメ演出家、アニメ監督）
- 羽原信義（はばらのぶよし、アニメ演出家）
- 石田敦子（漫画家、アニメーター）
- 田中将賀（アニメーター）
- もりたじゅん（漫画家、本宮ひろ志の妻）
- 満田拓也（漫画家）
- とだ勝之（漫画家）
- 箱田真紀（漫画家）
- 松田洋子（漫画家）
- 村岡達子（宗教家）
- 松下知代（筝曲演奏者）
- 宇田要之助（洋画家）

### 芸能人
- 三谷昇（俳優）
- 小林克也（DJ、ラジオパーソナリティ、俳優）
- 金児憲史（俳優）
- 土佐和成（俳優）
- 毎熊克哉（俳優）
- 緒川たまき（女優、小学校 - 高校在学時まで在住）
- 京野ことみ（女優）
- 西田尚美（女優）
- 國武綾（女優）
- 千葉早智子（女優）
- 暁千星（宝塚歌劇団星組男役）
- 町本絵里（女優、2004年度ミス・ユニバース日本代表）
- 横山知枝（女優、元やまだかつてないWink）
- 福山潤（声優）
- 平井誠一（声優）
- 速水けんたろう（タレント、だんご3兄弟）
- 天津・天津飯大郎（お笑いタレント）
- 白石知世（タレント）
- 杉原杏璃（グラビアアイドル）
- 菜乃花（グラビアアイドル）
- 豊田ルナ（グラビアアイドル）
- 村上友梨（グラビアアイドル）
- エムラミノル（ミュージシャン）
- 大本彩乃（アイドル歌手、アーティスト、Perfume）[58]
- 岡峰光舟（ミュージシャン、THE BACK HORN）
- 小原春香（タレント、元SDN48、元AKB48）
- ak（ミュージシャン、作曲家）
- 国岡真由美（ミュージシャン、ICE ボーカリスト）
- 五味岡たまき（アイドル歌手、元おニャン子クラブ）
- 崎谷健次郎（ミュージシャン、シンガーソングライター、音楽プロデューサー、福山市民の歌「流れによせる歌」（1979年）の作曲者）
- 森恵（シンガーソングライター）
- 世良公則（ミュージシャン、俳優）
- tasuku（ミュージシャン）
- 樽木栄一郎（ミュージシャン）
- 寺岡呼人（ミュージシャン、元JUN SKY WALKER(S)）
- 藤井一彦（ミュージシャン、ザ・グルーヴァーズ）
- 藤井謙二（ミュージシャン、元MY LITTLE LOVERギタリスト）
- 楢﨑誠（ミュージシャン、Official髭男dismのベーシスト・サックス）
- Mas Sawada（ミュージシャン、元初代ツイストのリーダー、音楽プロデューサー）
- メガテラ・ゼロ（歌手）
- 和田まあや（アイドル歌手、元乃木坂46）[59]

### スポーツ選手
- 株本義久（元大相撲力士）
- 備州山大八郎（1940年代〜1950年代に活躍した大相撲力士、最高位・関脇。幕内優勝1回）
- 小川邦和（元プロ野球選手）
- 藤井康雄（元プロ野球選手、阪急ブレーブス→オリックス・ブレーブス→オリックス・ブルーウェーブ）
- 浅野啓司（元プロ野球選手）
- 箱田淳（元プロ野球選手）
- 神崎安隆（元プロ野球選手）
- 江草仁貴（元プロ野球選手、阪神タイガース→埼玉西武ライオンズ→広島東洋カープ）
- 上本博紀（元プロ野球選手）
- 上本崇司（広島東洋カープ選手、上本博紀の弟）
- 江村将也（元プロ野球選手）
- 江村直也（元プロ野球選手、千葉ロッテマリーンズ、江村将也の弟）
- 大田泰示（元プロ野球選手、読売ジャイアンツ→北海道日本ハムファイターズ→横浜DeNAベイスターズ）
- 森原康平（横浜DeNAベイスターズ選手）
- 田内真翔（横浜DeNAベイスターズ選手）
- 橋誠（プロレスラー）
- 藤井軍鶏侍（プロレスラー、総合格闘家）
- 中村和裕（総合格闘家）
- 島田裕二（格闘技レフェリー）
- 石井義信（サッカー元日本代表監督）
- 岡崎建哉（サッカー選手）
- 兼田亜季重（サッカー選手）
- 森脇良太（サッカー選手）
- 藤井敦士（サッカー選手）
- 森孝慈（元サッカー日本代表）
- 古邊考功（元サッカー選手）
- 上村健一（元サッカー選手：熊本生まれ、福山育ち）
- 永井謙佑（サッカー選手：福山生まれ、福岡育ち)
- 桒田慎一朗（元サッカー選手）
- ダ・シルバ・ファビオ・岡（サッカー選手：ブラジル生まれ、福山育ち）
- 家本政明（サッカープロフェッショナルレフェリー）
- 遠藤愛（元プロテニス選手）
- 村上玲央（ラグビー選手）
- 眞壁照男（ラグビー選手）
- 有馬隼人（アメリカンフットボール選手・元TBSアナウンサー）
- 麻生慎介（競艇選手）
- 市川哲也（競艇選手）
- 黒川知弘（福山競馬騎手）
- 岡田祥嗣（中央競馬騎手）
- 笹田和秀（日本中央競馬会調教師）
- 坂本直子（元長距離走・マラソン選手：兵庫生まれ、福山在住）
- 小波（女子プロレスラー、元スターダム所属）
- 伊藤明里（女子サッカー選手）

### 放送・新聞
- 渡辺襄（元毎日新聞社社長）
- 桜井弘規（元RCC中国放送アナウンサー）
- 糸永直美（元広島テレビ放送アナウンサー）
- 高橋圭子（元OHK岡山放送アナウンサー）
- ヒロハラノブヒコ（放送作家）
- 千神彩花（RSK山陽放送アナウンサー）
- 木村和美（広島テレビ放送アナウンサー）
- 坂本聡（NHKアナウンサー）

### 歴史上の人物
- 本覚大師（真言宗広沢流　流祖）
- 水野勝成（初代福山藩主で福山の開祖・戦国武将・徳川家康の従弟・生まれは三河国岡崎（現岡崎市）
- 阿部正弘（福山藩主・徳川幕府老中首座）日米和親条約を結ぶ。
- 菅茶山（福山藩儒学者・頼山陽などに影響を与えた）
- 関藤藤陰（福山藩儒学者・生まれは福山藩領笠岡）

## 福山市名誉市民
- 平櫛田中 （1872年 - 1979年） : 木彫家、文化勲章受章者・福山駅前の釣人像（レプリカ）作成者。
- 井伏鱒二 （1898年 - 1993年） : 小説家・黒い雨などの作者。
- 葛原しげる （1886年 - 1961年） : 童謡詩人・童謡夕日などの作曲者。
- 野島泰治 （1896年 - 1970年） : 医学者・ハンセン病研究の権威。
- 森戸辰男 （1888年 - 1984年） : 文部大臣、広島大学学長、日本ユネスコ国内委員会会長など。
- 福原麟太郎 （1894年 - 1981年） : 小説家。
- 神原秀夫 （1916年 - 1977年） : 旧沼隈町初代町長など地元発展の功績者。
- 金島桂華 （1892年 - 1974年） : 日本画家。
- 猪原大華 （1897年 - 1980年） : 日本画家。
- 櫻田武 （1904年 - 1994年） : 日清紡績社長、会長を歴任。
- 村上銀一 （1904年 - 1983年） : 当地域からのハワイ移民、海外交流に貢献。
- 澁谷昇 （1904年 - 1994年） : 福山通運創業者・名誉会長。
- 桑田笹舟 （1900年 - 1989年） : 一楽書学院の設立者。
- 吉川英士 （1909年 - 2009年） : 邦楽研究家。
- 宮地茂 （1914年-2005年） : 福山大学創立者、名誉総長・文部官僚。
- 宮澤喜一 （1919年 - 2007年） : 元衆議院議員、第78代内閣総理大臣、初代財務省大臣など。
- 松本卓臣 （1920年 - ） : 福山ガス社長、福山商工会議所会頭などを歴任。
- 青山五郎 （1930年 - 2008年）：青山商事の創業者。
- 小丸法之 （1928年 - ）：福山通運会長、全日本トラック協会副会長などを歴任。
- 栗原靖 （1931年 - 2010年）：書道家。
- 小松安弘 （1937年 - 2017年）：エフピコの創業者。

## 大使など
- 福山ふるさと大使 第1号：小林克也
- 福山市観光大使 第1号：ヒュー・ジャックマンが演じる「ウルヴァリン」
- 100万本のばらのまち福山応援大使：手嶌葵
- ばらのまち福山PR大使：ニコライ・バーグマン（フラワーアーティスト）
- 福の山・ばらグッズ応援大使：藩飛礼
- 観光アシスタント ローズ福山（旧ミスばら）
- ミス三蔵稲荷
- ふくやま未来づくり100人委員会
- ふくやま未来づくり応援団
- 福山城名誉城代：田村 備後守 淳

## 福山市が登場する作品
以下にはロケ地も含まれる
- いちばん逢いたいひと（2023年2月24日）福山駅、王城・切石山公園（横島）、福山市立大学が登場。
- 恋とか愛とか（仮） Episode29｢ギャップのある女｣ （2017年11月、広島ホームテレビ / 2017年12月、「民視」（台湾） ） 宮通り、鞆の浦などでロケ撮影。
- 花燃ゆ（2015年6月7日、NHK）：エンディングの『花燃ゆ紀行』（第23回）に鞆の浦、太田家住宅が登場。
- 流星ワゴン（2015年、TBS）：福山市が舞台のドラマ。鞆の浦、及び、福山城など市内でロケ撮影。
- 鞆の浦慕情（2014年、徳間ジャパンコミュニケーションズ）：岩佐美咲のシングル曲。鞆の浦が舞台の演歌。ジャケットやPVも鞆の浦で撮影。オリコンCDシングルランキング初登場1位を記録。
- 星籠の海（2013年10月、講談社）：映画版 （2016年、東映）は2016年（平成28年）福山市の市制施行100周年を記念したもので、市内でロケ撮影[60]。
- ウルヴァリン:SAMURAI（2013年、20世紀フォックス）：鞆の浦でロケ撮影。
- 少女たちの羅針盤（2010年、クロックワークス）：福山市内全域が映画の舞台。
- 聖家族〜大和路（2010年、カエルカフェ）：福山市内でロケが行われた。
- 龍馬伝（2009年、NHK） : 市内がロケ地となった。
- TAJOMARU（2009年、ワーナー・ブラザース）：福山市が撮影現場。
- 銭ゲバ（テレビドラマ版）（2009年、日本テレビ）：造船シーンを常石造船（沼隈町）でロケ撮影。
- ハブテトル ハブテトラン（2008年12月、ポプラ社）：中島京子の小説。松永が舞台。
- 崖の上のポニョ（2008年、スタジオジブリ）：監督の宮崎駿がスタジオジブリの社員旅行で滞在した福山市の鞆の浦を気に入ったことで舞台となった。
- 篤姫（2008年6月1日、NHK）：エンディングの『篤姫紀行』（第22回）にて福山市が登場。
- 水戸黄門（TBS）：福山城、周辺の遺跡等が撮影に使われている。
- 坂の上の雲（NHK）：東京の兵学校に入った秋山真之が久しぶりに松山に帰省して通りで偶然父親と再会するシーンは、みろくの里でロケが行われた。
- 大帝の剣（2007年、東映）：みろくの里でロケが行われた。
- 火垂るの墓（テレビドラマ版）（2005年11月1日、日本テレビ）：鞆町（鞆の浦）がロケ地。
- 男たちの大和/YAMATO（2005年、東映）：鞆町がロケ地。
- あずみ2 Death or Love（2005年、東宝）
- あずみ（2003年、東宝）
- はみだし刑事情熱系クリスマススペシャル「尾道〜しまなみ海道 港から消えた女！悲劇を結ぶ赤い花の謎!? 立ち上がれ兵吾！お前の刑事魂は死んだのか」（2003年12月24日、テレビ朝日）
- ふたり（映画版）（1991年、松竹）：境ガ浜マリンパークなどでロケを行った。
- ゴリラ・警視庁捜査第8班 （1989年10月15日・11月5日、テレビ朝日）：24話と27話で舞台となった。また後期OPでは福山ロケの映像が使われていた。
- 大いなる完（1983年-1984年、モーニング連載、講談社）：主人公の出身地および選挙区（旧広島県第三選挙区）という設定。ただし描写が現実と大きく異なる。
- 転校生 (1982年版)（1982年、松竹） : 隣接する尾道市が舞台であるが、主人公の前の学校の友達と会った場所という設定で福山城が登場。
- 吉宗評判記　暴れん坊将軍（1981年8月22日、テレビ朝日）第173話、福山城と福山藩主、阿部正福が登場
- 泣きながら笑う日（1976年、松竹）：坂本九主演
- ウルトラマンA 第一話（1972年4月7日、TBS）：超獣ベロクロンが最初に福山市に出現したことになっている。なお、Aに変身する北斗星司、南夕子両名も福山市出身との設定。
- 家族（1970年、松竹）：山田洋次監督作品　長崎県から北海道へ移住する一家が、高齢の父親を託すために次男夫婦が住む福山市に立ち寄る場面に登場。結局、一家は父親とともに福山を去るが、映画には旧福山駅や竣工間もない日本鋼管福山製鉄所、次男一家の住居がある大門団地（現：東陽台）が描写。
- 奥様は、取り扱い注意 エピソード1「料理教室」（2017年10月4日）：主人公の伊佐山菜美の捨てられた場所が広島県福山市の教会という設定になっている。

みろくの里セット村
非常に大きなロケセットであるが、一般公開されていないため市民にはあまり知られていない。さまざまなドラマや、映画のロケに使用され、鞆町とのセットで撮影することも少なくない。現在のセットは座頭市の映画撮影に数億円かけて作ったセットから増改築を経た物である。

## 暴力団
福山市内には指定暴力団の本部はないが、東の笠岡に五代目浅野組、西の尾道に三代目俠道会の本部がある。福山市内に、五代目浅野組の二次団体である二代目中岡組が昭和町に本部を置き、三代目俠道会の二次団体である三代目下森組（したもりぐみ）が柳津町に本部を置く。

## 事件・事故
- 大津野村強盗殺人事件 - 1945年（昭和20年）
- 泰州くん誘拐殺人事件 - 1984年（昭和59年）
- 福山市一家3人殺害事件 - 1988年（昭和63年）
- 福山市独居老婦人殺害事件 - 1992年（平成4年）
- ホテルプリンス火災 - 2012年（平成24年）

## 広報テレビ番組
- ピース！ピース！ふくやま（毎週日曜ひる11:24-11:30、RCCテレビ）